# Histoire de la Picardie
L'histoire sur le territoire de la future Picardie, créée à la fin du XVe siècle, remonte au Paléolithique, époque où les hommes de la Préhistoire s'installèrent sur les terrasses alluviales de la vallée de la Somme. Elle se poursuivit au Néolithique, époque où l'on se sédentarisa et cultiva la terre. À l'âge du fer (La Tène), les Celtes vinrent s'installer dans cette région puis ce fut la conquête romaine et l'entrée de ce territoire dans l'histoire écrite. Avec les invasions barbares du Ve siècle, une nouvelle période commença, le Moyen Âge, mais ce n'est qu'à la fin du XIe siècle que le mot « Picard » apparut pour la première fois dans un texte : Guillaume le Picard mourut au cours de la première croisade, en 1098. « Picard » désigna des hommes avant de désigner un territoire. Au XIIIe siècle, il y avait une « nation picarde » à l'université de Paris.
La Picardie n'est reconnue par le biais d'une entité officielle qu'à la fin du Moyen Âge (fin du XVe siècle), lorsqu'elle devint la marche frontière entre les Pays-Bas bourguignons et le royaume de France. Un gouvernement général militaire de Picardie fut alors créé, qui disparut à la Révolution française, ces gouvernements militaires laissant place aux départements. Ce n'est que dans les années 1960 que la Picardie redevint une entité administrative à travers un territoire plus adéquat avec les descriptions que l'on peut trouver de cette province (Hesseln, Nolin ou Michelet), le gouvernement militaire de Picardie, dont les frontières avaient varié de nombreuses fois, étant devenu, en 1789, bien plus maigre que ne l'est la province de Picardie proprement dite.
Terre d'invasion et de passage, la Picardie a une histoire qui fut souvent tragique, indissociable de celle de la France. Comme l'écrivit Jules Michelet : « L'histoire de l'antique France semble entassée en Picardie. », « Tableau de la France », Histoire de France, livre III, Paris, 1833.

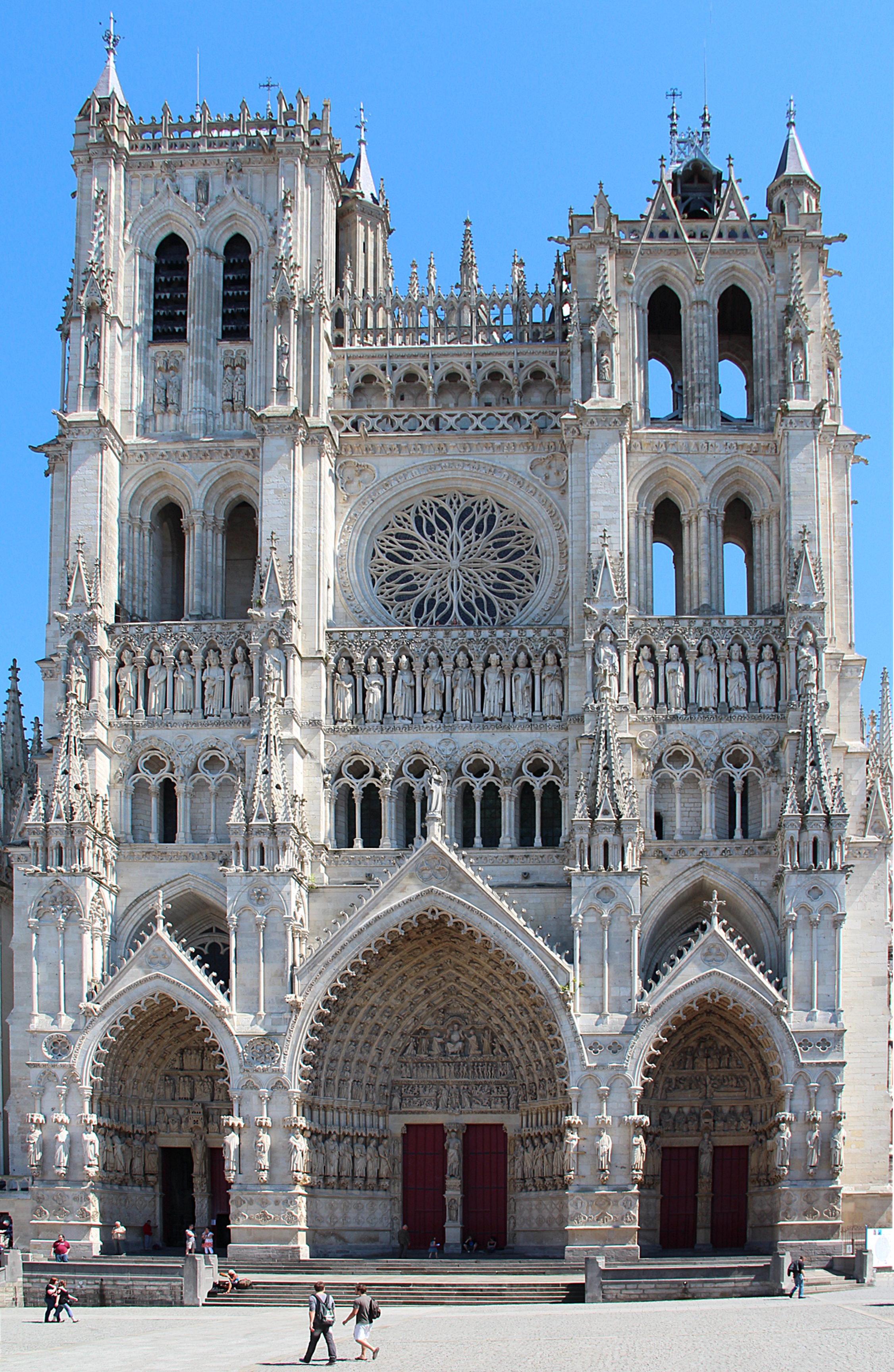
Cathédrale Notre-Dame d'Amiens.

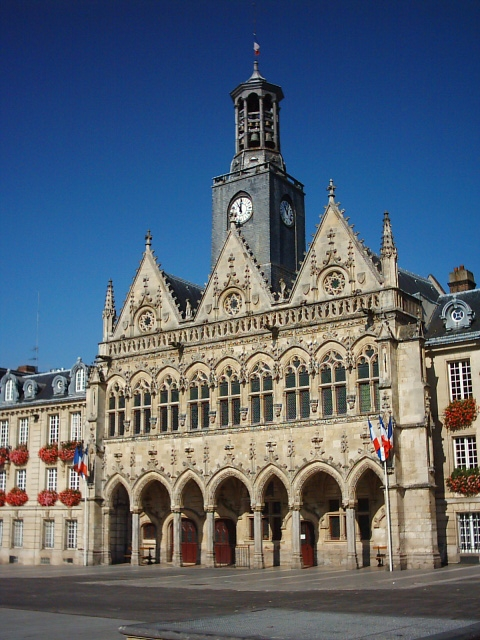
Hôtel de ville de Saint-Quentin.

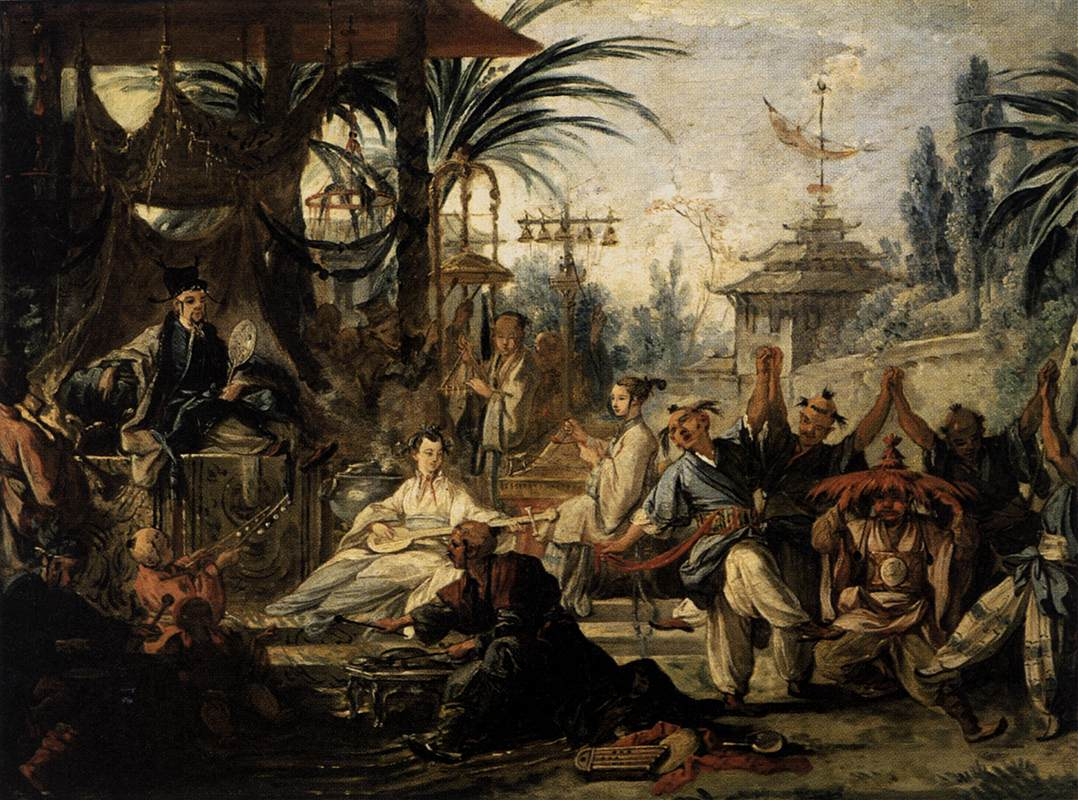
Tapisserie de Beauvais, La Danse chinoise, carton de François Boucher.

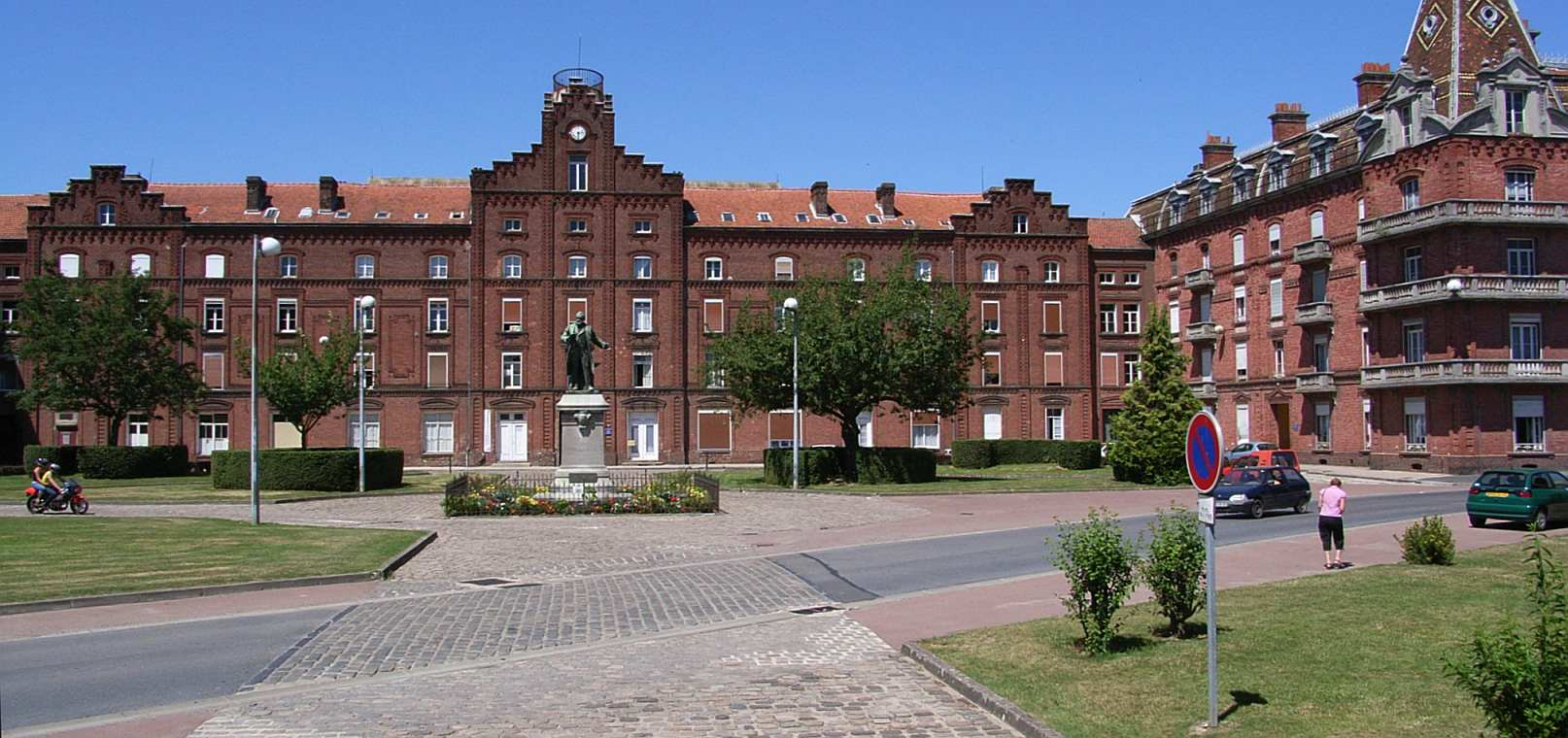
Le Familistère de Guise

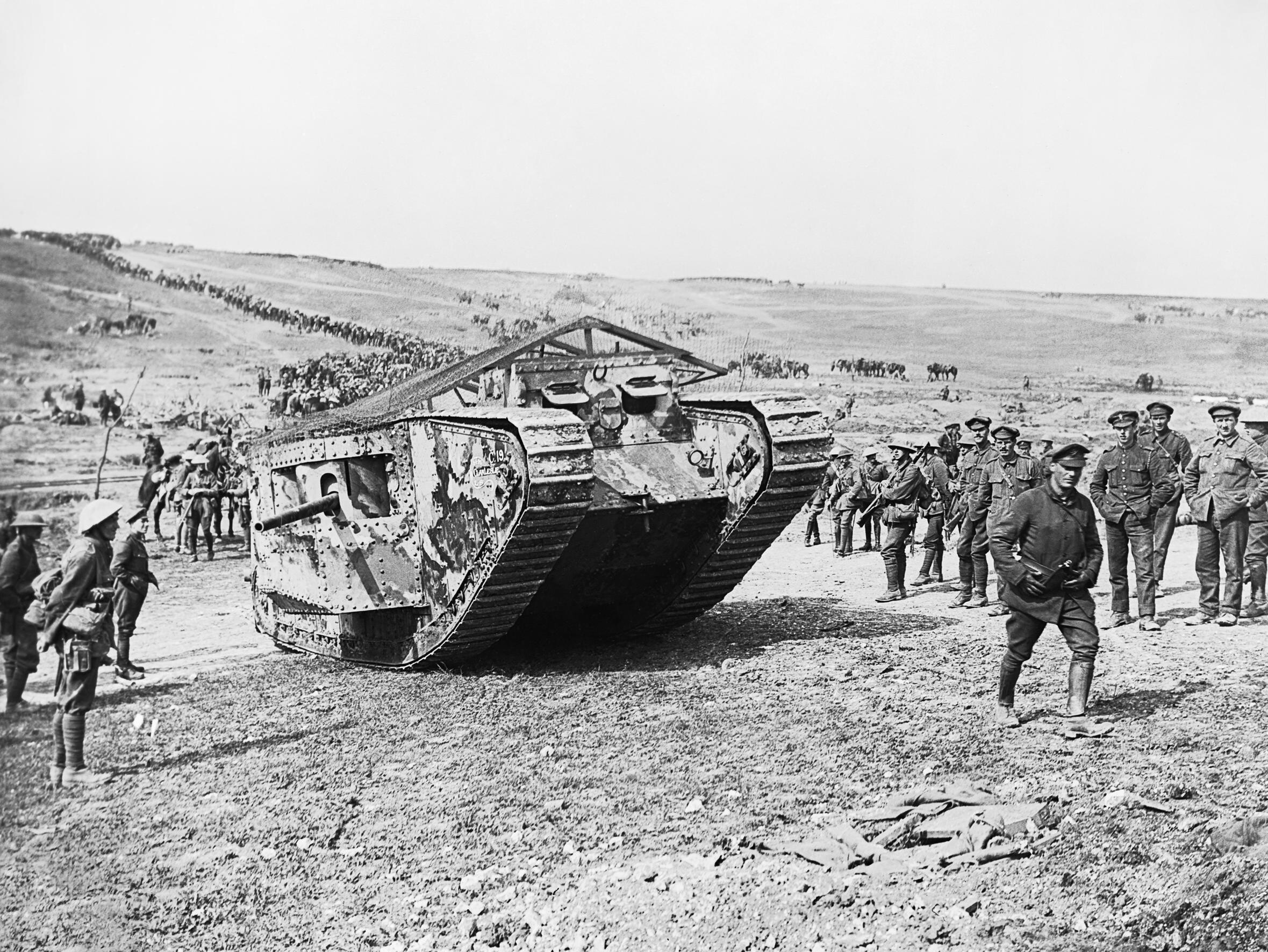
Premiers Tank britannique Mark 1 engagés pendant la bataille de la Somme, le 15 septembre 1916

## De quelle Picardie parle-t-on?
Le nom Picardie peut désigner :
- En premier lieu, le bassin de la Somme : Ponthieu, Vimeu, Amiénois, Santerre et Vermandois à l'exclusion du Noyonnais, c'est-à-dire les « villes de la Somme », soit l'actuel département de la Somme. Les positions picardes avancées aux frontières du royaume de France sont au XVe siècle : Montdidier, Roye, Ham et Saint-Quentin, laissant le bassin de l'Oise et ses pays frontaliers : Beauvaisis, Noyonnais et la Thiérache en dehors de la Picardie historique.
- Une province, une généralité (généralité d'Amiens et un gouvernement militaire de la France d'Ancien Régime, circonscription administrative réunissant un temps tout ou partie des territoires suivant : Calaisis ou Pays reconquis, Boulonnais, Pays de Montreuil, Marquenterre, Ponthieu, Vimeu, Amiénois, Santerre, Vermandois, Thiérache, Noyonnais pour partie.
  - Cet ensemble territorial a pris corps avec la réunion à la couronne de France de l'héritage bourguignon en 1477 à la mort de Charles le Téméraire, dernier duc de Bourgogne. Territoire auquel au XVIe siècle on rattacha Calais et ses environs reconquis sur l'Angleterre.
  - Ces territoires formèrent une entité appelée gouvernement de Picardie. Sa capitale était Amiens.
  - Ce gouvernement de Picardie disparut à la Révolution française avec la création des départements.

La province de Picardie en 1789.

Le gouvernement de Picardie en 1789.

- En second lieu, une des ex vingt-deux régions administratives de la France métropolitaine réunissant les trois départements de la Somme, de l'Oise et de l'Aisne de 1964 au 1er janvier 2016 et dont la capitale régionale fut Amiens.

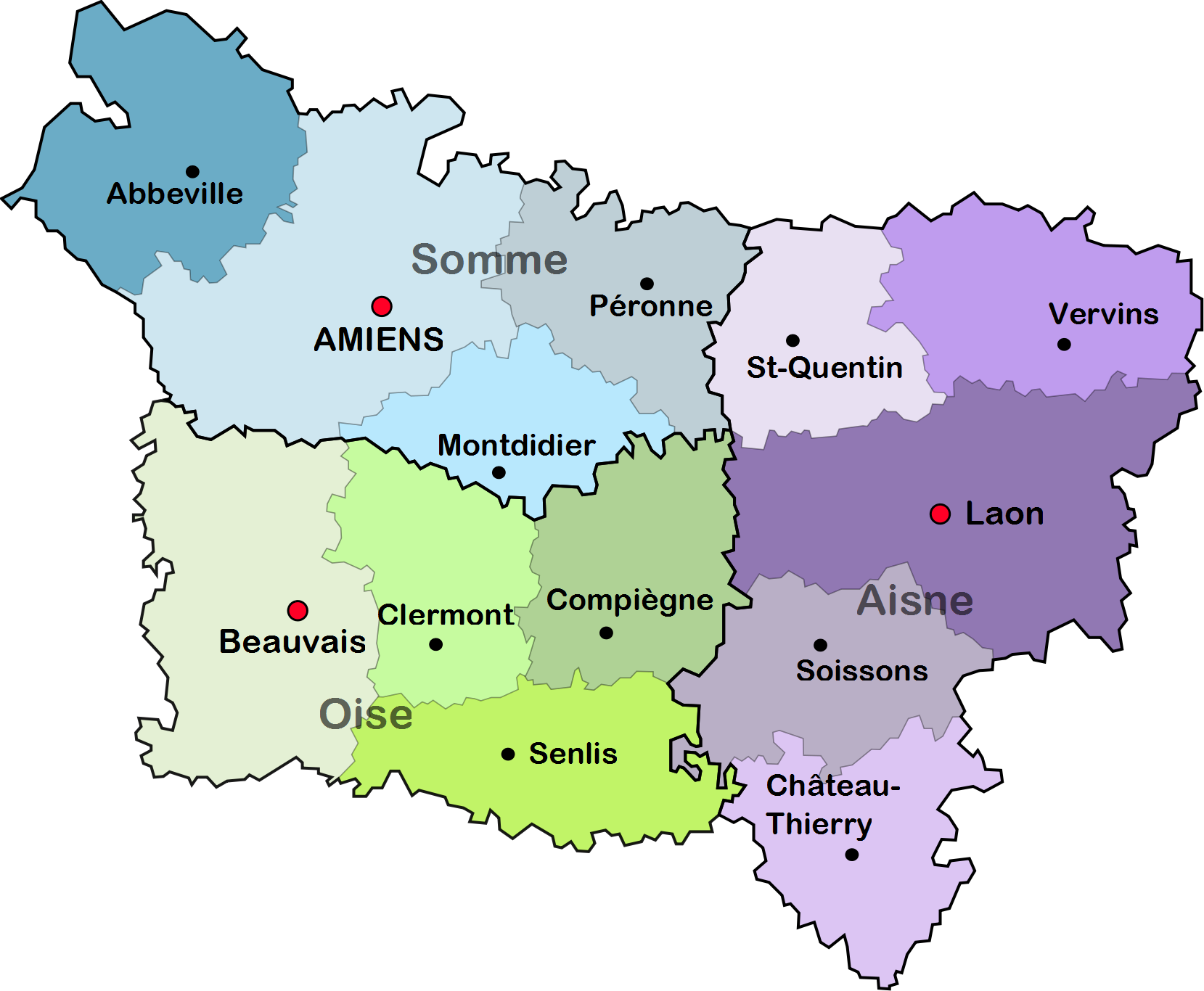
La région Picardie en 2014

- En troisième lieu, une région culturelle et linguistique, distincte de la Picardie administrative, qui s'étend d'Amiens jusque Calais et Tournai (Hainaut Belge) dans laquelle on parle le Picard.

Carte des langues régionales en France, Langue d'Oïl (zone verte).

Cet article combine, autant que faire se peut, l'histoire de ces deux premières entités (le bassin de la Somme et l'ex-province administrative) depuis l’apparition des premières industries lithiques bien que depuis 2016 il convient d'utiliser le nom de la nouvelle région Hauts-de-France afin notamment d'éviter désormais toute confusion avec la Picardie historique d'avant 1789.

## Préhistoire

### Paléolithique
C'est à Boucher de Perthes, qui dans son ouvrage paru en 1847, Antiquités celtiques et antédiluviennes que l'on doit la naissance d'une discipline nouvelle, la préhistoire.
Les fouilles archéologiques entreprises au XIXe siècle sur les terrasses alluviales et les tourbières de la vallée de la Somme ont permis de mettre au jour dans les dépôts de limon, sables et graviers des ossements d'animaux disparus (éléphants, rhinocéros...) et des silex taillés par l'homme datant de 500 000 ans. Une régression marine liée à une période de glaciation, a laissé trace d'une station préhistorique sous-marine au large de la falaise d'Ault. La présence de l'homme est également attestée dans les vallées de l'Oise et de l'Aisne.

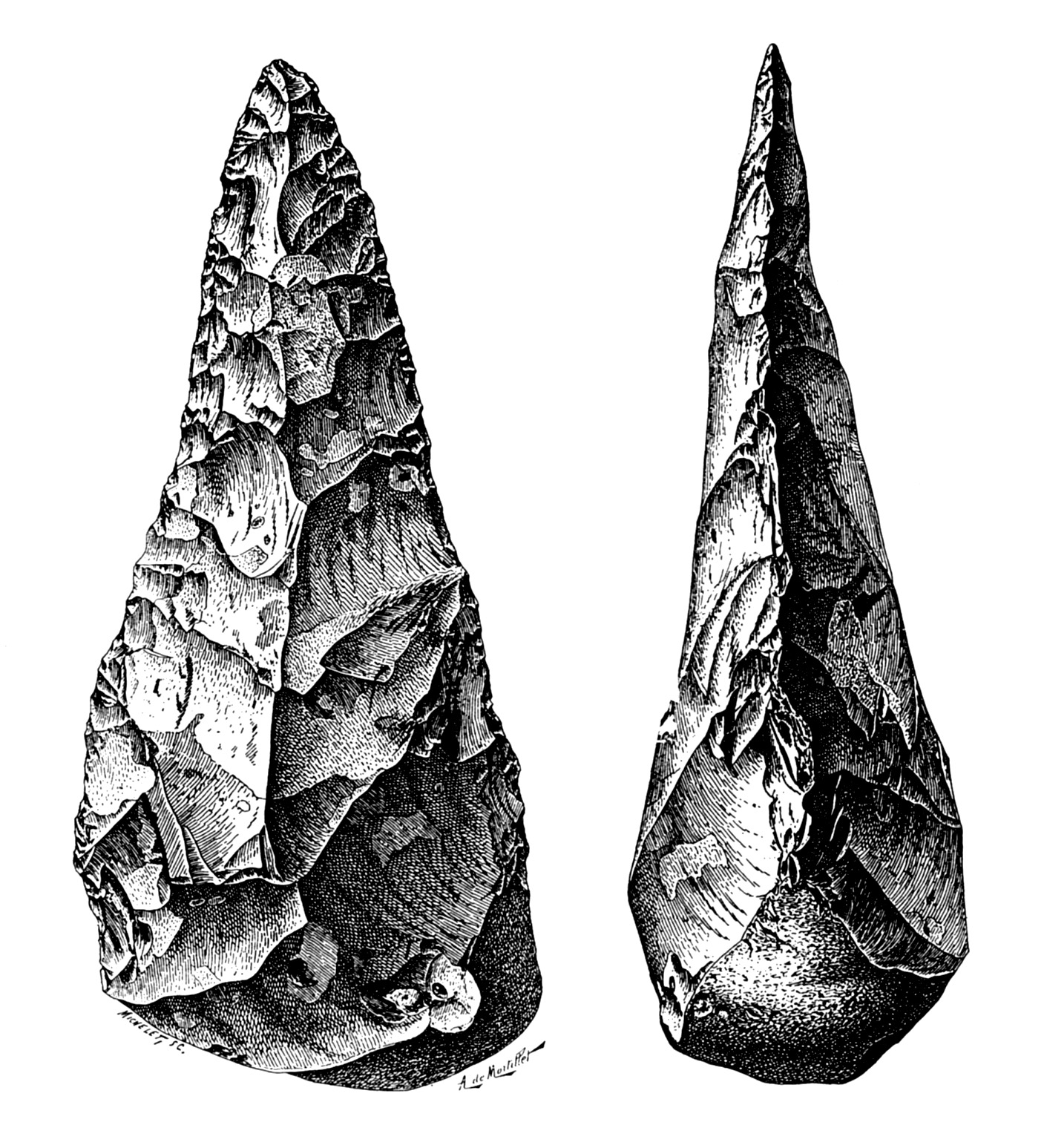
Biface en silex de Saint-Acheul

Albert Gaudry, Gabriel de Mortillet et Victor Commont comptent parmi les principaux préhistoriens ayant étudié le gisement préhistorique de Saint-Acheul à Amiens. Gabriel de Mortillet donna le nom d'Acheuléen à la civilisation du Paléolithique ancien caractérisée par les silex taillés identiques à ceux trouvés dans le quartier Saint-Acheul. Des gisements acheuléens ont été retrouvés près de la Ferme de Grâce près de Montières (quartier d'Amiens), dans plusieurs sites de la vallées de la Somme et de ses affluents ainsi que sur les plateaux limoneux des départements de l'Oise et de la Somme. On retrouve cette civilisation en Europe et en Asie. L'abbé Henri Breuil donna le nom d'Abbevilien aux plus anciens silex taillés grossièrement trouvés à Abbeville.
La présence d'hommes Homo heidelbergensis vraisemblablement, il y a 450 à 300 000 ans, est attestée dans la Somme grâce à des fouilles archéologiques réalisées à Abbeville, Amiens (Jardin archéologique de Saint-Acheul) et à Cagny, village voisin.
Au Paléolithique moyen, entre 90 000 et 35 000, l'Homme de Néandertal s'installa dans la région y apportant la civilisation dite du Moustérien. On a retrouvé des sites levaloisiens dans l'Oise (Cantigny et Bracheux), dans la Somme à Ault, Rollot et Villers-Bocage.
Vers 35 000, l'Homo sapiens arriva au Paléolithique supérieur. On a retrouvé des sites d'occupation humaine et de débitage de silex du Magdalénien et du Périgordien dans les vallées de l'Oise et de la Somme.
À Amiens, dans le quartier de Renancourt, ont été mises au jour, de juillet 2014 à juillet 2019, dans les vestiges d'un campement, quinze statuettes féminines aux attributs sexuels très prononcés, datant du Gravettien (environ 23 000 ans avant notre ère). La première « vénus » haute d'une quinzaine de centimètres a été retrouvée en partie. Les Vénus de Renancourt, en pierre calcaire, sont comparables aux 244 Vénus paléolithiques retrouvées à ce jour, en Europe et jusqu'en Sibérie. Seule la statuette découverte en 2019, haute de 4 cm est entière.
Remontant à plus de 14 à 15 000 ans, un campement saisonnier de chasseurs de rennes, des hommes modernes dits de Cro-Magnon, a été découvert à Verberie, à proximité de Compiègne (Oise).

### Mésolithique
Le Mésolithique est une période de transition entre le Paléolithique et le Néolithique. Après la dernière glaciation vers 8 à 9 000 avant notre ère, la forêt gagna du terrain. On a retrouvé des sites du Tardenoisien dans le département de l'Aisne à Fère-en-Tardenois, Villeneuve-sur-Fère, Coincy.

### Néolithique

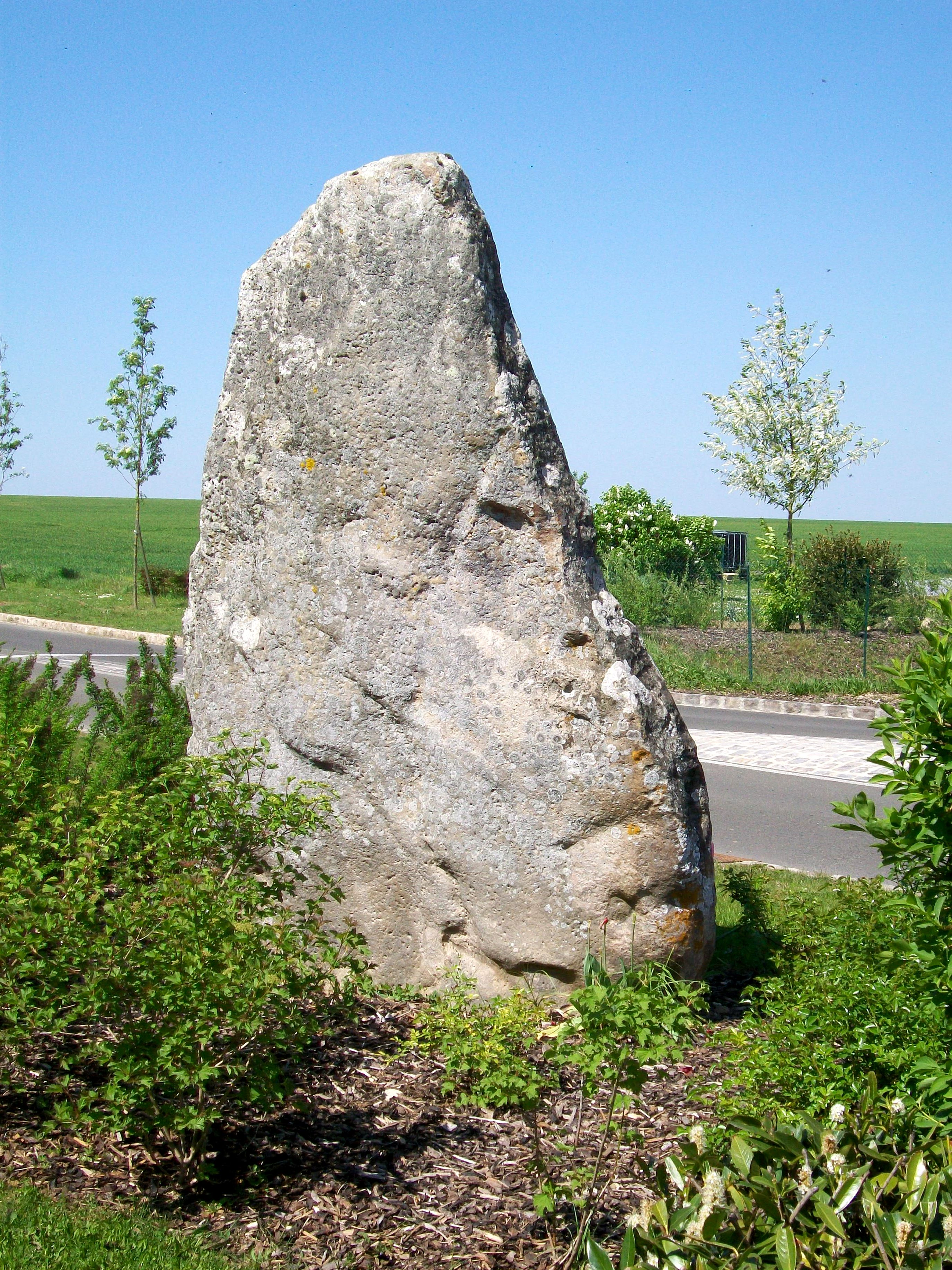
Borest (Oise), la Queue de Gargantua (menhir)

Vers 4 000 avant notre ère, La civilisation danubienne pénétra dans la région apportant avec elle, élevage du bétail, culture des céréales, fabrication de poterie et tombes individuelles. L'homme cessa d'être uniquement prédateur pour devenir également producteur. Au Néolithique, débutèrent les premiers défrichement de forêts. La civilisation du Chasséen se développa et nous a laissé des vestiges de villages parfois fortifiés, avec de grandes maisons rectangulaires. Sur le territoire de la commune de Cuiry-lès-Chaudardes (Aisne), des fouilles archéologiques ont mis au jour un village datant de la civilisation rubanée : une trentaine de maisons quadrangulaires en terre et en bois, pouvant atteindre 45 mètres de long.
À Villers-Carbonnel (Somme) près de Péronne, en 2011, fut mise au jour, lors des fouilles archéologiques sur le chantier du canal Seine-Nord, une statuette féminine la Dame de Villers-Carbonnel appartenant à la civilisation du Chasséen. Elle a été datée du IVe ou IIIe millénaires avant notre ère.
Civilisation Seine-Oise-Marne s'étendit entre 2 400 et 1 600 ans avant notre ère. La sépulture mégalithique collective de La Chaussée-Tirancourt (Somme), constituée de grandes dalles de grès, accueille en plusieurs siècles d'utilisation près de 350 défunts et constitue l'un des vestiges de cette nature les plus importants d'Europe. On retrouve des sépultures mégalithiques à Feigneux, à Dameraucourt et à Boury-en-Vexin dans l'Oise, à Cierges, Marchais dans l'Aisne. Il subsiste des menhirs dans la Somme à Bavelincourt, Doingt, Eppeville, dans l'Oise à Borest, dans l'Aisne à Haramont, Orgeval, Pargny-les-Bois.
Au Chalcolithique, les objets de cuivre font leur apparition dans les vallées de la Somme et de l'Aisne mais l'outillage lithique subsiste. La présence de silex blonds du Grand-Pressigny et de la roche verte de Pléven provenant du Finistère démontre la présence d'importants courants commerciaux. Ces pierres servaient à la fabrication des lames.

## Protohistoire

### Âge du bronze
L'âge du bronze débute dans la région vers 1700-1600 av. J.-C., introduit par des migrants. Les vallées de la Somme et de l'Oise furent les axes commerciaux de première importance par lesquels transitaient l'or d'Irlande et l'étain de Cornouailles. On a retrouvé de nombreux objets de cette époque: haches, bracelets, poignards, épingles... Les haches à talon sont particulièrement nombreuses près du littoral.
Des vestiges de la culture des champs d'urnes (vers 1100-1200 av. J.-C.) venue de l'Est, ont été retrouvés dans l'Oise et l'Aisne.

### Âge du fer

#### Hallstatt
Pendant la période de l'Hallstatt (~750 / 700 av. J.C.), la production de sel à l'embouchure de la Canche s'effectuait par chauffage dans des « barquettes » de terre cuite. Des objets archéologiques mis au jour montrent que la région est en contact avec la civilisation grecque : l'étain était acheminé par la Somme jusqu'à l'oppidum de Vix (Côte-d'Or) et, de là, jusqu'à la Méditerranée. À Thiverny près de Creil, on a retrouvé des poteries peintes de type vixien. Vers 500 av. J.C., cette voie commerciale fut délaissée au profit de la voie maritime.

#### La Tène
La période de La Tène, l'usage du fer se généralise, on a retrouvé un peu partout y compris dans des fermes isolées, des bas-fourneaux. À Pernant, près de Vic-sur-Aisne, a été mise au jour, en 1961, dans une ballastière, une tombe à char, indiquant la présence de guerriers puissants.
Au IIIe siècle avant notre ère, le territoire de l'actuelle Picardie est occupé par un peuple gaulois, les Belges, divisé en plusieurs tribus : Ambiens, Bellovaques, Suessions et Viromanduens. Ces populations exploitent densément le territoire, avec l'implantation d'un réseau de fermes. À partir du IIe siècle av J.-C., des oppidums sont fondés : Pommiers, Variscourt, Vermand, Villeneuve-Saint-Germain, Gournay-sur-Aronde, Vendeuil-Caply, Liercourt, L'Étoile, La Chaussée-Tirancourt, Méricourt-sur-Somme, etc.
Les Ambiens ont frappé des monnaies s'inspirant des statères de Tarente, en Grande Grèce, ce qui tend à prouver la prospérité de cette tribu et ses liens économiques avec la Méditerranée. Le monnayage ambien servit de modèle aux Parisii et aux Bellovaques.
C'est aux Belges, installés sur le territoire des Armoricains vaincus, que l'on attribue l'aménagement du trophée et du sanctuaire de Ribemont-sur-Ancre (Somme) où s'entassent des milliers d'ossements humains. Un autre enclos sacré a été mis au jour à Gournay-sur-Aronde (Oise).

## Antiquité

### La conquête romaine

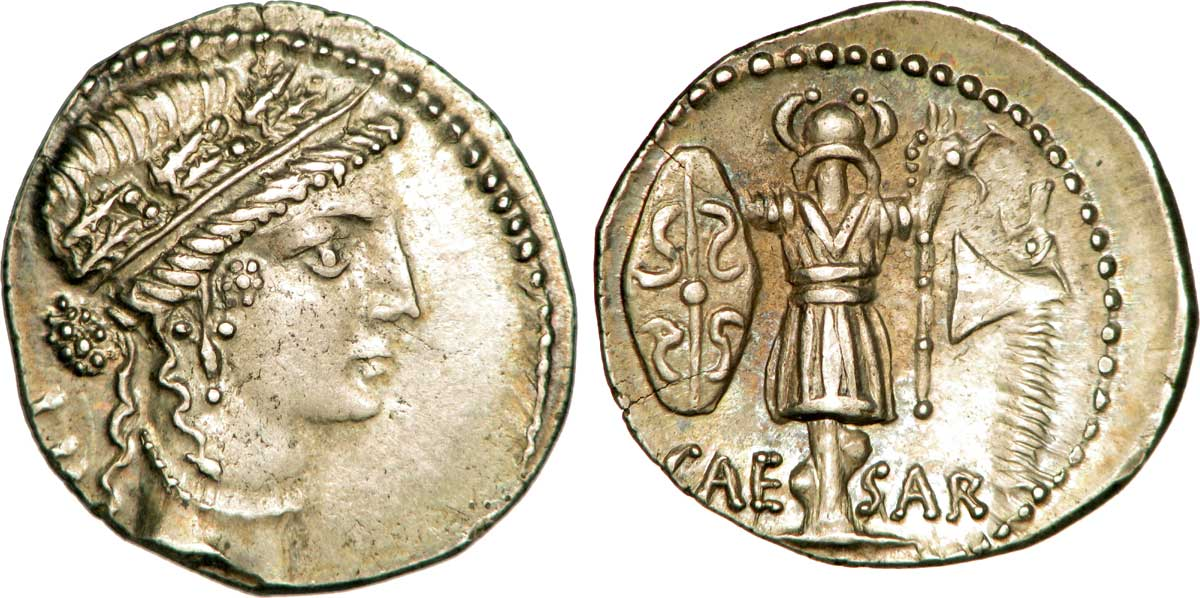
Denier commémorant les conquêtes gauloises de Jules César (vers 48 av J.C.)

Jules César passa un hiver avec ses légions sur le territoire des Ambiens dans un lieu qu'il désigne sous le nom de Samarobriva dans son ouvrage De Bello Gallico (La guerre des Gaules).

Il y explique qu'après sa première tentative de conquête de la Bretagne (l'actuelle Grande-Bretagne) il a pris ses quartiers d'hiver à Samarobriva de l'automne 54 av. J.-C. au printemps 53 av. J.-C.. Il y a convoqué deux fois un concilium Galliae (un conseil de représentants de tribus gauloises)

« [...] Quand il eut fait mettre les navires à sec et tenu à Samarobriva l'assemblée de la Gaule, comme la récolte de cette année avait été peu abondante à cause de la sécheresse, il fut obligé d'établir les quartiers d'hiver de l'armée autrement que les années précédentes, et de distribuer les légions dans diverses contrées. »

« [...] César renvoya Fabius dans ses quartiers avec sa légion, et résolut d'hiverner lui-même aux environs de Samarobriva avec trois légions dont il forma trois quartiers. Les grands mouvements qui avaient eu lieu dans la Gaule le déterminèrent à rester tout l'hiver près de l'armée. »

César établit donc un camp militaire à Samarobriva qui perdura jusqu'aux premières années du règne d'Auguste. Selon toute vraisemblance, aux abords du ou des camps successifs, se développèrent des habitats civils gaulois, des canabae, ce qui incita sûrement les Romains à établir en ces lieux la capitale de la cité des Ambiens.
En 51 av. J.-C., Corréos, chef des Bellovaques, prit la tête d’une coalition des tribus belges (Ambiens, Atrébates, Calètes, Veliocasses) et Aulerques contre Rome. Les Bellovaques pénétrèrent en territoire suession et se retranchèrent sur un terrain protégé par des marais et des bois. Jules César en fit le siège. Les Bellovaques, instruits par l’exemple d’Alésia, s'échappèrent de nuit et se réfugièrent dans un oppidum. César les poursuivit et la bataille qui s’engagea vit la défaite des Bellovaques et la mort de Corréos. Sa mort met fin à la rébellion. Des fouilles archéologiques ont permis de mettre au jour des vestiges de la position des troupes de Jules César à Clermont de l'Oise.

### Haut Empire

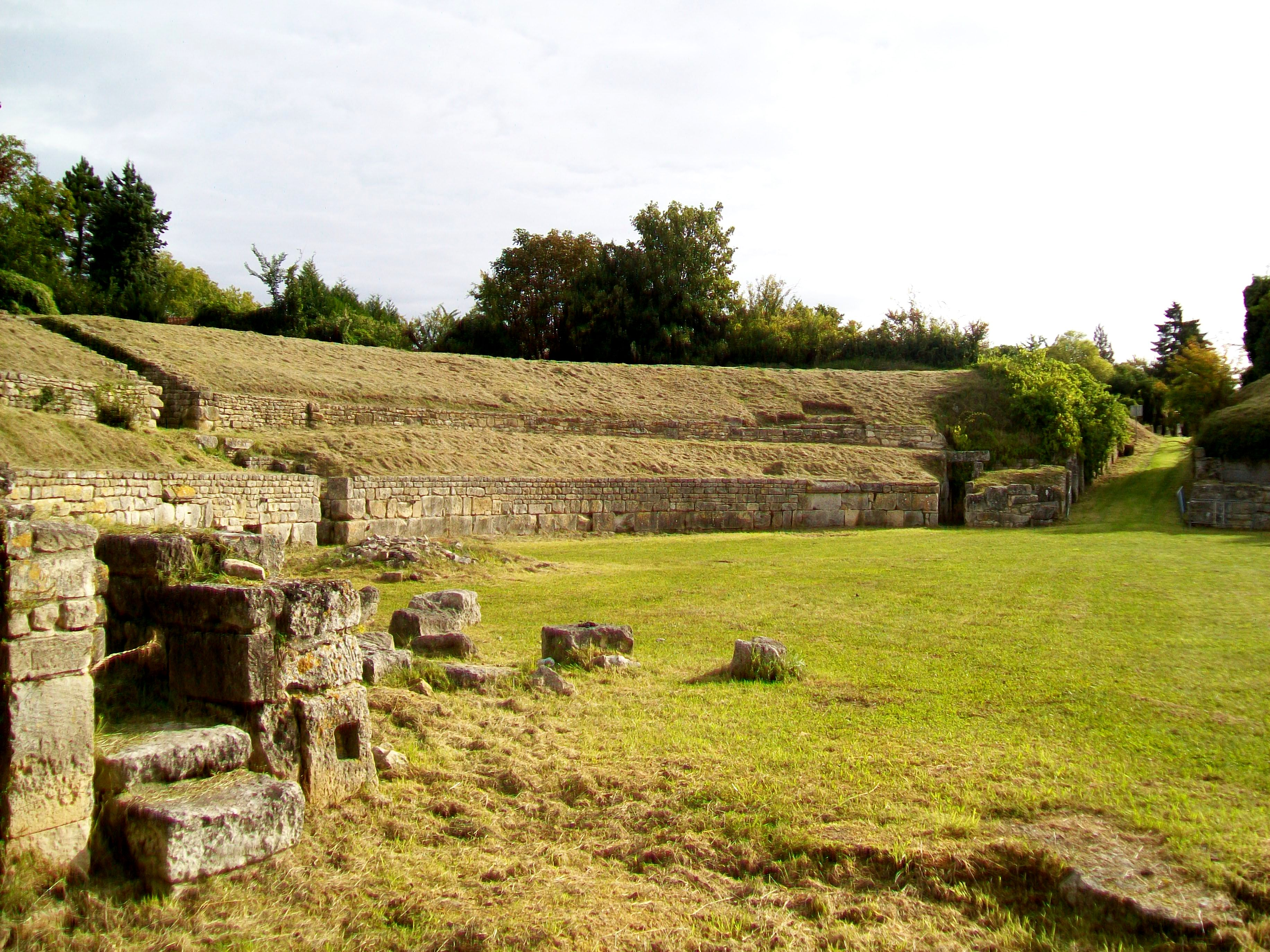
Les Arènes de Senlis.

Le territoire de l'actuelle Picardie fut intégré par les Romains dans la province de la Gaule belgique dont la capitale fut Durocortorum (Reims), sous le règne d'Auguste.
Dans le courant du Ier siècle, les Romains fondèrent les premières villes :
- Samarobriva (Amiens),
- Caesaromagus (Beauvais),
- Augustomagus (Senlis),
- Augusta Suessionum (Soissons),
- Augusta Viromanduorum (Saint-Quentin),

et des agglomérations secondaires comme Noviomagus (Noyon), Rodium (Roiglise ou Roye). Le territoire de la Picardie actuelle était traversé par plusieurs voies romaines dont la plus importante la Via Agrippa de l'Océan reliait Lugdunum (Lyon) à Gesoriacum (Boulogne-sur-Mer).

### Bas Empire
À partir du milieu du IIIe siècle, le nord de la Gaule subit des raids de marins saxons et francs. Des invasions de Francs et d'Alamans se produisirent en 275-276. Les élites municipales délaissèrent progressivement les villes et se réfugièrent dans leur villae à la campagne. Les villes réduisirent leur taille et s'entourèrent de remparts comme à Amiens, Beauvais et Senlis. À la charnière des IIIe et IVe siècles les villes prirent le nom du peuple gaulois dont elles étaient le chef-lieu, ainsi Samarobriva devint Ambianorum, Caesaromagus devint Bellovacum etc.

#### Début de la christianisation
En mai 346, à Ambianorum (Amiens), un légionnaire romain, Martin, partagea, aux portes de la ville, son manteau avec un pauvre, puis se convertit au christianisme. La région fut évangélisée à cette période et la tradition chrétienne fait de Rieul de Senlis, Lucien de Beauvais, Firmin d'Amiens, Quentin,
Crépin et Crépinien de Soissons, Fuscien, Victoric d'Amiens et Gentien de Sains-en-Amiénois (Somme) et de l’enfant Juste de Beauvais, les propagateurs de la foi nouvelle. Des diocèses furent créés, ainsi le premier évêque d'Amiens dont l'existence est historiquement attesté, en 346, fut Euloge.

#### Désordres militaires duIVesiècle
En 350, un général romain d'origine barbare, Magnence, né à Amiens en 303, se souleva contre les fils de Constantin, Constant et Constance II. Proclamé Auguste par la troupe, il fut reconnu empereur par la plupart des provinces occidentales de l'empire. Il créa à Amiens un atelier monétaire. Battu militairement, Magnence mourut à Lyon en 353.
En 367, Valentinien Ier s'installa à Amiens et y fit acclamer Auguste, son fils Gratien.

#### Les invasions barbares
À partir de 406, l'Empire romain est envahi par les peuples germaniques qui provoquèrent sa chute. Un dernier royaume romain ayant Soissons pour capitale résista. Il était dirigé par d'Ægidius puis son fils Syagrius. Ce dernier perdit face à Clovis, la dernière bataille de Rome face aux barbares, la bataille de Soissons en 486.
Grégoire de Tours fit le récit de l'épisode célèbre du « Vase de Soissons », au livre II, chapitre 27 de son Histoire des Francs qu'il situe juste après la prise de la ville par Clovis, en 486.

## Moyen Âge

### Haut Moyen Âge

#### Période mérovingienne
Clovis fit de Tournai la capitale du Regnum francorum, avant de l'installer à Soissons et finalement à Paris. La ville de Soissons devint, par la suite, capitale du royaume de Neustrie.
Au VIe siècle Médard de Noyon devint évêque de Vermand et de Tournai et transféra le siège épiscopal de Vermand à Noyon.
Au VIIe siècle furent fondées les premières abbayes sous l'impulsion du monachisme irlandais : abbaye de Saint-Valery-sur-Somme, abbaye de Saint-Riquier, abbaye de Corbie, abbaye de Forest-Montiers, abbaye de Saint-Fuscien, abbaye du Mont Saint-Quentin, abbaye Notre-Dame d'Ourscamp, abbaye Saint-Lucien de Beauvais, abbaye Saint-Médard de Soissons, abbaye Saint-Vincent et Saint-Jean de Laon...
Éloi de Noyon, évêque de Noyon de 641 à 659 fut également grand argentier de Clotaire II, puis trésorier de Dagobert Ier.
Le duché de Dentelin, située en partie dans la future Normandie et s'étendant sur tout ou partie de la Picardie et des Flandres actuelles, forma, sous les Mérovingiens, aux VIe et VIIe siècles, un vaste territoire qui appartint d'abord aux rois de Neustrie ; mais qui en l'an 600, à la suite de la bataille de Dormelles, fut cédé par Clotaire, par le traité de paix de Compiègne, à Thibert II, roi d'Austrasie. En 612, Clotaire le récupéra après sa victoire sur les Austrasiens. Depuis cette époque, le duché de Dentelin resta uni à la Neustrie. Les seules sources relatives au duché de Dentelin sont deux passages de la Chronique de Frédégaire.
En juin 687, se déroula, près de Péronne (Somme), la Bataille de Tertry qui vit la victoire de Pépin de Herstal, roi d'Austrasie, sur la Neustrie. Selon l'historien Ferdinand Lot, cette bataille marqua un tournant dans le conflit qui opposait la Neustrie à l'Austrasie. La victoire changea de camp, depuis Tertry, l'Austrasie ne fut plus jamais vaincue. La victoire de Pépin de Herstal prépara l'avènement des Carolingiens.
Sur le territoire de la commune de Juvincourt-et-Damary (Aisne), au lieu-dit le « Gué de Mauchamp », des fouilles archéologiques ont permis de mettre au jour l'un des rares habitats mérovingiens qui aient fait l'objet d'une fouille presque complète. Un important chantier de reconstitution de ce site a été réalisé au Musée des Temps barbares à Marle, sous le nom de « village franc ».

#### Période carolingienne

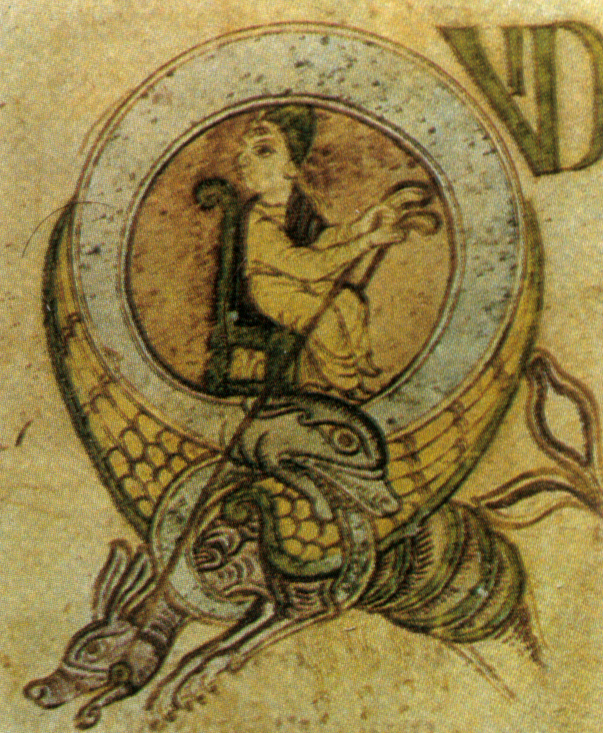
Enluminure du Psautier de Corbie (IXe siècle)

En 752, Pépin le Bref fut proclamé et sacré roi à Soissons. Charlemagne fut sacré roi des Francs à Noyon en 768.
Sous Charlemagne, les abbayes devinrent un lieu de contrôle du territoire, de diffusion du christianisme et de diffusion de la culture latine pendant la renaissance carolingienne. C'est à l'abbaye de Corbie que fut, pour partie, mise au point l'écriture minuscule caroline.
En 877, le roi Charles le Chauve, avant de partir pour une expédition militaire en Italie, réunit une assemblée de barons à Quierzy-sur-Oise et y fit approuver le capitulaire qui fixait légalement le principe de l'hérédité de la fonction de comte et de la transmission des bénéfices à la veuve et à ses enfants.

##### Invasions vikings
Au IXe siècle les invasions vikings ravagèrent les abbayes et les villes de la région comme à Saint-Riquier en 845 et 881. Au printemps 859, les Vikings de Weland remontèrent la Somme, pillèrent Saint-Valery et Amiens mais furent mis en échec devant Corbie en juillet-août de la même année et se replièrent.
Le 3 août 881, Les rois Louis III et Carloman II remportèrent une importante victoire sur les Vikings à la Bataille de Saucourt-en-Vimeu. Cependant, en 882, l'abbaye Saint-Vincent de Laon fut pillée, en 883 Saint-Quentin fut brûlée et en 885, l'abbaye Saint-Médard de Soissons fut incendiée lors de raids vikings. En 891, ce fut au tour de Balâtre, Roye, Roiglise et Noyon d'être incendiés.
Sous les Carolingiens, Corbeny (Aisne) était une résidence royale. Pépin le Bref, Charlemagne et Charles le Simple y résidèrent. Lors des invasions vikings, en 900, le roi Charles le Simple accorda asile, à Corbeny, aux religieux de Nanteuil (près de Coutances en Normandie), qui fuyaient avec les reliques de saint Marcoult (ou Marculf), saint guérisseur des écrouelles. Un prieuré fut, par la suite, construit à Corbeny, pour abriter les reliques de saint Marcoult. Au lendemain de leur sacre à Reims, les rois de France venaient se recueillir devant ces saintes reliques qui leur conféraient un pouvoir thaumaturge.

##### La fin de la dynastie carolingienne
Au Xe siècle, l'affaiblissement du pouvoir royal entraîna la révolte des barons mécontents. En 920, lors d'une assemblée à Soissons les barons détrônèrent le roi Charles le Simple. Ses vassaux dirigés par le comte de Paris, Robert, s'emparèrent de Laon. Le 30 juin 922, Robert Ier était sacré roi à Reims. Charles le Simple n'accepta pas cette destitution et leva une armée qui affronta l'armée de Robert à Soissons, le 15 juin 923. Robert fut tué mais les pertes ayant été nombreuses, Charles le Simple ne put poursuivre l'armée défaite et dut se réfugier en Lorraine. Profitant de ce repli, le 13 juillet 923 les barons révoltés proclamèrent roi, le duc de Bourgogne Raoul, le gendre de Robert qui fut sacré à Soissons.
En 923, Herbert II de Vermandois captura Charles le Simple et le retint prisonnier à Château-Thierry puis à Péronne jusqu'à sa mort en 929. Il s'en servit comme moyen de pression vis-à-vis du roi Raoul Ier obtenant l’archevêché de Reims pour son fils Hugues.
À la mort du roi Raoul Ier, Le fils de Charles le Simple, Louis IV d'Outremer, lui succéda, il ne possédait guère comme territoire que les comtés de Laon et de Soissons. Il put se maintenir sur le trône et le transmettre à son fils grâce au soutien de la puissante maison de Vermandois.
Le 21 ou 22 mai 987, le dernier roi carolingien, Louis V trouva une mort accidentelle occasionnée par une chute de cheval au cours d'une partie de chasse, dans une forêt proche de Senlis.

### Moyen Âge classique
La picardie est indépendante

#### La féodalité
Quelques jours après la mort de Louis V, une assemblée de barons élut roi, par acclamation, Hugues Capet qui fut sacré et couronné, soit à Reims, soit à Noyon, entre mi-juin et mi-juillet 987.
L'affaiblissement du pouvoir royal renforça le pouvoir politique local des comtes et des seigneurs, ce fut la naissance de la féodalité. Du IXe au XIe siècle, naquirent les puissantes familles nobiliaires de la région : maison de Vermandois, maison de Coucy, maison de Ham, maison de Mailly, maison de Rambures, maison de Soyécourt etc. auxquelles il convient d'ajouter les principautés ecclésiastiques : évêques-comtes de Beauvais, de Laon, de Noyon, abbés-comtes de Corbie etc.
De 1117 à 1130 date de sa mort, Thomas de Marle, sire de Marle et de Coucy tint tête au roi de France Louis VI le Gros mais fut finalement vaincu.

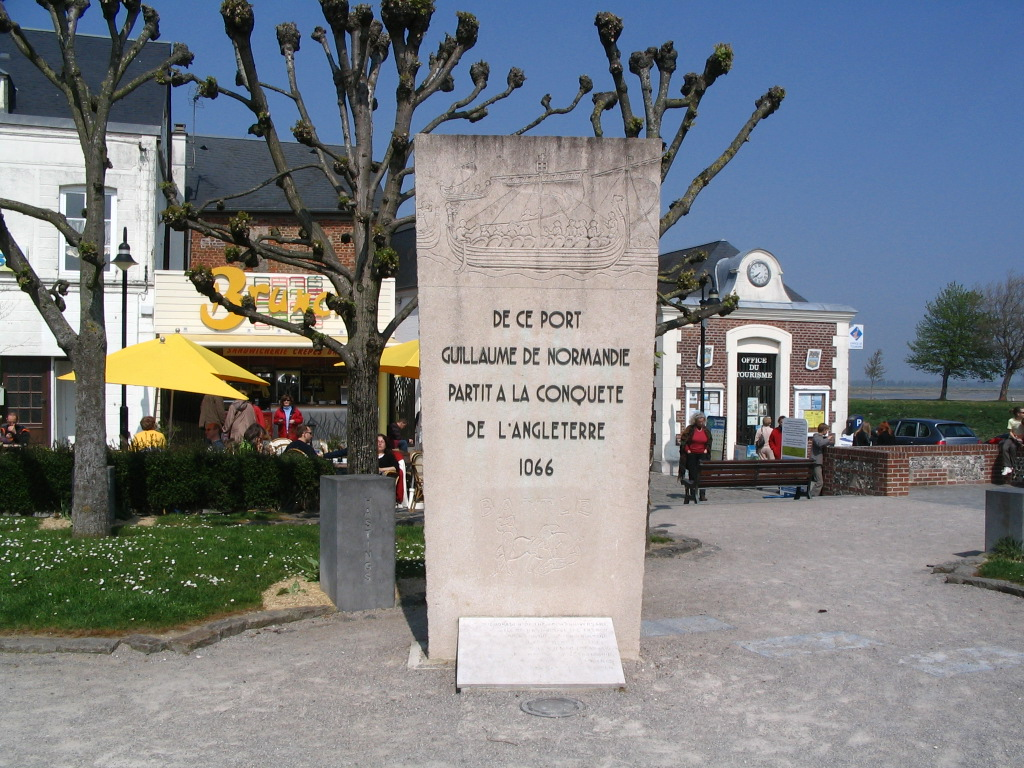
Saint-Valery-sur-Somme, stèle à Guillaume le Conquérant.

En 1066, l'expédition maritime de Guillaume le Conquérant, partie de Dives (aujourd'hui Dives-sur-Mer) le 12 septembre, fut contrariée par des vents défavorables. Le duc de Normandie abrita deux semaines sa flotte dans le port de Saint-Valery-sur-Somme afin de réparer les dégâts subis. Les reliques de Saint Valery furent portées en procession dans la ville. Enfin les vents tournèrent et l'armada normande put s'embarquer, traverser la Manche le 28 septembre et faire la conquête de l'Angleterre.
C'est au XIIe siècle que la puissance féodale entama son déclin. Le pouvoir royal s’appuyant sur le mouvement communal tenta d’affaiblir les grands féodaux comme le roi Philippe Auguste qui prit Chauny en 1180 à Philippe d'Alsace, comte de Flandre mais ce dernier parvint à reprendre la ville en 1182.
Par le Dit d'Amiens du 23 janvier 1264, saint Louis prononça, dans la cathédrale Notre-Dame d'Amiens encore en construction, un arbitrage dans un conflit opposant le roi Henri III d'Angleterre à ses barons révoltés autour de Simon V de Montfort; cet arbitrage fut rendu en faveur du roi d'Angleterre.

#### Le mouvement communal
À partir de la fin du XIe siècle, l'essor urbain entraîna le mouvement communal par lequel les bourgeois des villes obtinrent, pacifiquement ou de manière conflictuelle, de leur seigneur une charte de commune, avec le plus souvent, l'appui du roi de France :
- Noyon obtint une charte communale de l’évêque en 1108 ; Saint-Quentin, avant 1080, de son seigneur Henri IV de Vermandois de façon pacifique ; Beauvais obtint une charte communale au XIe siècle ;
- par contre, l’évêque Gaudry de Laon fut assassiné, le 25 avril 1112, par les habitants de la ville ;
- Amiens bénéficia, vers 1095, d'une ébauche d'organisation municipale ; la commune fut jurée en 1113 avec l’accord de l’évêque mais le comte d’Amiens, Enguerrand de Boves et son fils Thomas de Marle refusèrent de reconnaître la commune. En 1115, le roi Louis VI le Gros vint en personne soutenir la rébellion des bourgeois contre leurs seigneurs.

Les rois soutinrent le mouvement communal tant qu’il affaiblissait le pouvoir seigneurial. Louis VI le Gros octroya des institutions communales à la ville de Compiègne, Philippe Auguste octroya une charte communale à Montdidier en 1184, confirma, en 1209, les anciennes coutumes de la commune de Péronne et octroya une charte à la commune de Bray-sur-Somme en 1210 (ces trois villes étant possession de la couronne).

#### L'essor économique desXIIeetXIIIesiècles
La Picardie du Moyen Âge connaît une expansion économique importante, fondée sur une amélioration des pratiques agricoles. Trois facteurs clefs sont à l'origine de ce développement :
1. La généralisation d'un outillage en fer nécessaire pour la culture des champs ayant une terre riche mais lourde (d'où une installation importante en Picardie de « fèvres[11] », les forgerons), qui donneront leur nom à de nombreuses familles.
2. L'apparition du collier pour les chevaux, permettant une plus grande efficacité pour l'utilisation de la charrue.
3. L'assolement triennal, qui dure jusqu'à la révolution industrielle du XIXe siècle.

De plus, la croissance des villes est marquée par l'essor de l'industrie textile, les principales « villes drapantes » furent :
- Amiens : l'industrie drapière connut une véritable prospérité grâce à la teinture des draps de laine obtenue à partir d'une plante la waide cultivée massivement dans la région ;
- Corbie : les draps étaient vendus à Troyes aux foires de Champagne, ou à la foire du Lendit entre Paris et Saint-Denis. À Paris même, à la Halle aux draps, des acheteurs étrangers venaient des bords de la Méditerranée acheter des draps de Corbie. Il existait également, à cette époque, à Corbie, une fabrique d'armes, de boucliers et de cottes de mailles.
- Beauvais : le drap de Beauvais est exporté jusqu'en Orient ;
- Abbeville : port de mer, Abbeville s'adonnait au commerce du sel, de la waide et à la fabrication du drap de laine.
- Saint-Quentin : la proximité de la Champagne stimula le commerce du vin et la production textile.

Elles faisaient partie de La hanse des dix-sept villes, qui était en fait avant 1230, une ghilde de marchands drapiers de villes des Pays-Bas et de la France du Nord, fréquentant les foires de Champagne. Cette association disparut avec le déclin de celles-ci.

#### L'art gothique picard

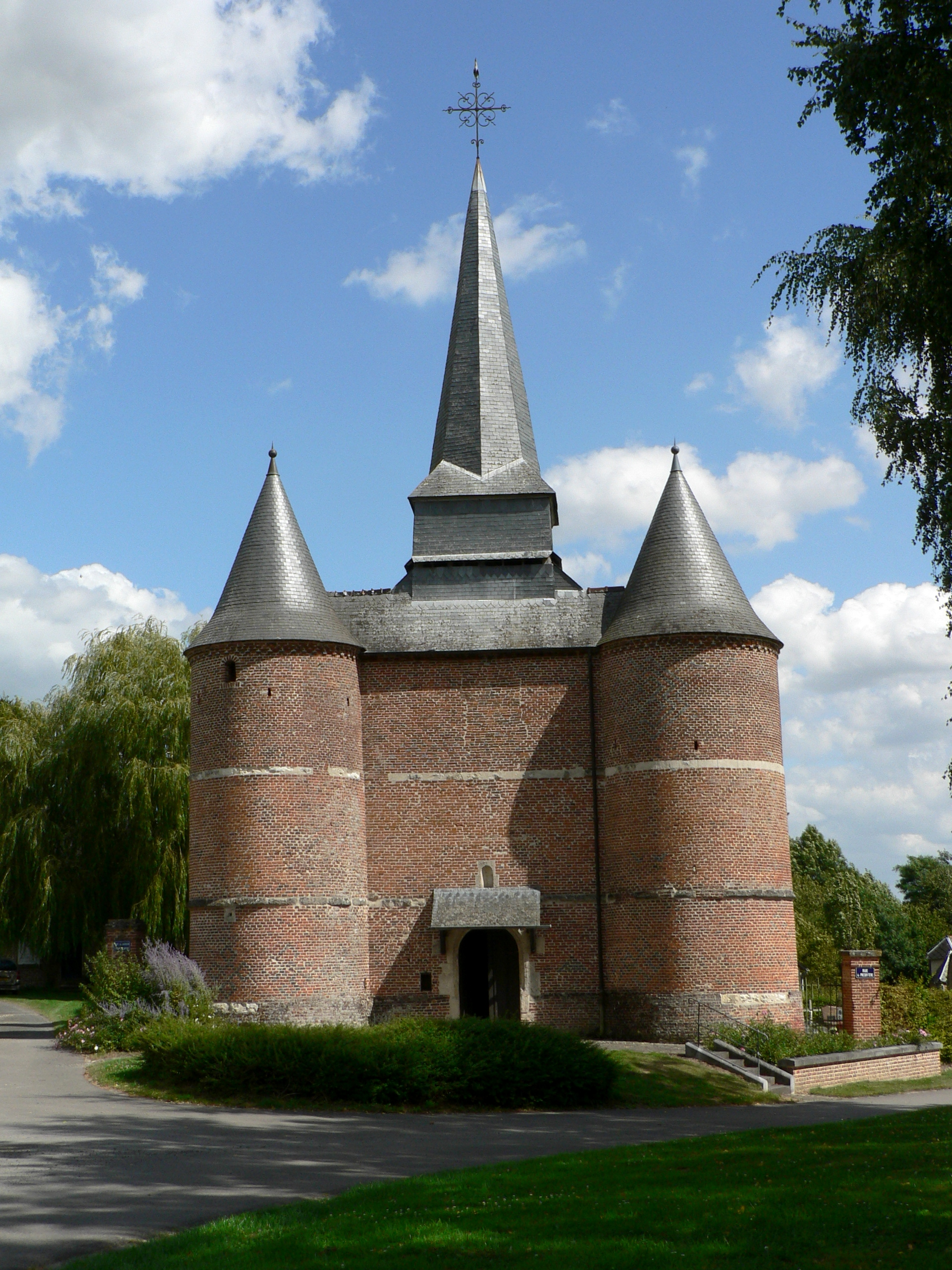
Église Saint-Théodulphe de Gronard (Aisne), l'une des églises fortifiées de Thiérache.

L'art gothique est né, pour une large part, en Picardie. L'essor économique et la paix intérieure permirent l'éclosion et la diffusion de cette architecture nouvelle :
- Le gothique primitif (XIIe siècle) que l'on retrouve à l'église abbatiale de Saint-Germer de Fly, à la cathédrale Notre-Dame de Noyon, à la cathédrale Notre-Dame de Laon, à la cathédrale Notre-Dame de Senlis, à la cathédrale Saint-Gervais-et-Saint-Protais de Soissons...
- Le gothique classique (XIIIe siècle), qui marque l'apogée de l'art gothique que l'on retrouve à la cathédrale Notre-Dame d'Amiens et à la cathédrale Saint-Pierre de Beauvais.
- Le gothique rayonnant (2e moitié du XIIIe siècle) que l'on retrouve à la Sainte-Chapelle de l'abbaye Saint-Germer-de-Fly et dans le chœur de la cathédrale d'Amiens.
- Le gothique flamboyant (XVe-XVIe siècles) dont les plus beaux spécimens se trouvent en Picardie maritime : collégiale Saint-Vulfran d'Abbeville, chapelle du Saint-Esprit de Rue, abbatiale de Saint-Riquier mais aussi église Saint-Jean-Baptiste de Péronne et chœur de l'église Saint-Étienne de Beauvais...

#### La «nation picarde»
Du XIIIe au XVIe siècle, il y avait une « nation picarde » à l'université de Paris.

### Bas Moyen Âge

#### Guerre de Cent Ans
Édouard III d'Angleterre disputa à son cousin Philippe VI de Valois le trône de France qu'il estimait lui revenir en tant que petit-fils de Philippe IV le Bel et neveu du roi Charles IV le Bel. Une première campagne en 1339 le rendit maître du Ponthieu dont il était héritier par sa mère, fille de Philippe IV le Bel. Mais en 1342, les Abbevillois, se révoltèrent contre la lourdeur des impôts que les Anglais levaient sur eux et les chassèrent de la ville.

##### La chevauchée d’Édouard III et la Bataille de Crécy
La guerre de Cent Ans débuta en Picardie par la chevauchée d'Édouard III en 1346. Cette expédition dévaste une grande partie de la Normandie, du Vexin, du Beauvaisis, du Vimeu, du Ponthieu, du Boulonnais et du Calaisis.

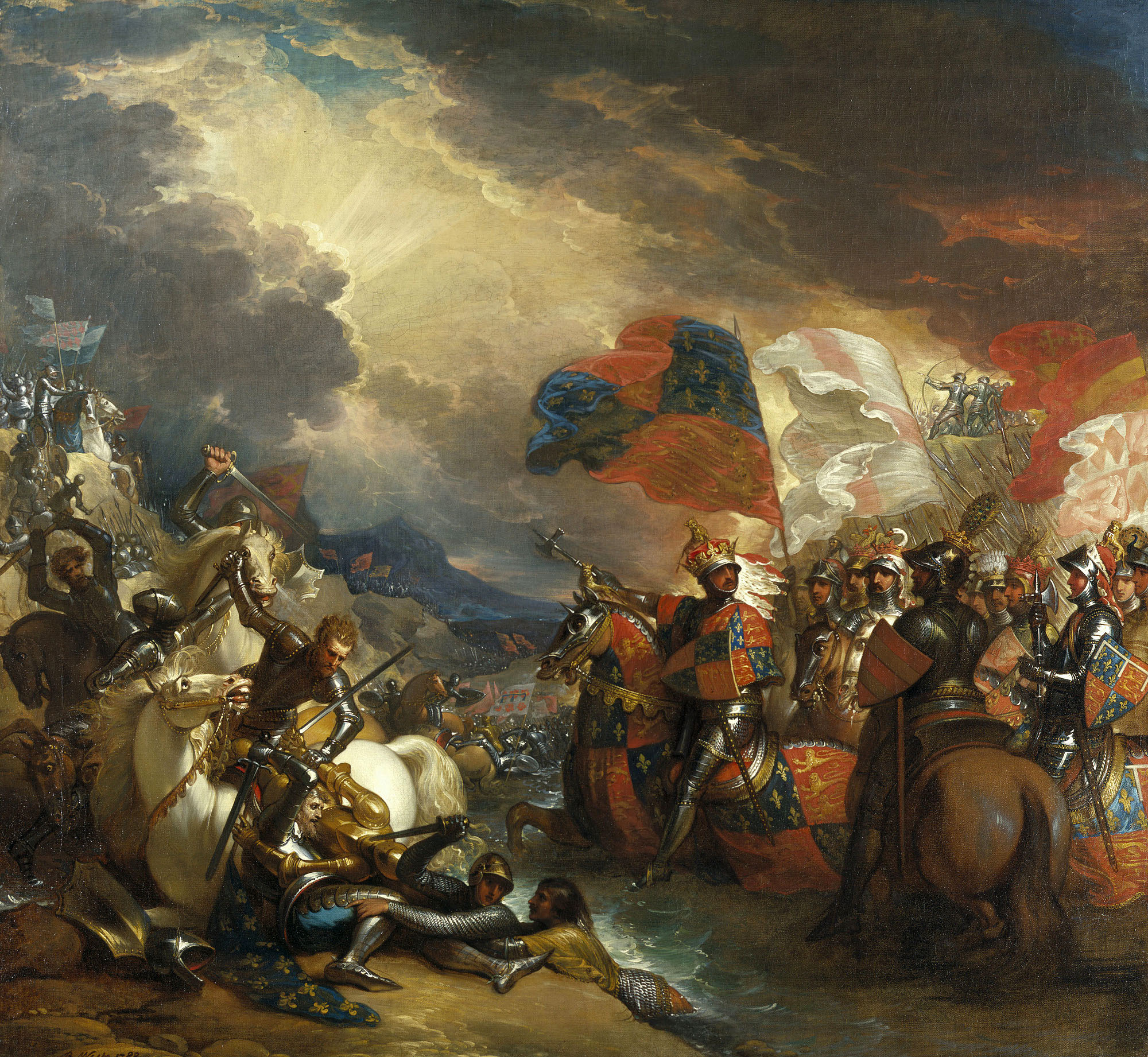
Édouard III d'Angleterre au Gué de Blanquetaque

Après avoir franchi la Seine, l'avant-garde anglaise forte de 500 hommes d’armes et de 1 200 archers commandée par Geoffroy d’Harcourt, attaque près de Beauvais une délégation de bourgeois venue d'Amiens. Celle-ci composée outre des bourgeois, de quatre chevaliers et de gens d’armes, se défendit mais succomba sous le nombre. Les bourgeois furent tous pris ou tués et on dénombra 1 200 morts sur le champ de bataille. Comme en Normandie, Édouard III sème la terreur dans le Beauvaisis. Beauvais étant trop bien défendue, les soudards se jetèrent sur les abbayes Saint-Lucien et Saint-Quentin situées dans les faubourgs de Beauvais, Milly-sur-Thérain, Troissereux, l'abbaye de Beaupré à Achy, La Neuville-sur-Oudeuil… furent pillés, détruits et rasés. Édouard III attaqua et pilla Sommereux et Grandvilliers tenue par le roi de Bohème Jean Ier, dont les troupes furent poursuivies jusqu'à Amiens. Dargies, et Poix sont rançonnée brulées et pillées. Une escarmouche avec l'avant-garde française a lieu vers Camps-en-Amiénois et Molliens-Dreuil. Ayant pris Airaines Édouard III cherchait à franchir la Somme dont les ponts étaient gardés par les troupes fidèles au roi de France.
Les Anglais ravagèrent le Vimeu et s'installent à Oisemont. Les Anglais furent repoussés à Saint-Valery-sur-Somme. Ils firent toutefois beaucoup de prisonniers. Le roi d’Angleterre, leur demanda si l'un d'eux ne pourrait pas lui indiquer un passage sur la Somme et lui servir de guide. Un valet de ferme de Mons-en-Vimeu, nommé Gobin Agache, séduit par l'appât de cent pièces d'or, l'offre de la liberté et pour lui-même et vingt de ses compagnons, tira le prince anglais du mauvais pas où il était. Ayant réuni son armée Édouard III partit avant minuit d'Oisemont, guidé Gobin Agache, et arriva vers cinq heures du matin au gué de Blanquetaque. Ayant réussi à franchir la Somme, l'armée anglaise pilla Noyelles-sur-Mer, Le Crotoy et Rue. Sachant que les troupes françaises le talonnaient, Édouard III établit son camp au nord-est de Crécy-en-Ponthieu. Le 26 août 1346 se déroula la bataille de Crécy.
Abbeville résista aux armées anglaises, et servit de port d'attache à Jean Marant qui ravitaillait les Calaisiens assiégés par les Anglais.

##### La Picardie à la fin duXIVesiècle
Le roi Jean II le Bon, fait prisonnier à Poitiers en 1356. Le roi de Navarre, Charles le Mauvais, prétendant au trône de France, était alors détenu au château d'Arleux. Jean de Picquigny se rendit à Arleux et délivra Charles le Mauvais qui arriva à Amiens le 9 novembre 1356 où il fut accueilli favorablement par le maïeur Firmin de Cocquerel et le capitaine de la ville, Jean de Saint-Fuscien et put ensuite regagner Paris. Après l'assassinat du prévôt des marchands, Étienne Marcel, le futur roi Charles V, régent du royaume pendant la captivité de son père, rétablit sa position à Amiens. Les partisans du roi de Navarre décidèrent de passer à l'action. Jean de Picquigny tenta de s'introduire dans la ville nuitamment le 16 septembre 1358, mais les partisans du dauphin renforcés par les troupes du connétable Robert de Fiennes le repoussèrent.
Le port de Saint-Valery, à l'embouchure de la Somme était aux mains des partisans du roi de Navarre. Forts de leur succès à Amiens, Robert de Fiennes et Guy V de Châtillon-Saint-Pol mirent le siège devant Saint-Valery avec plus de 2 000 hommes d'armes venus de plusieurs villes de Picardie. Ils utilisèrent des pièces d'artillerie nous dit Froissart. La place tomba, le 29 avril 1359, après 8 mois de siège mais la ville était dévastée.
Jean le Bon libéré sur parole repartit pour Londres le 3 janvier 1364 pour renégocier le traité de Brétigny sa rançon n'étant toujours pas payée. Avant de partir, il réunit les états à Amiens fin décembre 1363 pour leur faire part de sa décision. Le Dauphin y reçut l'instruction d'attaquer Charles le Mauvais et obtint de pouvoir lever l'impôt nécessaire pour enrôler 6 000 hommes pour lutter contre les grandes compagnies.
En 1369, le Ponthieu fut repris : le 29 avril, Abbeville ouvrit ses portes à Hue de Châtillon, maître des arbalétriers, et les jours suivants les localités voisines revinrent sous l'autorité du roi de France, qui confirma leurs privilèges.
Robert Knowles, à la tête d'une chevauchée de 2 500 archers et 1 600 hommes d'armes, partit de Calais fin juillet 1370 et pilla les campagnes contournant Amiens, Noyon, Reims et Troyes.

##### La Grande Jacquerie

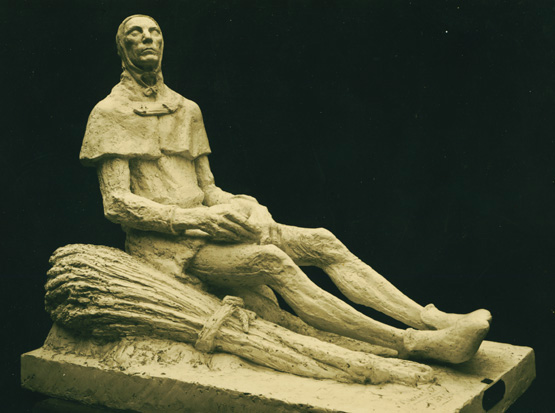
Jacques Bonhomme statue en plâtre par Victor Nicolas (1934)

La Grande Jacquerie éclata à la fin du mois de mai 1358, peut-être le 28, à la frontière de l'Île-de-France et du Clermontois et plus particulièrement dans le village de Saint-Leu-d'Esserent. Cette révolte s'inscrit dans le contexte difficile de la guerre de Cent Ans, assombri depuis 1348 par la grande peste. La noblesse, après les défaites de Crécy en 1346 et de Poitiers en 1356, était déconsidérée. Les grandes compagnies rançonnaient le pays. La pression fiscale, due au versement de la rançon du roi Jean II le Bon, la mévente des productions agricoles plaçaient les paysans dans une situation difficile. Le prévôt des marchands de Paris, Étienne Marcel, sut tirer parti de l'agitation paysanne. Le roi de Navarre, Charles le Mauvais, participa à la répression et, le 9 juin 1358, lors du carnage de Mello, mit fin à la révolte à grand renfort d'atrocités. Le chef des révoltés, Guillaume Caillet qui avait reçu l'assurance d'une trêve et d'une rémission, fut entraîné par traîtrise dans le camp des nobles où il fut supplicié et décapité. D'après Froissart, Guillaume Caillet aurait eu la tête tranchée sur la grand-place de Clermont-en-Beauvaisis.
C'est pendant la Jacquerie du Beauvaisis, que se distingua le Grand Ferré, paysan doté d'une force prodigieuse. Il se distingua aux côtés du capitaine Guillaume aux Alouettes, en mai 1358. En 1359, il défendit le château de Longueil-Sainte-Marie, dont les Anglais de Creil avaient tenté de s'emparer. Le chroniqueur Jean de Venette a raconté ses aventures. En 1359, le captal de Buch s'empara de Clermont-en-Beauvaisis.

##### La guerre civile entre Armagnacs et Bourguignons
La guerre civile entre Armagnacs et Bourguignons pendant la folie du roi Charles VI eut des répercussions en Picardie. Les partisans du duc de Bourgogne Philippe le Hardi, oncle de Charles VI et régent du royaume de 1380 à 1388 puis de son fils Jean sans Peur s'opposèrent à Louis d'Orléans, frère du roi qu'ils firent assassiner le 14 novembre 1407 à Paris. Cet assassinat déclencha les hostilités entre les deux partis. Le fils du duc assassiné, Charles d'Orléans avait épousé Bonne d'Armagnac fille du connétable Bernard VII d'Armagnac.
En 1414, l'armée du roi Charles VI vint mettre le siège devant Soissons qui était occupée par les troupes de Jean sans Peur, duc de Bourgogne. Le 23 juillet, la ville fut prise, pillée et incendiée.
Jean sans Peur se rendit maître de Paris, fit assassiné Bernard d'Armagnac et se rapprocha des Anglais. Le Dauphin voulant éviter à tout prix une alliance anglo-bourguignonne se décida à négocier avec lui. Mais à l'entrevue de Montereau-Fault-Yonne, le 10 septembre 1419, Jean sans Peur fut assassiné. Cet assassinat scella l'alliance anglo-bourguignonne voulu par le nouveau duc Philippe le Bon.
À la Bataille d'Azincourt, une grande partie de la noblesse picarde périt : Baudoin d'Ailly, David de Rambures et trois de ses fils, Charles de Soyécourt père et fils etc.
Le 21 mai 1420 fut signé le traité de Troyes qui faisait d'Henri V, roi d'Angleterre qui avait épousé la fille de Charles VI et d'Isabeau de Bavière, Catherine de Valois, l'héritier du trône de France, le Dauphin Charles, réfugié à Bourges se trouvait déshérité. Cependant, Henri V mourut en 1422 peu de temps avant Charles VI, son fils Henri VI âgé de 10 mois fut proclamé roi de France. Le duc de Bedford devint régent du royaume de France et mit en 1428 le siège devant Orléans pour s'ouvrir la route de Bourges.
Armagnacs et Bourguignons s'affrontèrent à la Bataille de Mons-en-Vimeu de 1421, la victoire des Bourguignons fit passer la Picardie sous leur domination.
À l'issue de cette bataille, le Ponthieu et le Vimeu, libérés des partisans du Dauphin constituèrent un glacis protecteur au sud des domaines septentrionaux du duc de Bourgogne.
Le duc de Bedford, régent d'Angleterre et de France, fit venir à Amiens, Jean V de Bretagne et le duc Philippe III de Bourgogne qui y signèrent, le 17 avril 1423, un traité de triple alliance entre les trois princes.

##### Jeanne d'Arc en Picardie

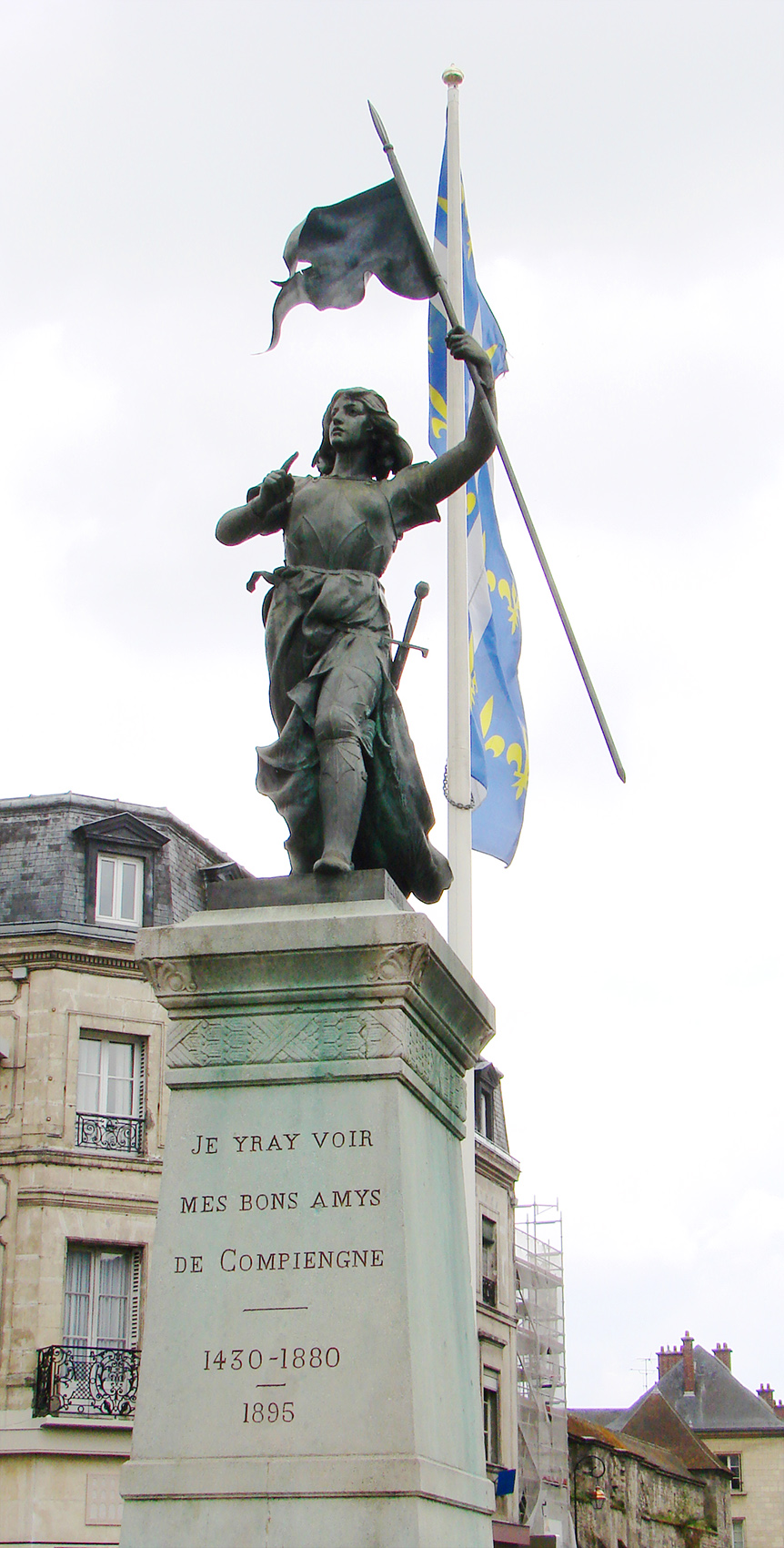
Compiègne, place de l'hôtel de ville, statue de Jeanne d'Arc

Jeanne d'Arc connut en Picardie, un basculement de son destin. Après la délivrance d'Orléans, le 8 mai 1429, la chevauchée vers Reims et le sacre de Charles VII du 17 juillet 1429, auquel assista Guillaume de Champeaux, évêque de Laon, Jeanne d'Arc échoua à délivrer Paris et y fut blessé le 8 septembre.
Elle répondit ensuite à l'appel des Compiégnois assiégés par les Bourguignons. Elle fut capturée par Jean de Luxembourg-Ligny, lors d'une sortie aux portes de Compiègne le 23 mai 1430.
Commença alors, pour elle, une période de captivité qui la conduisit, en premier lieu, au château de Beaulieu-les-Fontaines. Elle y fut bien traitée et il lui fut laissé son propre intendant, Jean d'Aulon. Fin mai, elle réussit à déplacer deux solives du plancher et à se laisser glisser jusqu'au rez-de-chaussée. Elle parvint jusqu'à l'entrée du château mais une ronde de gardes la surprit. Ce fut la première des deux tentatives de fuite de Jeanne.
Elle fut ensuite emmenée au château de Beaurevoir et y fut accueillie par une tante de Jean de Luxembourg et par Jeanne de Béthune, son épouse. Jeanne y reçut des visites, notamment celle d'Aymon de Macy, et fut tenue au courant de la situation critique de Compiègne et des pourparlers pour la vendre aux Anglais. Elle prit la résolution de tenter une nouvelle évasion, malgré ses « voix » qui lui conseillèrent la prudence. Elle était détenue au dernier étage d'une tour d'angle, haute d'environ 30 mètres ; Jeanne se glissa par la fenêtre étroite et, se recommanda à sainte Catherine. Elle tomba lourdement dans le fossé et perdit connaissance. Des gardes accoururent, elle reprit conscience. Elle fut incapable de boire et de manger durant trois jours. Jeanne fut ensuite conduite à Arras en novembre 1430.
Entra alors en scène le personnage de Pierre Cauchon, évêque de Beauvais, ancien recteur de l'université de Paris, devenu conseiller du roi Henri V d'Angleterre (4 juin 1422) puis protégé du duc de Bedford. Dans les tractations qui s'engagèrent pour récupérer la Pucelle d'Orléans, Cauchon joua un rôle de premier plan. L’université et les représentants de l'Inquisition à Paris réclamaient de la juger mais les Anglais mandatèrent l’évêque de Beauvais, diocèse sur le territoire duquel Jeanne a été capturée, pour négocier la rançon.
Les Bourguignons la vendirent aux Anglais contre le versement de 10 000 livres, le 21 novembre 1430. D'Arras, Jeanne d'Arc gagna Rouen, en passant par Lucheux, Saint-Riquier où elle passa une nuit en novembre 1430, au château de Drugy. Au Crotoy, elle fut remise par les Bourguignons aux Anglais ; elle fut détenue dans le château bordant la mer, du 21 novembre au 20 décembre. Elle franchit à pied la baie de Somme pour gagner Saint-Valery-sur-Somme, Eu puis Dieppe pour arriver à Rouen le 23 décembre 1430, vraisemblablement.
Le 3 janvier 1431, les Anglais abandonnèrent Jeanne à la justice ecclésiastique, plus précisément à Pierre Cauchon qui présida son procès.

##### Fin de la guerre de Cent Ans en Picardie
En 1435, se déroula la bataille de Gerberoy qui se solda par une victoire française où s'illustrèrent Jean Poton de Xaintrailles et La Hire, anciens compagnons de Jeanne d'Arc. Gerberoy fut reprise par les Anglais en 1437 puis définitivement par les Français en 1449.

#### Le rattachement de la Picardie au royaume de France

Carte de la France à la fin du Moyen Âge.

Le traité d'Arras, signé le 20 septembre 1435, mit fin à la guerre civile entre Armagnacs et Bourguignons. Par ce traité, le roi Charles VII cédait à Philippe le Bon les villes de la Somme, le comté de Mâcon et le comté d'Auxerre. Il donnait surtout une indépendance de fait au duc de Bourgogne. Plus précisément, le duc de Bourgogne restait vassal du roi de France mais était dispensé de l'hommage. En échange, Charles VII obtenait la reconnaissance de son titre de roi de France. Le 11 décembre 1435, le roi Charles VII jura de respecter scrupuleusement toutes les clauses du traité d'Arras.
Les villes de la Somme furent rachetées par Louis XI, le 20 août 1463, à Philippe le Bon contre 400 000 écus, afin de protéger la frontière nord du royaume par une série de places fortes. Il s'agissait des villes de : Saint-Quentin, Corbie, Amiens, Doullens, Abbeville, Montreuil-sur-Mer, Rue, Saint-Valery, Le Crotoy, Saint-Riquier, Crèvecœur-en-Cambrésis et Mortagne ainsi que des châtellenies de Roye, Péronne et Montdidier.
La Ligue du Bien public réunit en 1465, les opposants à Louis XI sous la houlette de Charles le Téméraire héritier de Bourgogne. Par le traité de Conflans du 5 octobre 1465, le duc de Bourgogne récupérait les villes de la Somme, notamment Amiens, Abbeville, Guînes et Saint-Quentin, mais aussi le comté de Boulogne.
En octobre 1468, craignant une résurrection de la Ligue du Bien public et le débarquement d'une armée anglaise pour la soutenir, Louis XI vint à Péronne, quartier général bourguignon pour y discuter d'un accord de paix. En échange Charles le Téméraire souhaitait obtenir une confirmation de la ligne de la Somme et une juridiction souveraine sur ses fiefs français.
Alors que les négociations étaient sur le point d'aboutir, Charles apprit, avec colère, que Liège s'était à nouveau révoltée à l'instigation du roi de France, pensa-t-il. Louis XI, captif et craignant pour sa vie, fut contraint d'accepter de signer le traité de Péronne et d'accompagner Charles le Téméraire dans l'expédition punitive que celui-ci mena aussitôt contre la ville de Liège.
En 1470, le connétable de Saint-Pol, chef des armées du roi de France, seigneur de Ham, enleva Saint-Quentin à Charles le Téméraire. Cependant, il menait une politique de bascule entre le roi de France et le duc de Bourgogne en s'appuyant le cas échéant sur le roi d'Angleterre.
En 1472, Charles Le Téméraire, parti d'Arras le 14 juin, à la tête de 80 000 hommes, franchit la Somme à Bray-sur-Somme, qu’il ruina, entra dans le Santerre et arriva, le 15 juin, devant la forteresse de Nesle. La ville ne put résister aux assauts bourguignons, la population fut massacrée et la ville mise à sac. Le duc de Bourgogne s'empara ensuite de Roye et de Montdidier avant de marcher sur Beauvais; les villages de Vers, Lœuilly et Francastel furent pris d'assaut et la campagne alentour saccagée.

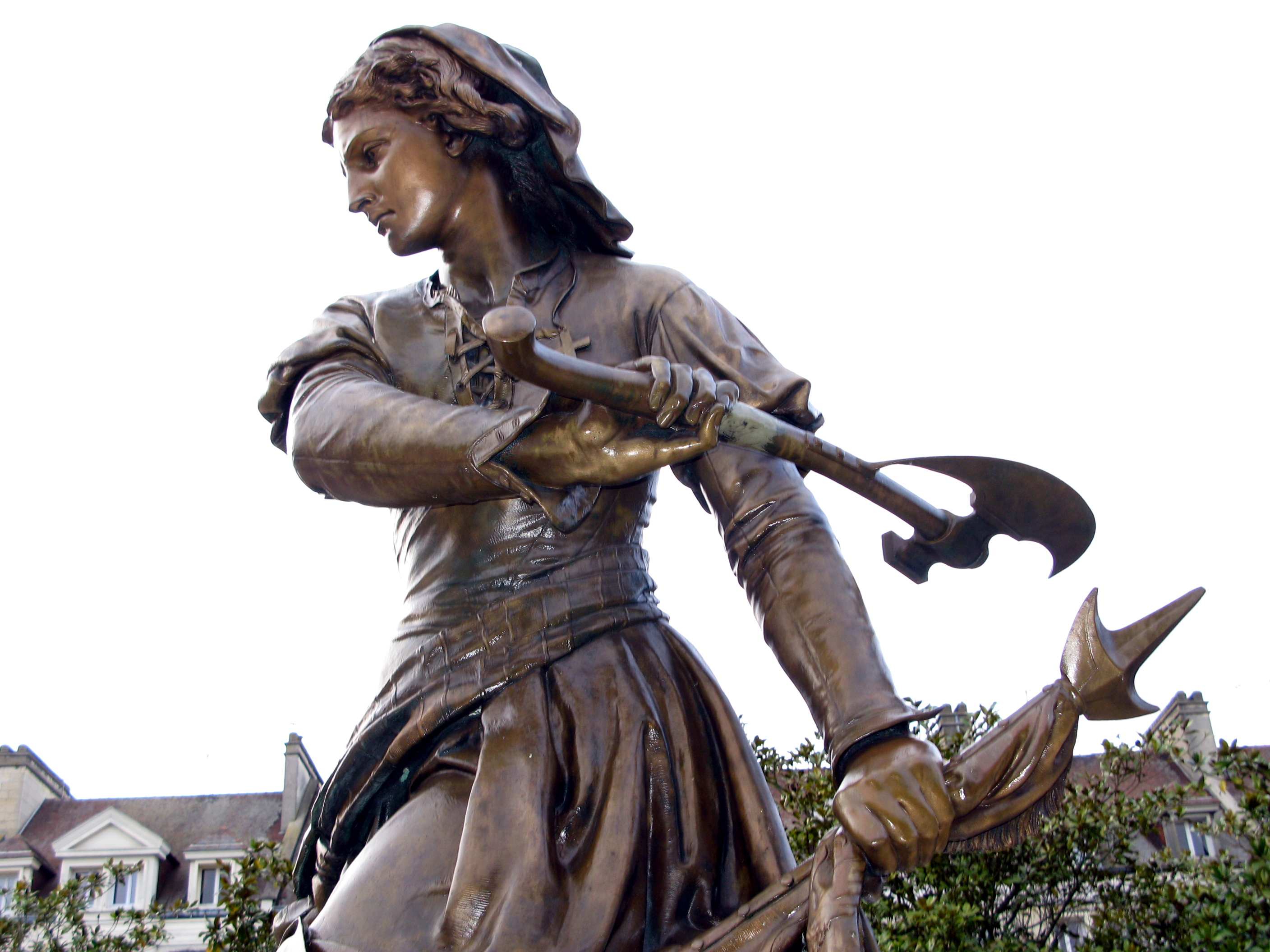
Beauvais, statue de Jeanne Hachette de Gabriel-Vital Dubray (1851)

Sitôt arrivés devant Beauvais, au matin du 27 juin 1472, les Bourguignons donnèrent l'assaut à la porte du Limaçon puis à la porte de Bresle. C’est durant cette journée, et à l’assaut de la porte de Bresle, qu’une jeune fille du nom de Jeanne Laisné arracha des mains d’un Bourguignon l’étendard qu’il voulait planter sur la muraille et le renversa dans les fossés d’un coup de la hachette dont elle était armée. Elle y gagna le surnom de Jeanne Hachette. Les Bourguignons firent le siège de Beauvais. Le 22 juillet 1472, Charles le Téméraire comprenant qu’il ne pourrait pas prendre la ville, leva le camp pour Rouge Maison en incendiant les villages dont Marissel, Bracheux, Wagicourt…
En 1475, le traité de Picquigny entre Édouard IV d'Angleterre et Louis XI mit fin officiellement à la guerre de Cent Ans, la France versait 75 000 écus d'or à l'Angleterre et une rente annuelle de 50 000 écus. L'Angleterre renonçait à son alliance avec le duc de Bourgogne. Édouard IV donna à Louis XI des lettres prouvant le double-jeu du connétable de Saint-Pol. Voyant Louis XI marcher sur Saint-Quentin où il s'était réfugié, le connétable s'enfuit auprès de Charles le Téméraire qui résolut de le livrer à Louis XI. Il fut jugé par le Parlement de Paris qui le condamna à mort; le connétable de Saint-Pol fut décapité sur la place de Grève le 19 décembre 1475.
La mort de Charles le Téméraire en 1477 mit fin à la rivalité franco-bourguignonne, Louis XI récupérant le duché de Bourgogne et les villes de la Somme, la Picardie se trouva définitivement rattachée au royaume de France. Cette rivalité se ranima au XVIe siècle avec les descendants de Marie de Bourgogne, fille du Téméraire et de Maximilien de Habsbourg, les monarchies de Habsbourg d'Autriche et Habsbourg d'Espagne.

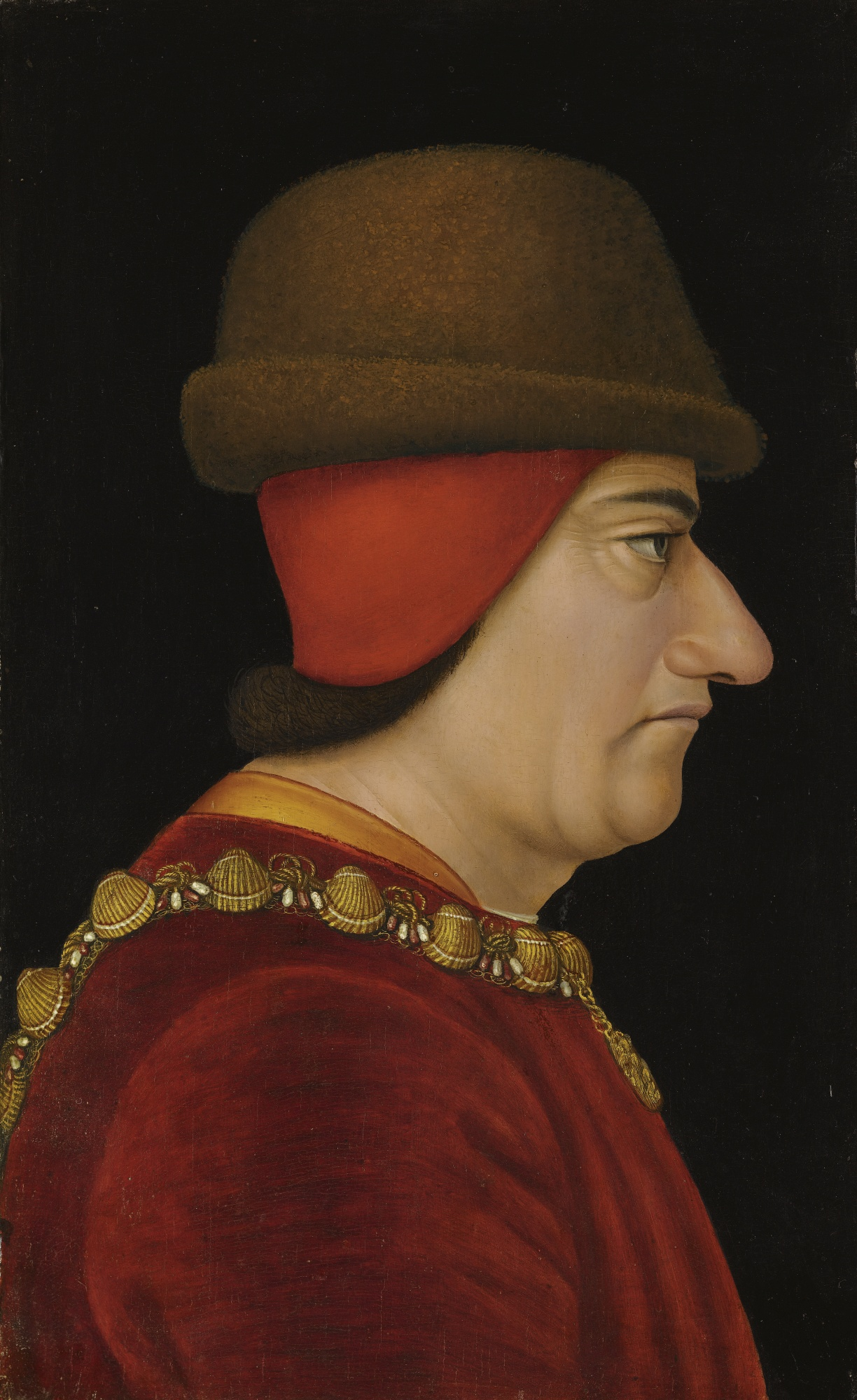
Louis XI, portrait anonyme du XVe siècle, Brooklyn Museum, New York
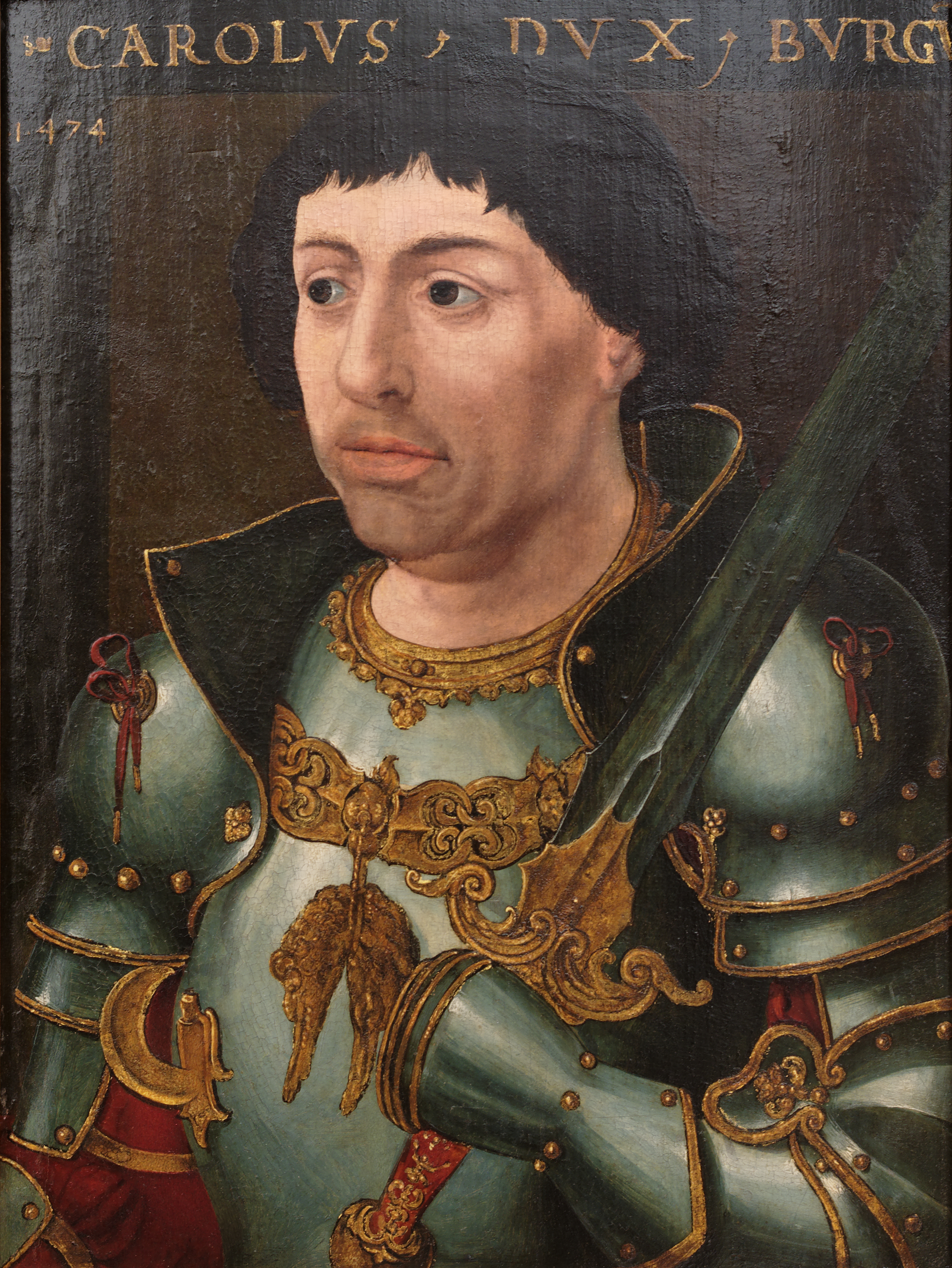
Charles le Téméraire, portrait anonyme, 1474, musée des beaux-arts de Dijon
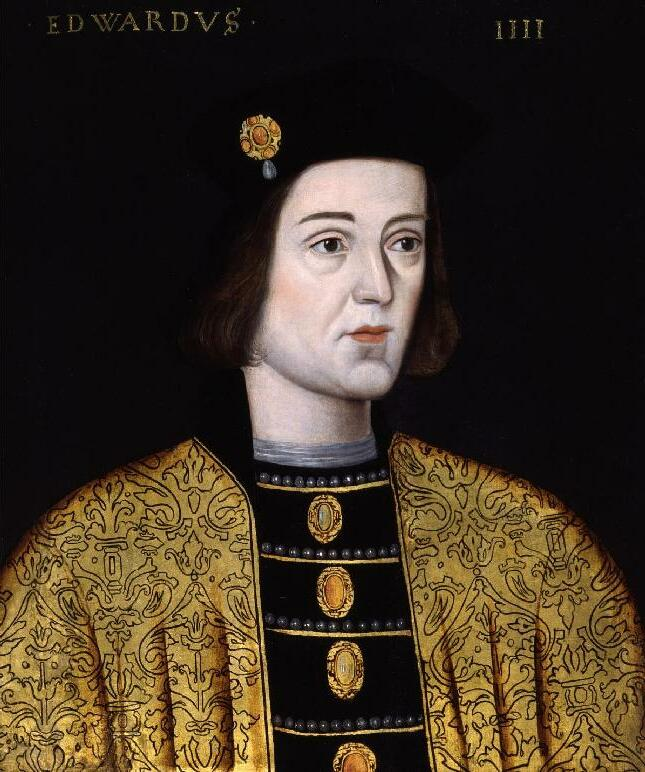
Édouard IV d'Angleterre, portrait anonyme
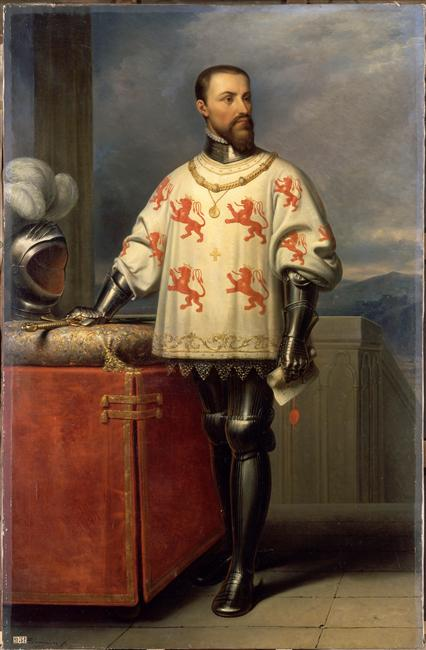
Le connétable de Saint-Pol, portrait anonyme

#### Le renouveau économique à la fin duXVesiècle
Depuis le dernier tiers du XIVe siècle, la concurrence de la draperie anglaise provoqua une crise de l'industrie textile en Picardie. La reprise fut amorcée par l'implantation d'une nouvelle industrie textile, la sayetterie. Les sayetteurs furent chassés d'Arras en 1480 sur ordre de Louis XI. Il s'installèrent à Amiens et l'industrie de la sayetterie se développa par la suite à Abbeville et à Beauvais. En outre, à Abbeville se développa l'industrie des « charpentiers de navires » à l'extrême fin du siècle, l'horlogerie et l'imprimerie. Abbeville fut la seule ville de Picardie à posséder un atelier d'imprimerie dès 1486. Dans les villes, la bourgeoisie commerçante étendit son emprise sur le monde rural par la possession de terres et son pouvoir politique par l'achat d'offices de justice ou de finances. Elle accéda ainsi aux plus hautes fonctions municipales et aux honneurs.

## Époque moderne

### Renaissance
La Renaissance, en Picardie, est synonyme de guerre civile et d'invasion étrangère.
Pendant près de deux siècles, de la mort de Charles le Téméraire au traité des Pyrénées, soit entre 1477 et 1659, la Picardie a constitué une marche frontière de la France. On distinguait alors la Basse-Picardie (Calaisis, Boulonnais, Ponthieu, Marquenterre, Vimeu) et la Haute-Picardie (Amiénois, Santerre, Vermandois, Thiérache).
Intervenant après la bataille de Marignan, le traité de Noyon de 1516 reconnait les droits espagnols sur le royaume de Naples.
En 1539, l'édit de Villers-Cotterêts fit du français la langue officielle du royaume au détriment du latin et institua les fondements de l'état civil avec l'obligation faite aux curés de tenir des registres de baptêmes, mariages et sépultures.

#### Les invasions espagnoles
Après l'échec de l'entrevue du camp du Drap d'Or, près de Calais, entre Ardres et Guînes, en 1520, François Ier dut affronter l'empereur Charles Quint et le roi d'Angleterre Henry VIII.
En 1536, Henri III de Nassau-Breda commandant l'armée de Charles Quint assiègea la ville de Péronne du 14 août au 11 septembre. Malgré d'incessants bombardements et plusieurs assauts, la ville tint bon.
En 1544, Charles Quint et François Ier signent la Paix de Crépy-en-Laonnois, une paix séparée, laissant Henry VIII seul face à François Ier.
En 1546, le traité d'Ardres, entre la France et l'Angleterre restitue Boulogne-sur-Mer à la France contre 10 000 écus. Mais ce traité restant lettre morte, Ce n'est qu'en 1550, après la prise du fort d'Ambleteuse, par le traité d'Outreau que Boulogne fut restituée à la France.
Le 10 août 1557, après 17 jours de résistance, Gaspard de Coligny dut capituler devant l'armée espagnoles de Philippe II qui prit et pilla Saint-Quentin.

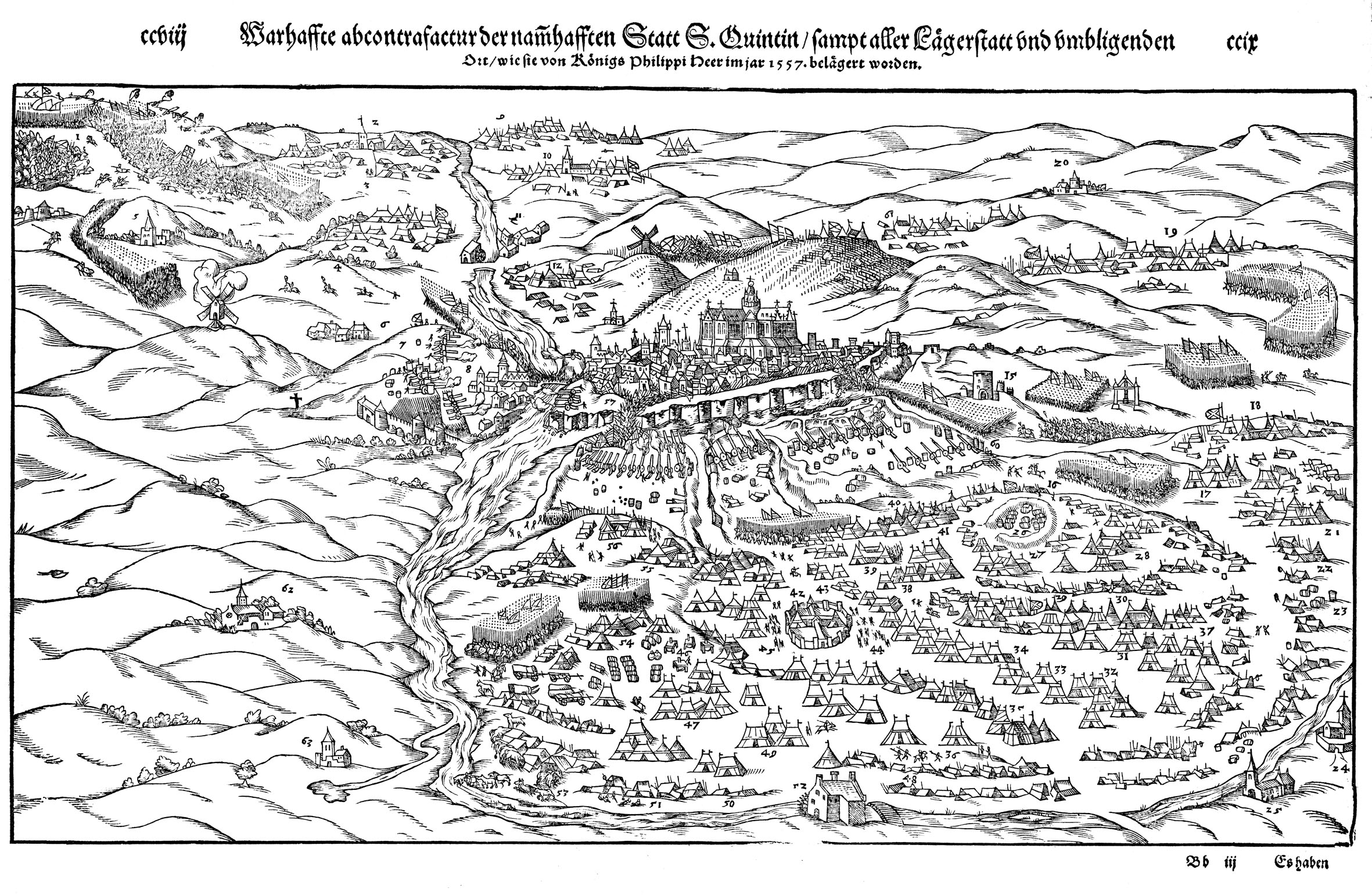
Vue de la prise de Saint-Quentin en 1557.
Gravure sur bois in Cosmographie de Sebastian Münster (1598)

En 1559, la paix du Cateau-Cambrésis entre la France, l'Espagne et l'Angleterre mis fin aux guerres d'Italie et aux conflits entre les trois puissances. La ville de Calais revint à la France, les Trois-Évêchés de Metz, Toul et Verdun également. Les villes de Saint-Quentin, Ham et la place forte du Catelet furent restituées à la France.

#### Guerres de religion
La diffusion du protestantisme en France suscita une réaction de princes catholiques qui reçurent le soutien de l'Espagne. En 1568, le gouverneur de Péronne, Jacques d'Humières, refusa de remettre la ville aux protestants, fonda la Ligue avec l'appui de seigneurs picards qui lancent à Péronne, en juin 1576, un appel aux princes et prélats du royaume, afin de rétablir la religion catholique et « l’obéissance de Sa Majesté ». Le mouvement s’étendit à toute la Picardie ralliant les villes d'Abbeville, Saint-Quentin, Beauvais, Corbie...
Le 31 mars 1585, la « proclamation de Péronne » relança l'action de la Ligue dont le chef était Henri de Guise dit « Le Balafré ». Elle déclarait vouloir rétablir la religion unique (le catholicisme), soustraire le roi Henri III à l'emprise de ses favoris, et l'obliger à faire appel régulièrement aux États généraux.
Au cours de la septième guerre de religion, le prince de Condé prit La Fère, le 29 septembre 1579. Le 12 septembre 1580, la ville de La Fère se rendit aux troupes royales commandées par le maréchal de Matignon après un long siège où s'illustrèrent les ducs de Joyeuse et d'Epernon. La ville est prise en 1589 par les ligueurs commandés par Charles de Hallwin. Le duc de Parme, gouverneur de Pays-Bas espagnols vint au secours des ligueurs. Après plusieurs échec pour reprendre La Fère, Henri IV décida de faire le siège de la ville en 1595 après la prise de Laon, le 22 juillet 1594. La place capitula le 16 mai 1596 après presque deux ans de siège.
Pendant se temps, les Espagnols se rendaient maître de Doullens, le 31 juillet 1595, après quinze jours de siège.

#### Prise d'Amiens par les Espagnols et paix de Vervins

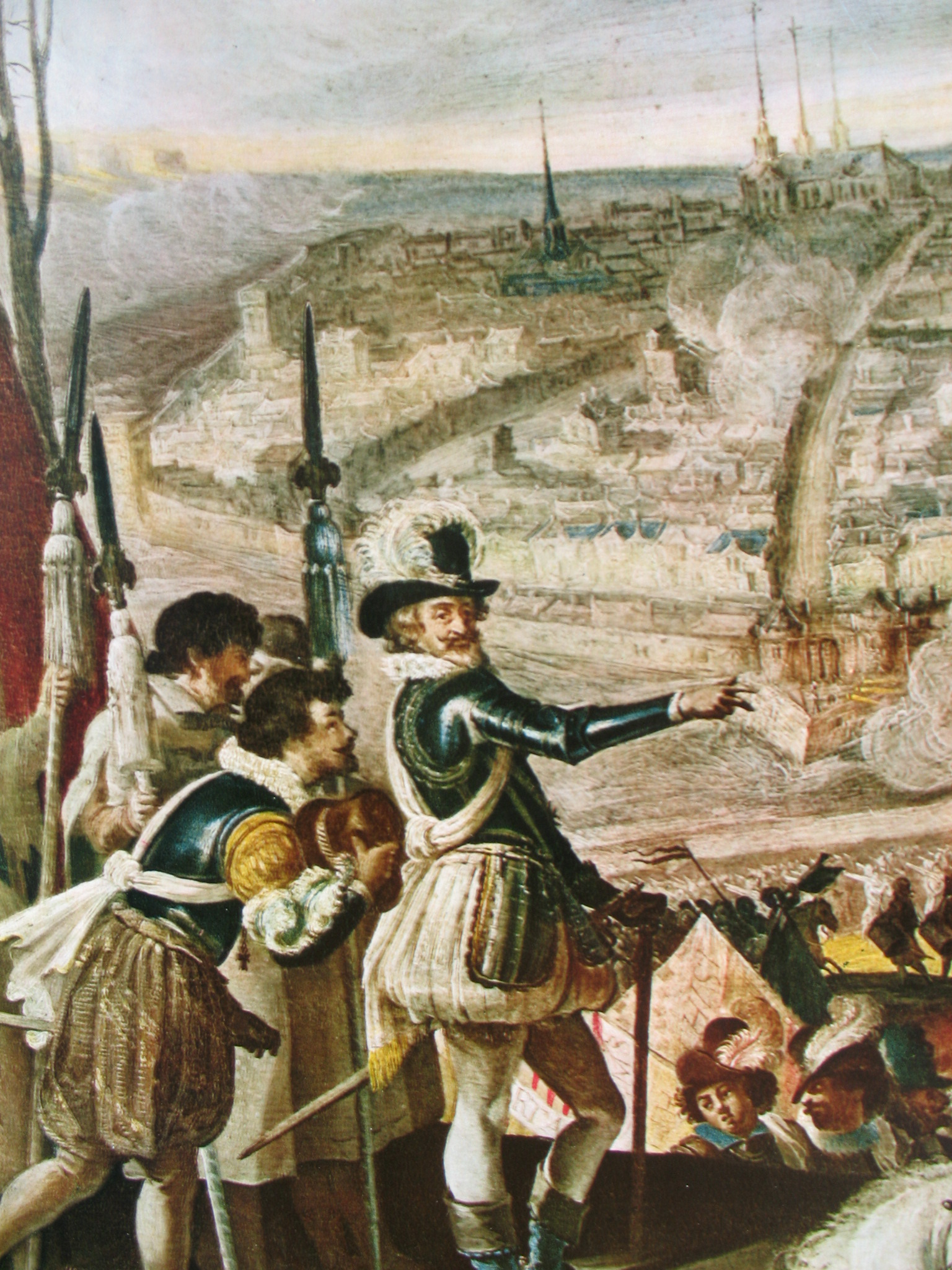
Henri IV au siège d'Amiens (1597), Anonyme

Le 11 mars 1597, les Espagnols prirent par surprise la ville d'Amiens. Selon le récit des événements transmis par la tradition, avec trois chariots, les Espagnols avancèrent et pénétrèrent sous l’une des portes de la ville, renversèrent un chariot rempli de noix, pour créer un encombrement. Le chariot renversé les bourgeois accoururent, houspillant le paysan maladroit, tout en se jetant sur les noix. C’est alors que les soldats espagnols déguisés prirent leurs armes et tuèrent les sentinelles et firent rentrer les 500 soldats mis en embuscade et quatre compagnies de cavalerie qui pénétrèrent dans la ville.
Aussitôt la nouvelle de la prise d'Amiens connue, le roi Henri IV confia au maréchal de Biron le soin de reprendre la ville en l'assiégeant. Henri IV lui-même et sa cour fit attaquer la ville par l'artillerie au début du mois d'avril. Après plusieurs sorties des assiégés, plusieurs attaques des assiégeants, l'échec de l'armée de secours espagnole, le gouverneur espagnol d'Amiens se rendit le 25 septembre 1597.
La frontière nord du royaume se trouvait dégagée pour un temps de la pression espagnole.
Par la paix de Vervins signée le 2 mai 1598, l'Espagne restituait à la France le Vermandois, la ville de Calais et Le Blavet (Port-Louis en Bretagne), la France rendait à l'Espagne le Charolais et diverses places fortes dont elle s'était emparée et renonçait à la suzeraineté sur la Flandre et l'Artois.
Henri IV décida la construction de la citadelle d'Amiens et de la citadelle de Doullens.

### La guerre de Trente ans et la guerre franco-espagnole
En 1635, cela faisait déjà dix-sept ans que l'Europe était en guerre. La guerre de Trente ans avait débuté en 1618. Au début, la France n'intervint, dans le conflit que par puissance interposée, le Danemark puis la Suède, c'est ce que Richelieu appelait la « guerre couverte ». En 1635, cette position n'était plus tenable, la France entra alors dans le conflit, c'était « la guerre ouverte » avec la maison de Habsbourg c'est-à-dire l'Autriche et l'Espagne.
Le 2 juillet 1636, Les troupes espagnoles commandées par le prince Thomas de Savoie-Carignan et Jean de Werth franchirent la frontière nord du royaume et prirent La Capelle le 8 juillet. Les Espagnols prirent ensuite Bohain-en-Vermandois, Vervins, Origny-Sainte-Benoite et Ribemont. Le 25 juillet Le Catelet tomba à son tour tandis qu'Hirson résista du 25 juillet au 15 août (la ville fut reprise par Turenne en 1637).
Le comte de Soissons avec 10 000 hommes de troupe fut envoyé sur place pour empêcher les troupes espagnoles de franchir la Somme. Bray-sur-Somme résista mais fut détruit par les bombardements. Cependant, la Somme fut franchie par les Espagnols à Cerisy. Les Espagnols pillèrent et incendièrent Saleux, Salouël et Longueau. Jean de Werth prit Roye, Ottavio Piccolomini et ses troupes ravagèrent les campagnes entre Somme et Oise. Ils firent des incursions jusque Pontoise. Seule Montdidier résistait.

#### Prise de Corbie par les Espagnols, reprise par les Français

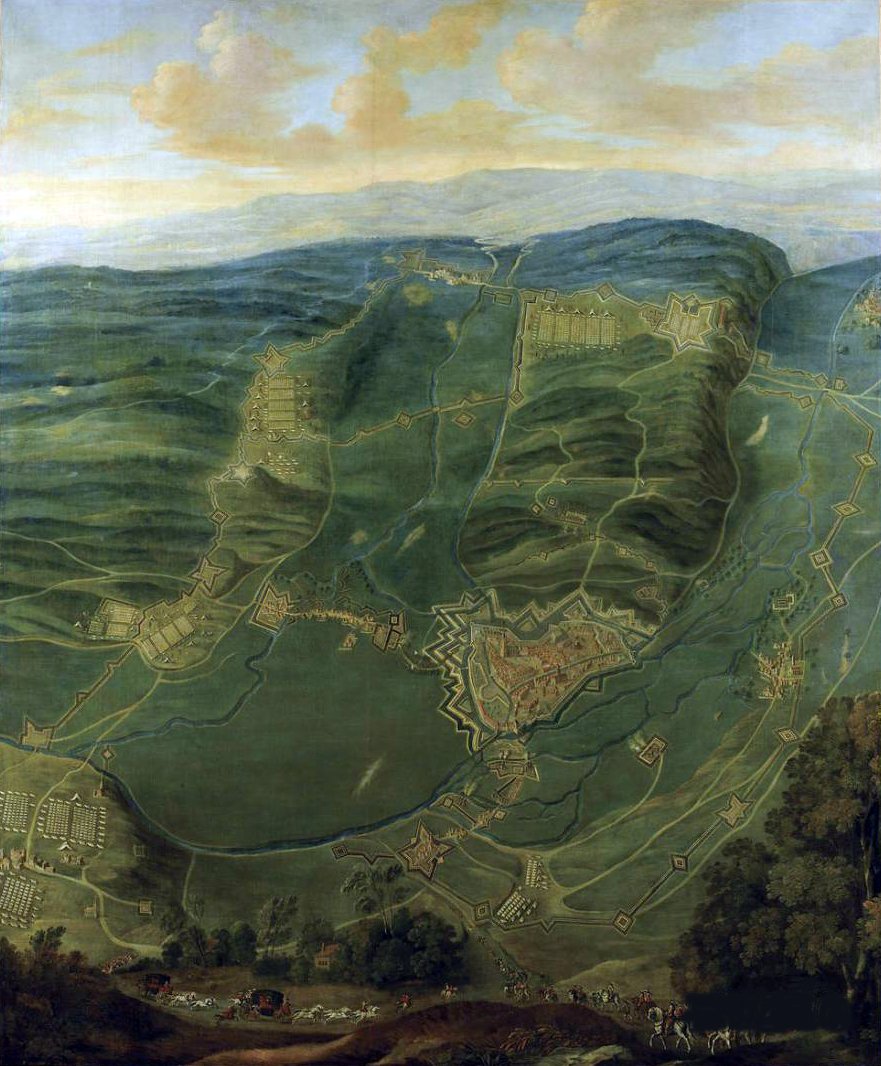
La Reprise de Corbie par Louis XIII, Annonyme, vers 1640, (Château de Versailles)

En 1636, la place de Corbie était commandée par Antoine Maximilien de Belleforière, marquis de Soyécourt qui disposait d'une garnison de 1 600 hommes. Face à eux, l'armée espagnole comptait 30 000 hommes. Belleforière préféra négocier une reddition pour éviter le pillage de la ville. La capitulation eut lieu le 15 août. Les assiégés conservèrent leur vie et leurs biens, la garnison put sortir avec armes et bagages et rejoindre Amiens. Les Espagnols entrèrent dans Corbie à 10 heures du matin.
Le 1er septembre, Louis XIII quitta Paris à la tête d'une armée de 40 000 fantassins et 12 000 cavaliers et marcha vers le Nord. Cependant, sur place, ce fut Richelieu qui assura la direction des opérations. Le siège dura six semaines, avant que les Espagnols, affamés, ne capitulent enfin. Le 9 novembre, l'ennemi demanda à négocier sa reddition. Il se rendit le 14.
La Picardie, particulièrement la région de Corbie et Albert, l'Amiénois, le Santerre entre Somme et Oise… était effroyablement ravagée.
La reprise de Corbie écartait la menace espagnole sur Paris.
Les exactions espagnoles dans la région se poursuivirent jusqu'à la paix des Pyrénées de 1659. Par ce traité, l'Artois était donnée à la France, de ce fait, les villes de la Somme cessèrent de protéger la frontière nord du royaume.

### De la Paix des Pyrénées à la Révolution française

#### La révolte des Lustucru
La révolte des Lustucru fut un mouvement populaire qui se déroula dans le Boulonnais, en 1662, au début du règne personnel de Louis XIV. En juin, dans la région de Boulogne-sur-Mer, les paysans se révoltèrent en attaquant les troupes de l'intendant de justice, police et finances de Picardie. Une véritable armée populaire contraignit les abbayes à fournir des vivres. Les maisons de riches propriétaires et de curés, comme celui de Marquise, furent pillées. Au mois de juillet, 3 000 manants mirent en fuite une compagnie entière de cavaliers entre Outreau et Condette.

#### Les protestants de Picardie, les assemblées du désert
Après la révocation de l'édit de Nantes, en 1685, le culte protestant fut interdit et les protestants pourchassés. Certains choisirent l'exil, d'autre continuèrent de pratiquer leur foi clandestinement. Ce fut le cas dans le Vermandois, au nord-ouest de Saint-Quentin, au lieu-dit « La Boîte à Cailloux », une ancienne carrière de pierre où, à l'écart des agglomérations, à partir de 1691, le pasteur Jean Gardien Givry vint prêcher et célébrer le culte devant les habitants des villages environnants convertis au protestantisme. Ces assemblées du désert se tenaient clandestinement, de 21 h à minuit, à la lueur des torches et des chandelles. En 1695, Claude Brousson vint dans cette partie du Vermandois. Le culte fut célébré en ce lieu jusqu’à la Révolution française.

#### Le retour de la prospérité
De la paix des Pyrénées (1659) à la Révolution française (1789), la Picardie connut une période de Paix qu'elle mit à profit pour se reconstruire.
La seconde moitié du XVIIe siècle fut pour la Picardie une période de prospérité. Sous l'impulsion de Colbert, des manufactures furent créés comme la Manufacture de tapisserie de Beauvais, fondée en 1664, la Manufacture royale de glaces de miroirs de Saint-Gobain ou la Manufacture des Rames à Abbeville qui fabriquait des draps de luxe, fondées en 1665...

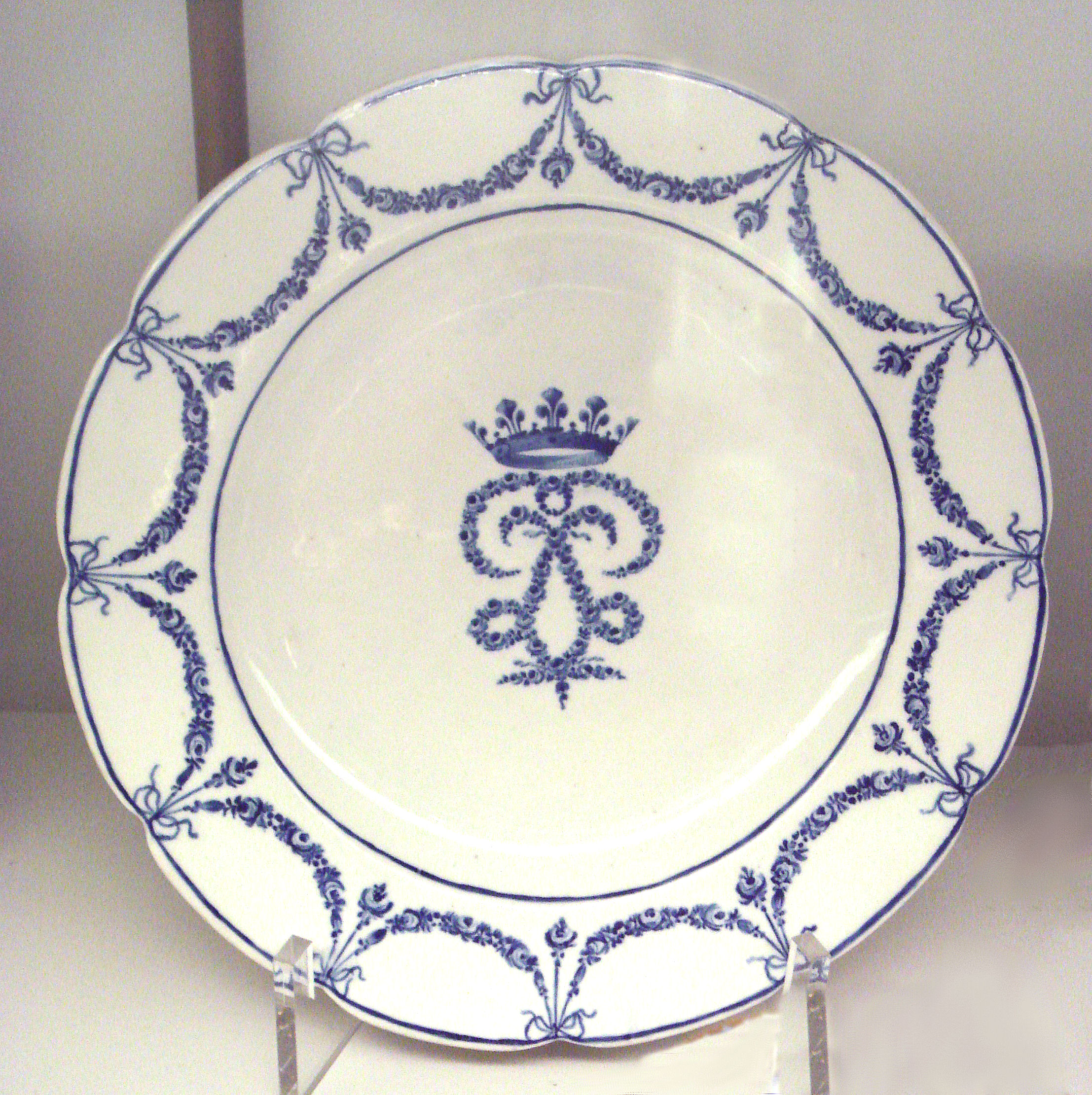
Assiette en porcelaine de Chantilly

À ces manufactures prestigieuses, il convient de rajouter les manufactures amiénoises d'Alexandre Bonvallet qui le premier en Picardie fabriqua des étoffes imprimées, de Morgan et Delahaye qui produisirent du velours de coton, employant en 1785, 318 ouvriers et ouvrières qui utilisaient des machines nouvelles les mules-jennys. Saint-Quentin et sa région se spécialisèrent dans la production de mulquinerie, de gazes et de mousselines tandis que Beauvais et le Beauvaisis se spécialisaient sous l'impulsion de Lucien Danse et Motte dans le blanchiment de toiles de luxe. La production picarde était exportée en Angleterre, en Espagne et en Amérique. Elle alimentait également les marchés régionaux de Soissons, Chauny et Saint-Quentin.
Dans les campagnes comme à Crèvecœur-le-Grand, Grandvilliers, Beaucamps-le-Vieux, Poix-de-Picardie, Tricot... se développa, aux XVIIe et XVIIIe siècles, l'industrie textile à domicile (proto-industrie) qui fournissait de la serge aux marchands-fabricants de Beauvais, Amiens ou Abbeville.
La Manufacture de porcelaine de Chantilly fut fondée en 1725 par les princes de Condé en 1725, elle fonctionna jusqu'en 1792.

#### La Picardie desLumières

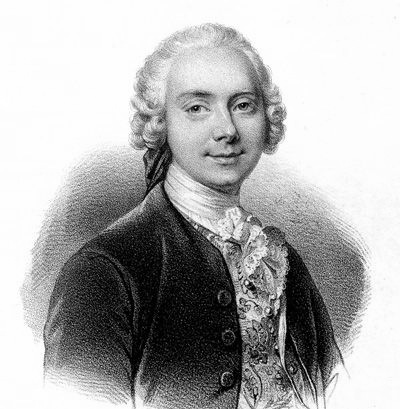
Jean-Baptiste Gresset, membre fondateur de l’Académie d’Amiens.

Dans le courant du XVIIIe siècle, la Picardie fut sensible aux Lumières. Des académies se créèrent comme l'Académie des sciences, des lettres et des arts d'Amiens créée en 1746 par Jean-Baptiste Gresset ou la Société d'émulation d'Abbeville fondée en 1797.
L'intendant de la généralité d'Amiens, Bruno d'Agay en fut membre. Il y prit part à des discussions sur la vaccine, les paratonnerres ou les améliorations concernant l’agriculture et l’industrie. Il y prononça des discours sur l’utilité des sciences et des arts (1774) et sur Les avantages de la navigation intérieure (1782). En 1751, le jardin des plantes d'Amiens fut créé et des cours de botanique y furent dispensés.
Des loges maçonniques furent fondées à partir de 1744 à Saint-Quentin, Abbeville, Noyon, Montdidier, Doullens, Amiens, etc.
C'est en février 1766 qu'éclata, à Abbeville, l'affaire La Barre, dans le microcosme de la société locale, sur fond de réaction à l'esprit des Lumières et de querelles d'intérêts et de clans. La mutilation d'un crucifix offrit l'occasion aux notables locaux de s'en prendre à un jeune noble soupçonné d'impiété, le Chevalier de La Barre. On trouva chez lui un exemplaire du Dictionnaire philosophique de Voltaire. Après avoir été soumis à la torture, La Barre fut condamné à mort par le Tribunal d'Abbeville puis, en appel, par le Parlement de Paris. Il fut supplicié sur la grand-place d'Abbeville, le 1er juillet 1766.

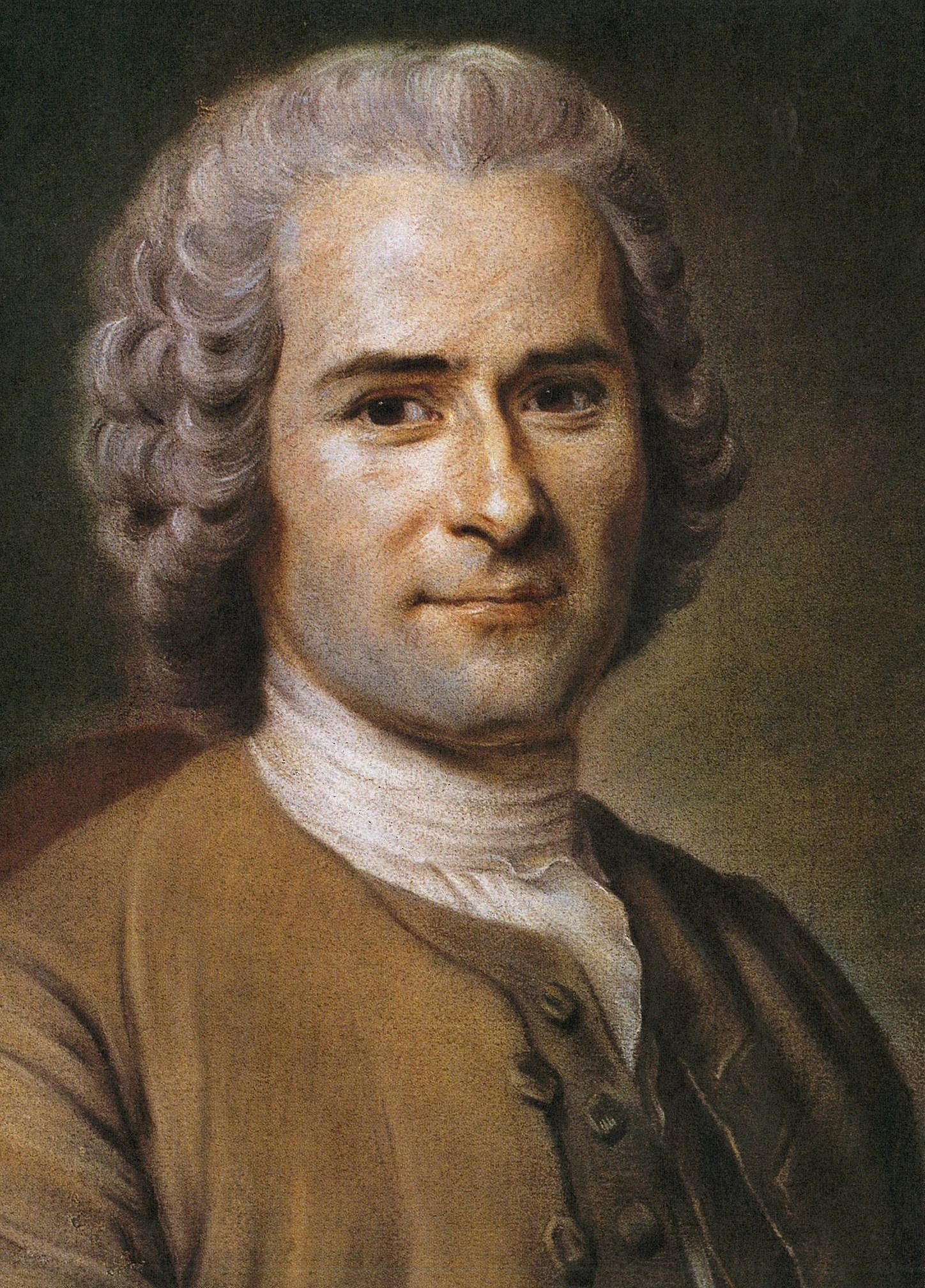
Jean-Jacques Rousseau, en 1753 par Maurice Quentin de La Tour, Saint-Quentin, musée Antoine-Lécuyer.

Après son passage triomphal à Amiens en 1767, Jean-Jacques Rousseau passa les six dernières semaines de sa vie, en 1778, à Ermenonville (Oise). L'« ermitage de Jean-Jacques Rousseau », au site du « Désert », où le philosophe passait des journées entières à méditer et contempler la nature était la propriété de René-Louis de Girardin. Rousseau fut inhumé dans l'Île des Peupliers dans un tombeau dessiné par Hubert Robert, sa dépouille fut transférée au Panthéon pendant la Révolution française.
De 1781 à 1784, Roland de La Platière fut à Amiens, inspecteur des manufactures, il publia des ouvrages: L'Art du fabricant d’étoffes en laine, L’Art du fabricant de velours de coton et L'Art du tourbier, en 1782. Son épouse Manon Roland, passionnée de botanique, herborisa le long des canaux aux abords de la ville. Elle constitua un herbier aquatique.
La Picardie fut au XVIIIe siècle une véritable pépinière de savants : Jean-Baptiste Delambre, natif d'Amiens et Pierre Méchain natif de Laon, Jean-Baptiste Lamarck, natif de Bazentin près d'Albert, Jean-Charles Peltier, natif de Ham, Jean-Louis Baudelocque natif d'Heilly près de Corbie, Antoine Parmentier natif de Montdidier, Pierre-François Tingry et Antoine Quinquet, natifs de Soissons pour ne citer que les plus connus. Elle fut aussi une pépinière d'érudits, historiens, cartographes, linguistes, traducteurs, orientalistes etc. aux XVIIe et XVIIIe siècles : Charles du Cange, Antoine Galland, Dom Grenier, le Père Daire, plusieurs membres de la famille Capperonnier, Pierre Restaut, César-François Cassini etc.
Gabriel-Marie de Talleyrand-Périgord (1726-1795), oncle du diable boiteux, fut le dernier gouverneur de Picardie de 1770 à 1789.
À la veille de la Révolution française, existait un service de diligences et de messageries avec départ de Paris, les mardis et jeudis à 11 h 30 et arrivée à Amiens, les mercredis et dimanches à 8 h. Il desservait Chantilly, Creil, Laigneville, Clermont-en-Beauvaisis, Saint-Just-en-Chaussée, Breteuil-sur-Noye, Flers-sur-Noye et Hébécourt. Les diligences pouvaient transporter dix personnes (dont deux au cabriolet) pour un montant de 25 livres, 15 sols par personne.

### Liste des modifications du Gouvernement de Picardie de 1477 jusque 1789
En Picardie, de nombreuses modifications territoriales ont lieu avant 1789 :
| Dates               | Changements apportés | Constitution | Illustrations                              |
| ------------------- | --- | --- | ------------------------------------------ |
| 1477                | À la suite de la reconquête des villes de la Somme, le Gouvernement de Picardie est recréé. | |                                            |
| 1483                | Beauvaisis, Senlisis et une partie du Vermandois rejoignent l'Île-de-France. | Amiénois, Laonnois, Ponthieu, Santerre, Soissonnais, Valois (en partie), Vermandois (en partie), Vimeu, Thiérache          |                                            |
| Vers 1545           | Perte du Laonnois, du Soissonnais, du Valois et de la Thiérache pour la Picardie. | Amiénois, Ponthieu, Santerre, Vermandois (en partie), Vimeu                                                                |                                            |
| 1567                | Retour du Beauvaisis à la Picardie. | Amiénois, Beauvaisis, Ponthieu, Santerre, Vermandois (en partie), Vimeu                                                    |                                            |
| 1569                | Charles IX donne à Léonor d'Orléans-Longueville, gouverneur de Picardie, le Boulonnais et le pays Reconquis (Calaisis). | Amiénois, Beauvaisis, Boulonnais, Calaisis, Ponthieu, Santerre, Vermandois (en partie), Vimeu                              |                                            |
| De 1585 à 1600      | - Perte du Beauvaisis. - Retour du Laonnois, du Soissonnais, du nord du Valois, du Vermandois, de la Thiérache. - Annexion du Réthelois vers 1585 et de l'Ardenne (actuel département des Ardennes et partie de la province de Namur en Belgique).                          | Amiénois, Beauvaisis, Laonnois, Ponthieu, Santerre, Soissonnais, Thiérache, Valois (en partie), Vermandois, Vimeu          |                                            |
| Vers 1614           | - Partie du Vermandois (Saint-Quentin) en Île-de-France, Reims temporairement annexée au Gouvernement de Picardie. - Perte du Réthelois et des Ardennes. | Amiénois, Boulonnais, Boulonnais, Calaisis, Calaisis, Ponthieu, Rémois, Santerre, Thiérache, Vermandois (en partie), Vimeu | Gouvernement de Picardie en 1614           |
| Vers 1622-1624      | - Noyonnais, Laonnois et Soissonnais annexés à l'Île-de-France en 1624,. - Retour intégral du Vermandois en Picardie - Retour de Reims à la Champagne - Annexion du Cambrésis au gouvernement de Picardie - Le Boulonnais est fait Gouvernement particulier par Louis XIII. | Amiénois, Boulonnais, Calaisis, Cambrésis, Ponthieu, Santerre, Thiérache, Vermandois, Vimeu                                |                                            |
| 1640                | À la suite de l'annexion de l'Artois à la France, celui-ci est annexé au Gouvernement de Picardie. | Amiénois, Artois, Boulonnais, Calaisis, Cambrésis, Ponthieu, Santerre, Thiérache, Vermandois, Vimeu                        | Gouvernement de Picardie en 1651           |
| De 1668 à 1694      | En 1668, les communes de Gravelines en Calaisis, Landrecies et Le Quesnoy en Cambrésis, passent toutes les trois du Gouvernement de Picardie au Gouvernement de Flandre française.                                                                                          | Amiénois, Artois, Boulonnais, Calaisis, Cambrésis, Ponthieu, Santerre, Thiérache, Vermandois, Vimeu                        |                                            |
| Vers 1753           | Le Boulonnais semble devenir un Gouvernement autonome mais restera assimilé au Gouvernement de Picardie par bon nombre de cartographes. | Amiénois, Artois, Calaisis, Cambrésis, Ponthieu, Santerre, Thiérache, Vermandois, Vimeu                                    | Gouvernement général de Picardie et Artois |
| Entre 1753 et 1765  | Le Cambrésis quitte le Gouvernement de Picardie pour être rattaché au Gouvernement de Flandre française, de même que le Hainaut français | Amiénois, Artois, Calaisis, Ponthieu, Santerre, Thiérache, Vermandois, Vimeu                                               |                                            |
| De 1765 jusque 1789 | L'Artois quitte le Gouvernement de Picardie et devient un gouvernement autonome. | Amiénois, Calaisis, Ponthieu, Santerre, Thiérache, Vermandois, Vimeu                                                       |                                            |

## Époque contemporaine

### Révolution française
La Picardie fut, en juillet 1789, le point de départ de la Grande Peur qui prit naissance dans les villages autour d'Estrées-Saint-Denis, sur le Plateau picard.
Lors de la création des départements, en 1790, la majeure partie des régions de la Picardie forma le département de la Somme, le reste étant partagé entre les départements de l’Aisne (Thiérache et partie du Vermandois), de l’Oise (parties de l’Amiénois et du Santerre) et du Pas-de-Calais (Boulonnais, Calaisis, parties du Ponthieu et du Marquenterre).
Le département de l'Aisne nouvellement crée se révéla être une pépinière d'acteurs de la Révolution : Condorcet, Camille Desmoulins, Saint-Just, Fouquier-Tinville et Gracchus Babeuf furent parmi les acteurs les plus influents de cette période.

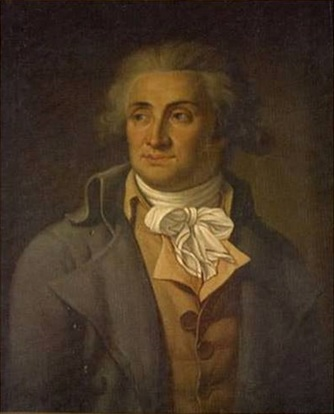
Marquis de Condorcet
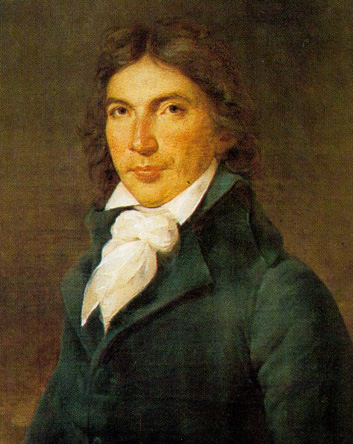
Camille Desmoulins
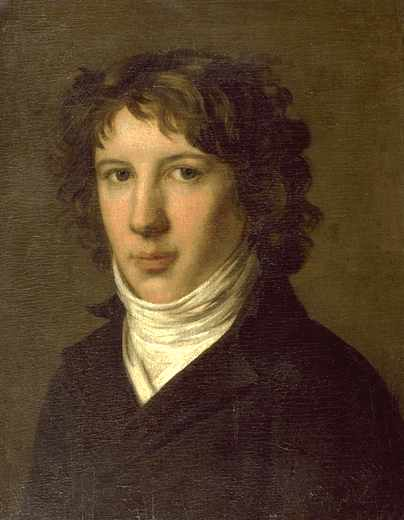
Louis Antoine de Saint-Just
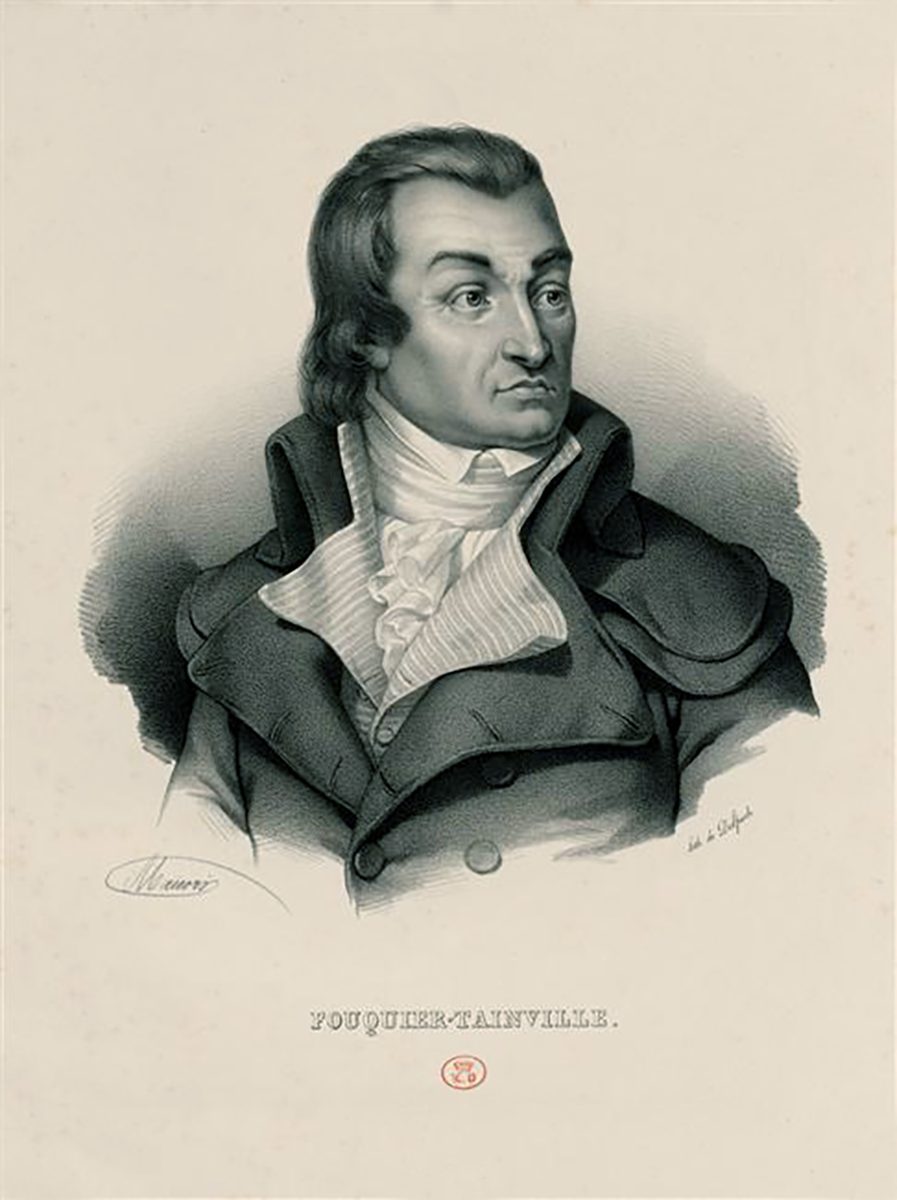
Antoine Fouquier-Tinville
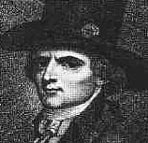
Gracchus Babeuf

Les Carmélites de Compiègne, par contre furent victimes de la Terreur, tandis que André Dumont, député montagnard de la Convention nationale fut envoyé du 30 juin 1793 au 28 juillet 1794, en mission dans les départements de la Somme et de l'Oise où il mena une lutte constante contre le clergé et les aristocrates.

### Consulat et Premier Empire

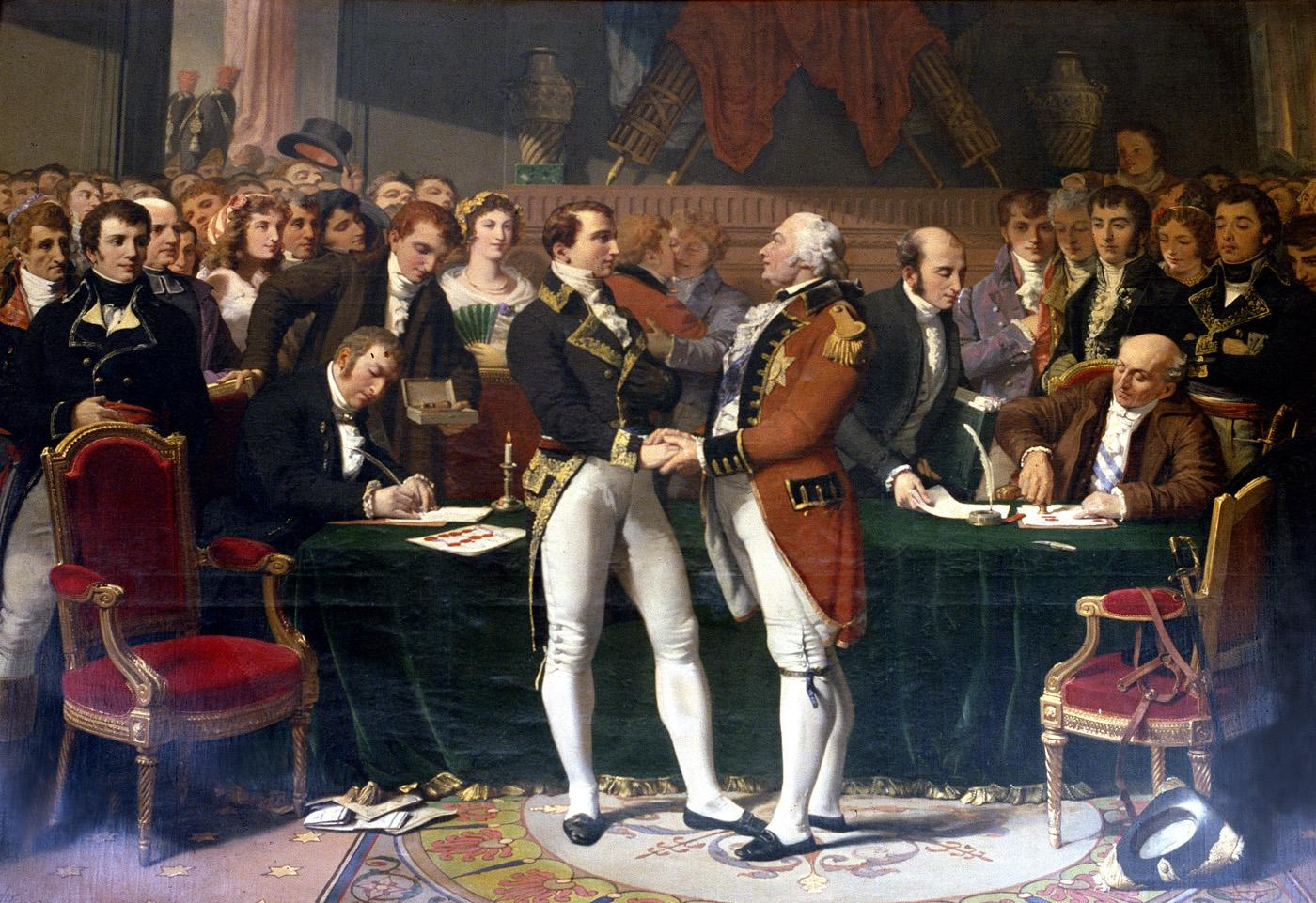
La Paix d'Amiens de Jules-Claude Ziegler (1853)

En 1802, fut signée la paix d'Amiens entre la France et le Royaume-Uni. Ce traité ne rétablit la paix que pour une courte durée, en 1805, la guerre reprenait. Deux Picards se distinguèrent durant la période Caulaincourt, familier de Napoléon Ier et le Général Foy qui combattit en Espagne et à Waterloo.
La guerre réapparut en Picardie en 1814. Le 12 février, la bataille de Château-Thierry fut une victoire française qui ne fut pas décisive. Les troupes russes assiégèrent Soissons une première fois, puis un mois plus tard, en mars 1814, les forces prussiennes de Blücher prirent la ville. La rapide capitulation du général Moreau permit la jonction des Prussiens et Russes. Là, le général Woronsof se joignit à Blücher, formant une force de 100 000 hommes, qui partirent aussitôt au chemin des Dames et à la bataille de Craonne, puis à la bataille de Laon. La bataille de Craonne, du 7 mars 1814, se solda par une victoire de Napoléon Ier contre les armées russes et prussienne commandées par général Blücher. La bataille de Laon des 9 et 10 mars fut indécise. Cependant la victoire des puissances européennes coalisées et l'abdication de Napoléon entraîna une occupation militaire dans les trois départements.

### La Restauration
Louis XVIII débarqua à Calais, le 24 avril 1814, grâce aux armées de la coalition et gagna Paris. Il octroya aux Français une Charte constitutionnelle et restaura la monarchie sans retour à l'Ancien Régime.
En 1815, les jésuites établirent à l'abbaye de Saint-Acheul d'Amiens, l'un de leurs six collèges qui fut l'un des moteurs de la renaissance de la Compagnie de Jésus en France.
Sous la Restauration fut achevée la construction du canal de la Somme, commencée en 1786 et achevée en 1827. Il fut inauguré par Charles X.
Les élections des députés se faisaient au suffrage censitaire. Si dans les départements de la Somme et de l'Oise, les électeurs désignèrent des députés conservateurs, il n'en fut pas de même dans le département de l'Aisne où le général Foy fut élu avec deux autres députés libéraux.
La Révolution des Trois Glorieuses, les 27, 28, 29 juillet 1830 qui provoqua l'abdication de Charles X, fut accueilli favorablement dans les villes et provoquèrent quelques incidents à Amiens.

### La monarchie de Juillet
Sous la monarchie de Juillet, Odilon Barrot, député du le 2e collège de l'Aisne (Chauny) de 1834 à 1849, partisan de Louis-Philippe et d'une monarchie constitutionnelle mais déçu de la politique suivie par le régime, devint le chef de l'opposition dynastique.
La monarchie de Juillet fut pour la Picardie une période de construction des premières lignes de chemin de fer:
- En 1846 fut mise en service la ligne de Paris-Nord à Lille
- En 1847-1848 mise en service de la ligne de Longueau à Boulogne-Ville
- En 1847 mise en service de la Ligne de Creil à Compiègne

En 1840, Louis-Napoléon Bonaparte, neveu de Napoléon Ier, échoua dans sa tentative de soulèvement de la garnison de Boulogne-sur-Mer, condamné à la détention à perpétuité, il fut détenu au château de Ham dont il s'enfuit en 1846.

### Seconde République et Second Empire

#### Seconde République
La Révolution de février 1848 rencontra un certain écho en Picardie, on planta des arbres de la liberté dans les villes mais lors des journées de Juin 1848, l'opinion s'inquiéta et de nombreux Picards s'enrôlèrent dans la Garde nationale pour mater l'insurrection parisienne.
À l'élection du Président de la République des 10 et 11 décembre 1848, Louis-Napoléon Bonaparte rassembla, en Picardie, une très grande majorité de suffrages (plus de 80 %). À sa prise de fonction de président de la République, il nomma Odilon Barrot chef du gouvernement et ministre de la Justice, le 20 décembre 1848. Après les élections législatives de mai 1849, il le chargea de former un second gouvernement mais les convictions libérales du chef du gouvernement se heurtèrent au pouvoir de plus en plus autoritaire du prince-président. Odilon Barrot fut remercié le 30 octobre 1849.
Le coup d’État du 2 décembre 1851 ne suscita guère d'opposition en Picardie.

#### Second Empire
Napoléon III organisa au château de Compiègne à partir de 1856 des « séries », à l'automne, pendant lesquelles ils invitait des personnalités de son choix pour un séjour de détente.
Le Second Empire fut pour la Picardie une période de prospérité avec le développement de l'industrie et le prolongement du réseau ferré : en 1855, mise en service de la ligne Paris-Creil-Jeumont ; en 1857 mise en service de la ligne Creil-Beauvais ; en 1867 mise en service de la ligne Amiens-Laon et de la ligne Amiens-Rouen; en 1869 mise en service de la ligne Paris-Soissons-Laon-Hirson...
Berck, sous le Second Empire se tourna vers les activités thérapeutiques pour le traitement de la tuberculose, à l'initiative d'une veuve de marin, Marianne Brillard, surnommée « Marianne-toute-seule », qui eut l'idée de faire prendre des bains de mer aux enfants malades. La forte densité d'iode concentrée à Berck explique l'amélioration de l'état de santé des jeunes malades. L'Hôpital Impérial fut inauguré en 1869 par liImpératrice Eugénie et le prince impérial. À cet effet, une avenue fut tracée qui porte toujours le nom de, Rue de l'Impératrice.

### IIIeRépublique
La défaite de Sedan du 2 septembre 1870, provoqua un soulèvement des Parisiens, la République fut proclamée le 4 septembre. Un gouvernement de la Défense nationale prend la direction du pays et organise la défense du territoire mais le 19 septembre, Paris est encerclé par l'armée prussienne. Léon Gambetta, ministre de l'Intérieur et Eugène Spuller s’échappèrent de Paris en ballon et atterrir sur le territoire de la commune d'Épineuse dans le département de l'Oise. De là il gagnèrent Amiens puis Tours d'où ils organisèrent les armées françaises.

#### Le triomphe de la République
Les débuts de la IIIe République sont marqués par une réaction de l'opinion qui après la défaite recherche la sécurité dans le vote conservateur. Après la Commune de Paris (1871), la répression conduisit près de 1 300 communardes à la Maison centrale (ancien donjon) de Clermont de l'Oise.
Cependant les républicains progressèrent à chaque élection jusqu'à devenir majoritaires à la Chambre des députés et au Sénat en 1879. Dans la Somme Jules Barni, René Goblet, Frédéric Petit furent les principaux chefs de file des républicains. René Goblet devint même ministre et Président du Conseil en 1886-1887, il fut un membre actif de la fondation du Parti radical et radical-socialiste en 1901. La crise boulangiste puis l'affaire Dreyfus ébranlèrent le régime, des députés antisémites furent élus comme à Montdidier mais le sursaut républicain provoqua la victoire de la gauche aux élections législatives de 1902.
En 1886, le duc d'Aumale légua son domaine de Chantilly (Oise) et ses collections à l'Institut de France. Le musée Condé fut ouvert au public, le 17 avril 1898.
À la fin du XIXe, de grands artistes peintres : Eugène Boudin, Édouard Manet, Albert Besnard etc. vinrent à Berck peindre ses ciels. Juste avant la Première Guerre mondiale, la cour de Russie séjourna à Berck, accompagnant le Tsarévitch Alekseï sur lequel on essaya de nouveaux traitements pour soigner son hémophilie.

En 1872, l'écrivain Jules Verne s'installa à Amiens, ville natale de son épouse. Dans une lettre à son ami Charles Wallut, il s'exprimait ainsi : 

« Sur le désir de ma femme je me fixe à Amiens, ville sage, policée, d’humeur égale, la société y est cordiale et lettrée. On est près de Paris, assez pour en avoir le reflet, sans le bruit insupportable et l’agitation stérile. Et pour tout dire, mon Saint-Michel reste amarré au Crotoy. »

En 1888, Jules Verne fut élu au conseil municipal d'Amiens sur la liste républicaine (gauche modérée) conduite par Frédéric Petit.

#### Les transformations économiques et sociales
L'essor de l'industrie se manifesta en Picardie dans la seconde moitié du XIXe siècle jusqu'aux années 1970. Le textile fut la première industrie amiénoise avec la confection de velours de coton pour l'habillement et de velours d'ameublement. Dans la vallée de la Nièvre, la société Saint Frères développa le tissage de la toile de jute. Le textile fit la prospérité de Saint-Quentin et de sa région, les « articles de Saint-Quentin » étaient commercialisés dans toute la France. La faïencerie puis la métallurgie se développèrent à Creil et Montataire avec l'arrivée du chemin de fer. La brosserie se développa au début du XXe siècle dans la vallée du Thérain entre Beauvais et Creil, la tableterie et l'industrie de la nacre se développaient à Méru... Tandis que le développement du réseau ferré provoquait l'essor de villes cheminotes comme Longueau ou Tergnier.
La ville de Guise connut à cette époque une expérience sociale originale grâce à l'action de Jean-Baptiste Godin, industriel créateur des poêles à charbon en fonte, qui y fonda, entre 1858 et 1883, le Familistère, inspiré du phalanstère de Charles Fourier.

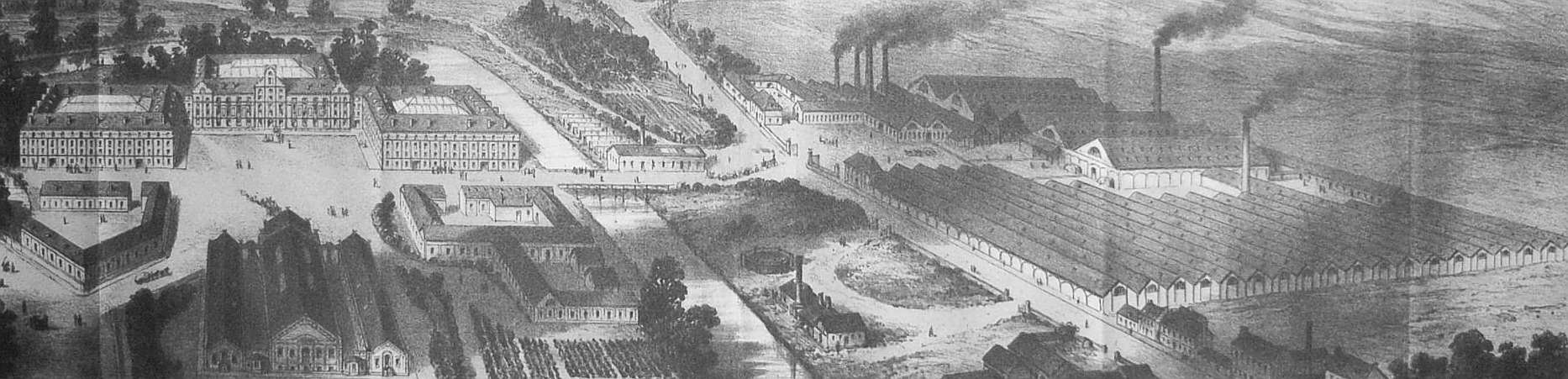
Familistère de Guise, dessin du site industriel avec la fonderie, à droite, et les bâtiments de vie, à gauche

La population quitta les campagnes pour les villes, à partir de la seconde moitié du XIXe siècle, avec le développement des chemins de fer et de l'industrie. Cette mutation sociale s'accompagna d'une évolution politique, le mouvement socialiste s'enracina progressivement, comme à Amiens, à la création de la SFIO, avec l'élection du typographe Lucien Lecointe au conseil municipal, en 1900, au conseil général de la Somme, en 1904 et à la chambre des députés, en 1909, à Saint-Quentin, l'élection de Louis Ringuier, élu conseiller général en 1900 et député SFIO de 1910 à 1924 ou dans l'Oise où Adéodat Compère-Morel par son activisme développa le mouvement socialiste. Il fut maire de Breteuil-sur-Noye jusqu'à son élection comme député du Gard en 1909.
En 1906, la CGT tint congrès à Amiens et adopta une motion connue sous le nom de Charte d'Amiens qui affirmait l'indépendance du syndicalisme français vis-à-vis des partis politiques.

#### La colonisation
La colonisation ne fut pas sans influence en Picardie. En 1906, se déroula à Amiens une exposition internationale. Dans ce cadre, fut inauguré le 14 mai, « Le village noir », en présence de Mamdou Sek, chef de tribu, maître-bijoutier à Gorée (Sénégal), recruté par des imprésarios français, entouré de sa femme et de ses enfants. Les visiteurs affluèrent. Le grand bal « noir et blanc » du 14 juillet fut un succès. Ainsi le village sénégalais tentait-il de sensibiliser les Picards aux « bienfaits » de la colonisation.

#### Première Guerre mondiale

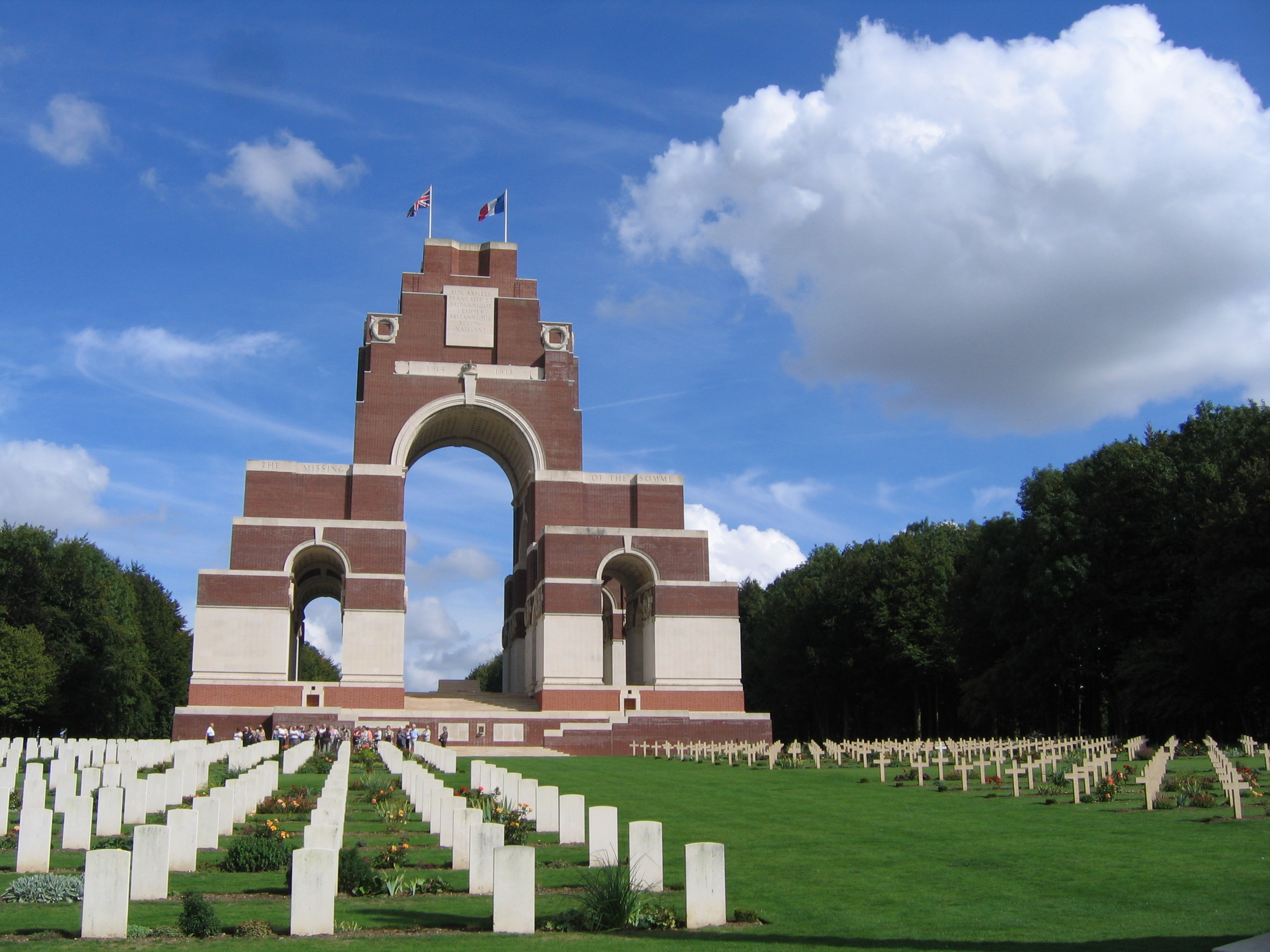
Mémorial de Thiepval (Bataille de la Somme)

La Grande Guerre fut, pour la Picardie, un véritable cataclysme. La partie de la région comprise entre Amiens, Montdidier, Noyon et Saint-Quentin fut anéantie. Des centaines de villages furent détruits dont 200 lors de la seule opération Alberich de février-mars 1917. Plusieurs batailles majeures de la guerre se déroulèrent en Picardie notamment en 1916, 1917 et 1918.

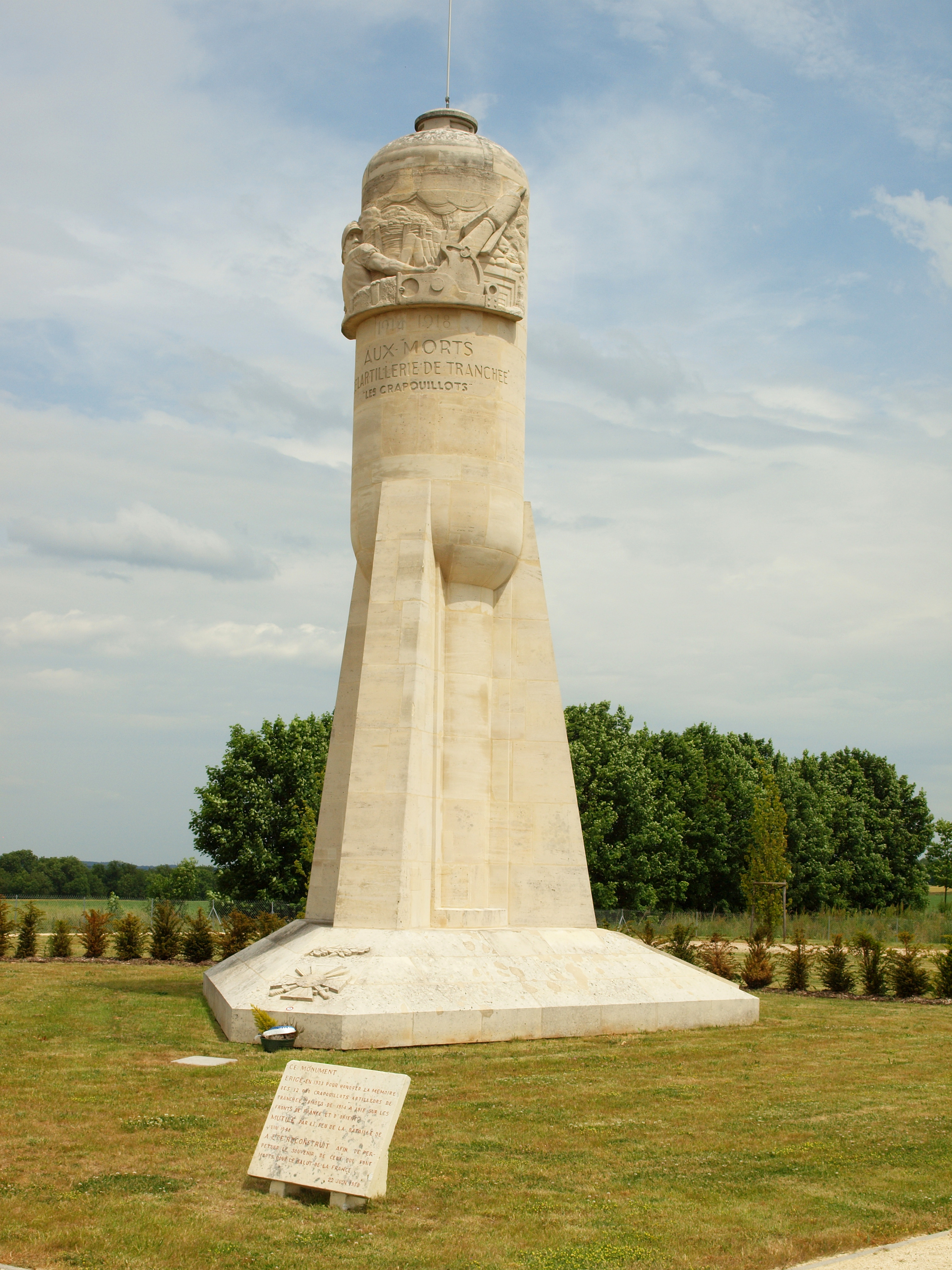
Moulin de Laffaux (Chemin des Dames), monument des crapouillots

#### Entre-deux-Guerres

##### La reconstruction
L'entre-deux-guerres est une période de reconstruction pour la Picardie. Certains secteurs classés Zone rouge ne devaient pas être reconstruits, mais, la détermination des habitants de retour dans leur village, obligea les autorités à engager des opérations de déminage puis de reconstruction. Saint-Quentin, Chauny, Noyon, Albert, Péronne, Ham, Roye, Montdidier, Moreuil, n'étaient plus qu'un amas de ruines. La reconstruction se déroula des années 1920 jusqu'au début des années 1930.

##### Des Années folles à la dépression des années 1930
Sur le plan politique la période fut marquée en Picardie par une certaine stabilité politique jusqu'en 1936. Le radicalisme s'était implanté dans les campagnes et la SFIO conquérait plusieurs municipalité comme Creil, en 1919, avec Jules Uhry qui fut maire de 1919 à 1936 et député de l'Oise de 1920 à 1932 et de 1933 à 1936 et Crépy-en-Valois avec Jean Vassal, élu et réélu député de l'Oise en 1928, 1932 et 1936. À partir de 1920, un acteur politique nouveau, le Parti communiste français, fit son apparition après sa scission d'avec la SFIO au congrès de Tours. En 1925, la cité cheminote de Longueau, élisait un maire communiste.
Avec la crise de 1929 et la montée du chômage des années 1930, la Picardie vécut des temps difficiles, les ligues d'extrême droite firent leur apparition telle les Chemises vertes d'Henri Dorgères, dans les campagnes de la Somme.

##### Le Front populaire
La victoire du Front populaire, en 1936, marqua un net glissement à gauche de l'électorat picard. Le département de la Somme élisait deux députés communistes Jean Catelas et Louis Prot à Amiens, un député socialiste Max Lejeune à Abbeville et réélisait le député socialiste sortant Alfred Basquin dans la circonscription de Péronne; un député radical était lui aussi réélu, dans le Vimeu. Dans l'Oise, Jean Biondi devenait maire de Creil en 1935 et député SFIO en 1936 ; Jean Vassal, SFIO, était réélu et quatre radicaux. Dans l'Aisne, retiennent l'attention les figures de Georges Monnet, député SFIO de 1928 à 1940, ministre de l'agriculture du gouvernement Léon Blum (1936-1937), créateur de l'Office du blé et celle Jean Pierre-Bloch, conseiller général de Marle et député SFIO en 1936. L'Aisne envoya quatre autres députés socialistes et un radical à la Chambre en 1936.

### Seconde Guerre mondiale

#### Drôle de guerre
Le 3 septembre 1939, débutait pour la France la Seconde Guerre mondiale. Après la Drôle de guerre, l'attaque allemande débuta le 10 mai 1940 ; le passage de la Meuse à Sedan débuta le 14 mai, l'objectif des blindés allemands étaient d'atteindre Abbeville le plus vite possible.

#### Bataille de France (1940)
Sur le sol de la Picardie se déroulèrent plusieurs batailles importantes de la bataille de France. Le 17 mai 1940, débuta la Bataille de Montcornet (Aisne), pendant laquelle, la 4e division cuirassée commandée par le colonel de Gaulle mena une contre-attaque qui stoppa un moment l'avance allemande.
Le 10 mai 1940 à 5 h du matin, l'aviation allemande bombarda l'usine d'aviation de Méaulte, le 17, la ville d'Albert (Somme) et ses environs étaient évacués.
Les 18 et 19 mai 1940, la ville d'Amiens subit de très violents bombardements aériens et fut occupée dès le 20 mai par les Allemands. Du 20 mai au 8 juin 1940, de durs combats se déroulèrent autour d'Amiens, dans la vallée de la Somme et sur le plateau du Santerre pour tenter de dégager la ville et freiner la marche de la Wehrmacht vers Paris.
La Bataille d'Abbeville où s'illustrèrent le colonel de Gaulle et la 4e division cuirassée qui se déroula du 28 mai au 4 juin 1940. Elle avait pour but de couvrir les ports de Dieppe, Le Havre et Rouen et de repousser les Allemands pour ancrer une ligne défensive sur la Somme.
Les villes de Laon, Beauvais, Creil et Compiègne subirent des bombardements aériens qui occasionnèrent d'importantes destructions. Les populations civiles étaient sur les routes de l'exode et les armées en déroute.
Les troupes allemandes ayant atteint la Loire, le gouvernement français ayant à sa tête Pétain décida de cesser le combat. Un armistice aux conditions draconiennes fut signé dans le Wagon de l'Armistice du 11 novembre 1918 à Compiègne, le 22 juin 1940.

#### L'Occupation
Les rigueurs de l'Occupation se firent sentirent dès le mois de juillet 1940. La Somme servait de limite entre deux zones d'occupation : au nord la zone interdite, au sud la zone occupée, il fallait un Ausweis (document d'identité allemand servant de laissez-passer) pour aller d'une zone à l'autre. La ville d'Amiens fut ainsi coupée en deux
La population manquait de tout: produits alimentaires, carburant, charbon, gaz etc. Des tickets de rationnement furent distribués par les mairies. Les rations alimentaires, fin 1942, se limitaient dans la Somme à 1 200 calories par jour pour un adulte. La ration de viande était fixée à 120 g de viande par semaine et par personne en avril 1943.
La presse locale était étroitement contrôlée par les Autorités d'Occupation qui supervisaient le contenu des articles et leur mise en page. Elle ne pouvait publier que des articles favorables à l'Allemagne ainsi le quotidien Le Progrès de la Somme de juin 1940 à août 1944.
Une loi de juillet 1940, créa des régions : le département de la Somme, celui de l'Aisne et celui des Ardennes formèrent la région de Laon dont la préfecture régionale fut fixée à Saint-Quentin.

#### La Collaboration
Les bureaux de placement pour le travail en Allemagne firent appel aux chômeurs. Des permanences s'ouvrirent à Abbeville, Albert, Amiens, Friville-Escarbotin, Montdidier, Péronne et Roye, mais le succès ne fut pas au rendez-vous malgré des primes alléchantes. La loi du 16 février 1943 institua le Service du travail obligatoire (STO) qui frappait tous les jeunes gens du même classe d'âge ; 5 000 Picards du département de la Somme furent concernés.
La Collaboration décidée à l'Entrevue de Montoire, entre Hitler et Pétain, le 24 octobre 1940 n'eut guère de succès en Picardie. Les partis politiques collaborationniste ne recrutèrent qu'une centaine de personnes chacun dans le département de la Somme. En 1943, le Parti franciste créa une section féminine à Amiens qui offrait aux mères une garderie pour leurs enfants, sans grand succès là encore. Seul le Parti populaire français (PPF) eut une certaine audience en organisant des séances de cinéma où furent projeter des films comme Le Péril juif, Les Forces occultes etc., à Amiens et à Albert, le PPF put imprimer ses propres tracts. Il milita pour que des Picards s'engagent dans la Légion des volontaires français contre le bolchevisme (LVF) à partir de 1941. Les actions violentes des collaborationnistes se limitèrent à des bris de bustes de Marianne dans certaines mairies et le renommage de quelques rues de certaines villes.
Au printemps 1944, la Collaboration avec les Allemands entra dans une phase plus active. Elle se consacra à la recherche des réfractaires au STO et des Résistants. La Milice ne fut active dans la Somme qu'à partir de mai 1944 mais le débarquement de Normandie, le 6 juin 1944 eut tôt fait de calmer les ardeurs des plus convaincus, beaucoup de collaborationnistes démissionnèrent, se cachèrent ou cherchèrent à entrer dans la Résistance.

#### La Résistance

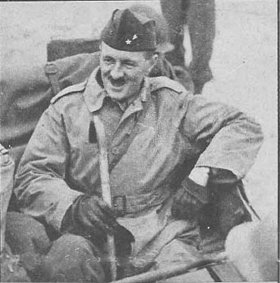
Le général Leclerc

Le Picard, Philippe de Hautecloque, capitaine de l'armée française, parvint à s'échapper des griffes allemandes en juin 1940 et à gagner l'Angleterre via le Portugal pour rejoindre la France libre du général de Gaulle. Il prit le nom de Général Leclerc et fut l'un des plus glorieux chefs militaires de la Résistance extérieure.
Hubert Amyot d'Inville originaire de Beauvais, fut un Français libre de même que Fred Moore originaire d'Amiens.

##### La Résistance dans la Somme
La Résistance intérieure dans la Somme, débuta dès 1940 par la collecte et la transmission de renseignements pour l'Angleterre et la France libre, la constitution de réseaux d'évasion pour les soldats des armées en déroute et des aviateurs alliés dont l'avion avait été abattu, la diffusion de tracts et de journaux clandestins, des actions de sabotage.
Jeanne Fourmentraux, professeure au lycée d'Amiens, entra en résistance dès octobre 1940, avec quelques jeunes gens, récupérant des armes abandonnées. Progressivement, elle entra en relation avec des salariés des PTT et de la SNCF et ce fut la fabrication de faux papiers. Ce groupe se rattacha au Bataillon de la mort de Paris en mars 1941.
Le Parti communiste clandestin, bien implanté dans la Somme, distribuait des tracts depuis août 1940 à Amiens, Longueau et Albert. Le Front national et les Francs-tireurs et partisans (FTP) en étaient l'émanation. Le 31 octobre 1941, une gerbe était déposée au monument aux morts d'Amiens par les résistants. Le 24 décembre 1944, à 21 h 30, une explosion retentit au « Royal », restaurant d'Amiens transformé en Soldatenheim (foyer du soldat allemand) : 37 soldats furent tués et une centaine furent blessés.
Léon Gontier était chef de service à la préfecture de la Somme, militant socialiste, syndicaliste et franc-maçon. Il était dans l'entre-deux-guerres président de la section d'Amiens de la Ligue des droits de l'homme. Il fit partie du petit nombre de personnes avec Louis Sellier, Louis Saillant et Léon Tellier qui se réunirent dès août 1940 pour résister à l'occupant. Il entreprit de reconstituer clandestinement la Fédération SFIO de la Somme et en devint le secrétaire fédéra. En 1941, il fut l'un des cofondateurs du groupe de résistance Libération-Nord à Amiens. Il fut également membre du réseau Brutus chargé du renseignement, fournit des faux papiers aux réfractaires, fit circuler tracts et journaux clandestins. Ce fut un véritable chef qui guida de nombreuses actions contre l'armée d'occupation allemande.
Le « Groupe Michel », dirigé par Alfred Dizy, était un groupe de résistants affilié au Front national et aux FTP. Il réalisa une série de coups de main audacieux de février à avril 1943 : déraillements de trains par déboulonnage des voies ferrées à Montières, Thézy-Glimont, Remiencourt, Aveluy, Guillaucourt, Fontaine-sur-Somme, Hangest-sur-Somme (ce dernier déraillement faisant 25 tués et 50 blessés parmi les soldats allemands), dynamitage de l'écluse de Sailly-Laurette etc.
Madeleine Michelis, professeure de lettres au lycée de jeunes filles d'Amiens, resta aujourd'hui encore une figure de la Résistance. Elle hébergea alors une jeune juive, Claude Bloch - dont le père, l'architecte Jean-André Bloch, avait été déporté - avant de réussir à lui faire passer la ligne de démarcation. Elle était membre du réseau Libération-Nord et aussi membre du réseau Shelburn, branche du Special Operations Executive des services secrets britanniques. Elle avait pour mission de mettre à l'abri et de d'assurer le rapatriement en Angleterre des parachutistes et des aviateurs alliés. Son action dans la Résistance avait commencé en Normandie avant son arrivée à Amiens,.
D'autre réseaux comme l'Organisation civile et militaire (OCM), le réseau Zéro France, se consacrèrent au renseignement et aux filières d'évasion. L'Organisation de résistance de l'armée (ORA), non-gaulliste, était également implantée à Amiens, Conty, Hornoy-le-Bourg et Warloy-Baillon.

##### La Résistance dans l'Oise
Jean Biondi, député-maire SFIO de Creil, est le seul parlementaire picard à avoir voté contre les pleins pouvoirs au maréchal Pétain, le 10 juillet 1940. Démis de ses fonctions électives, Jean Biondi entre en résistance dans le mouvement Libération-Nord.
Cinq mouvements de résistance ont eu une activité intense dans le département de l'Oise :
- le Front national,
- Libération-Nord
- l'Organisation civile et militaire (OCM)
- le Mouvement Résistance
- les Volontaires ouvriers et paysans (VOP)

Les réseaux, organisations créées en vue d'un travail militaire précis (renseignement, sabotage, évasion de prisonniers de guerre et des pilotes...) ont été une quinzaine à intervenir dans l'Oise :
- réseau Shelburn
- réseau Arc-en-Ciel
- Armée des volontaires
- Confrérie Notre-Dame
- Manipule
- Réseau AGIR,
- Bourgogne,
- Cartwright,
- Goëlette,
- Kasanga,
- Réseau Mithridate,
- Réseau Phratrie,
- Réseau Samson,
- Vengeance

Il y eut dans l'Oise plusieurs maquis. Après le 6 juin 1944 certains groupes FFI se sont installés dans des bois et des forêts, espérant ainsi harceler l'ennemi. Ces groupes ont reçu le titre de maquis.
- Le maquis du bois Saint-Michel
- Le maquis de Caisnes-Cuts
- Les Kroumirs (à Trie-Chateau)
- Le maquis de Rimberlieu
- L'attaque du maquis de Ronquerolles
- Le maquis des Usages à Crisolles
- Le maquis de Cinqueux- Monceaux
- Les maquis de Néry-Bois-de-L'Isle
- le maquis du « Grand-Ferré » à Saint-Sauveur

Le détachement Valmy fut un réseau de Résistance actif de 1941 à 1944, affilié aux Francs-Tireurs et partisans (FTP), particulièrement actif dans le secteur de Creil, Montataire, Nogent-sur-Oise, dont le chef était le colonel Théo (Maurice Mignon) qui devint responsable des FTP pour les départements de l'Oise, de la Somme et de la Seine Maritime en septembre 1943.
Dès novembre 1940, à Compiègne, le champion olympique d'escrime Georges Tainturier s'engagea dans la Résistance dans la mouvement La Vérité française. En 1942, il faisant partie du mouvement Combat, il devint membre du comité directeur de Combat Zone Nord. Arrêté le 3 mars 1942, il est emprisonné à Fresnes, puis déporté à la prison de Sarrebruck. Le 19 octobre 1943, il est condamné à mort (affaire Continent) par le 2e sénat du Volksgerichtshof. Avec Michel Edvire, Gualbert Flandrin, Alexandre Gandouin, Gabriel Clara, Christian Héraude, Robert Héraude, Abel Laville et Albert Vandendriessche, il est décapité à la hache à la prison de Cologne, le 7 décembre 1943.

##### La Résistance dans l'Aisne
Les réseaux de Résistance s'organisent peu à peu dans le département de l'Aisne : l'Organisation civile et militaire (OCM) avec Pierre Dromas ; Libération-Nord dans le sud du département avec les députés Elie Bloncourt et Paul Lambin ; les Francs-Tireurs et partisans (FTP) et le Front national d'obédience communiste avec Maurice Liez ou André Baudin ; Ceux de la Résistance etc.
Des actions de guérilla s'intensifient contre les Allemands grâce aux armes parachutées, les sabotages contre les voies ferrées, les lignes téléphoniques et les lignes électriques, les écluses, les attaques à main armée, permettent de soumettre les Allemands à une pression permanente et de leur infliger de lourdes pertes comme le sabotage de Croix-Fonsomme.

#### Répression et déportation
Le 12 novembre 1940, furent fusillés dans les fossés de la citadelle d'Amiens, deux hommes originaires de Saint-Valery-sur-Somme : Lucien Brusque, marin-pêcheur, et Émile Masson, batelier, âgé de 18 ans, pour avoir coupé des câbles téléphoniques de l'armée allemande. L'exécution fut prise en photo par un soldat allemand qui fit développer sa pellicule par un photographe amiénois qui transmit un double du cliché à la Résistance. La photo fut publiée dans la presse anglo-saxonne.
Jean Catelas, député d'Amiens fut une victime du régime de Vichy. Au début de la Seconde Guerre mondiale, il défendit le pacte germano-soviétique en 1939 et entra dans la clandestinité, après l'interdiction du Parti communiste. Il participa à la réorganisation clandestine des syndicats de cheminots d'obédience communiste. Après l'entrée des Allemands dans Paris le 14 juin 1940, il participa, aux côtés de Maurice Tréand, aux négociations visant à faire reparaître L'Humanité, sans succès. Membre de la direction du Parti communiste clandestin, il fut arrêté, à Paris, par la police française, le 14 mai 1941 et incarcéré à la prison de la Santé avec Gabriel Péri. Le 9 septembre 1941 le gouvernement de Vichy créait le « Tribunal d'État », juridiction d'exception comme les Sections spéciales, pour juger les opposants politiques sous la pression des Allemands qui, à la suite de l'attentat du 21 août 1941 contre l'aspirant Moser, exigèrent de l'État français l'exécution de six communistes. Jean Catelas fut condamné à mort, le 21 septembre 1941 et guillotiné le 24 à la prison de la Santé.
Paul Baroux était instituteur à Longueau, militant du Parti communiste français, interné au camp de Châteaubriant, il fut fusillé par les Allemands le 15 décembre 1941.
Madeleine Michelis, résistante amiénoise, fut arrêtée par la Gestapo à son domicile, le 12 février 1944, elle fut transférée à Paris, au Lycée Montaigne. Le mercredi 16 février, elle fut amenée vers 13 h 00, à l'Hôtel des États-Unis, boulevard du Montparnasse pour un interrogatoire. Le 21 février 1944, sa famille était officiellement informée de sa mort,.
Léon Gontier, résistant amiénois, fut arrêté à Paris, à la gare du Nord, le 13 janvier 1944 et fut incarcéré à Amiens, à la prison de la route d'Albert. Le 18 février 1944, lors de l'opération Jéricho, Léon Gontier se distingua par son courage en aidant les personnes blessées à gagner la sortie, malgré les pressions de son entourage qui s'incitait à fuir. Il resta, de ce fait, prisonnier des Allemands. Transféré au camp de Royallieu à Compiègne dans l'Oise, il fut ensuite déporté, le 28 juillet 1944 au camp de concentration de Neuengamme, en Allemagne, où il mourut le 31 décembre 1944.
Raymond Gourdain, cheminot et résistant amiénois, fut arrêté puis fusillé au Mont-Valérien, le 21 mars 1944.
Le camp de Royallieu (Frontstalag 122) à Compiègne était un camp de transit et d'internement nazi, ouvert en juin 1941 et qui fonctionna jusqu'en août 1944. Y furent détenus plus de 54 000 résistants, militants syndicaux et politiques, otages civils et Juifs. 50 000 d'entre eux furent déportés dans les camps de concentration et d'extermination d'Auschwitz, Buchenwald, Dachau, Mauthausen, Neuengamme, Ravensbrück, Sachsenhausen.
Le camp d'internement de Doullens (Somme) fut créé dans la citadelle en 1941 pour interner des opposants politiques, des trafiquants du marché noir et des Juifs. En juin 1942, 455 personnes y étaient détenues : communistes, responsables d'organisations de gauche, mais aussi ouvriers et fonctionnaires. La durée de leur captivité s'échelonna de 6 à 18 mois. Décrété insalubre, le camp de Doullens fut fermé en 1943.
La citadelle d'Amiens fut un lieu de détention, de torture et d'exécution pour les résistants tombés dans les griffes de la police française ou de la Gestapo.

#### Rafles, internement et extermination des Juifs

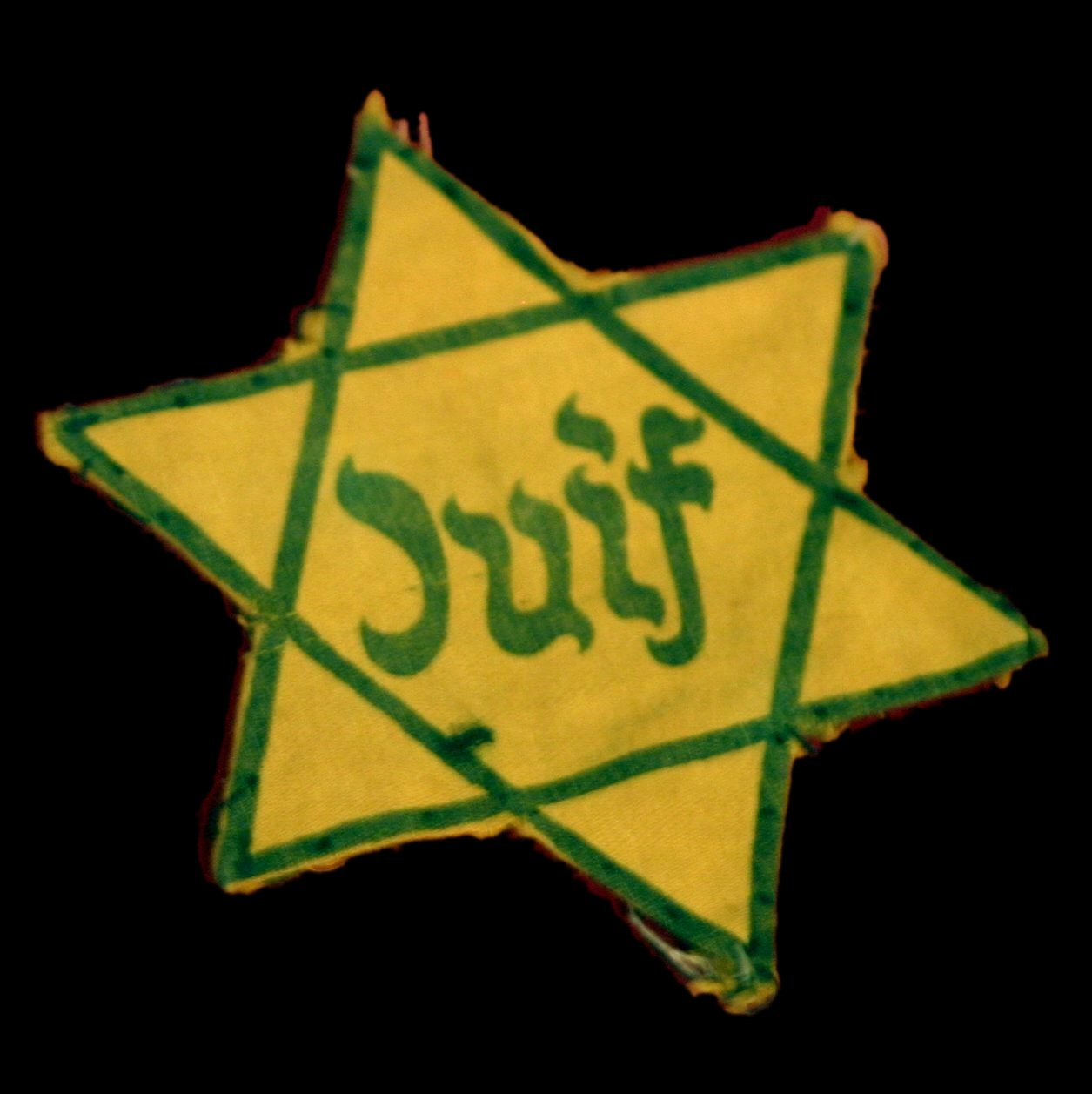
Étoile jaune dont le port fut imposé aux Juifs de la Zone occupée à partir du 7 juin 1942.

Le gouvernement de Vichy promulgua le premier statut des Juifs le 3 octobre 1940. Les Allemands avaient promulgué, le 27 septembre 1940, une ordonnance définissant le premier statut allemand des Juifs pour les zones occupées et les dispositions concernant leurs biens : recensement des Juifs dans chaque département, interdiction d'un retour en zone occupée pour les Juifs qui l'avaient quittée...
Dans le département de l'Oise, le recensement de 1940, fait état de 240 Juifs présents dont 69 âgés de moins de 20 ans. Ces Juifs pour la plupart citadins travaillaient dans le commerce ou exerçaient une profession médicale. Le régime de Vichy distinguait les Juifs français (121 dans l'Oise), les Juifs naturalisés (25) et les Juifs étrangers (74). Les Juifs étrangers furent sur décision préfectorale internés au camp de Plainville ou dans les camps du Loiret. L'ordonnance du 29 mai 1942 imposa le port de l'étoile jaune aux Juifs de la zone occupée. En 1942, il n'y avait plus que 159 Juifs dans l'Oise. La politique d'aryanisation des entreprises juives conduisit à la spoliation de leurs propriétaires. Des administrateurs provisoires furent nommés qui avaient le droit de liquider les actifs ou de céder le capital des entreprises.
Le 12 décembre 1941, 743 Juifs avaient été arrêtés à Paris et internés au camp de Royallieu à Compiègne. Dans l'Oise, il y eut deux grandes vagues d'arrestations. En 1942, des rafles furent organisées à partir de la seconde quinzaine de juillet soit par la police et la gendarmerie françaises soit par la Feldgendarmerie allemande, une trentaine de personnes sont arrêtées et internées à Drancy pour la plupart et déportés à Auschwitz. Les 4 et 5 janvier 1944 eurent lieu les dernières grandes rafles, une quarantaine de Juifs du département furent arrêtés puis déportés.
Dans le département de la Somme, 93 Juifs furent recensés en 1940 mais ce chiffre sous-estime vraisemblablement le nombre réel de Juifs du département car certains noms, absents de cette première liste, apparaissent dans des documents postérieurs. Un certain nombre de Juifs étrangers furent dirigés en décembre 1940 dans les camps du département de l'Yonne, on en retrouva également dans les Pyrénées-Orientales etc.
 Le 18 juillet 1942, sur ordre du Sicherheitspolizei Kommando (S.P.K.) de Saint-Quentin, la gendarmerie française procédait à l'arrestation de Juifs étrangers ou apatrides à Amiens, Pierrepont-sur-Avre et Ault. Ils furent dirigés vers le camp de Drancy et de là vers les camps de la mort. 
 La plus importante rafle de Juifs eut lieu le 4 janvier 1944, certains furent arrêtés le 5. La plupart d'entre eux habitaient Amiens, d'autres étaient originaires de Mers-les-Bains, Ault, Bouquemaison et Rosières-en-Santerre. Les Juifs arrêtés tôt le matin par les Allemands furent amenés à la gendarmerie d'Amiens et y restèrent jusqu'au soir où ils furent acheminés à la gare du Nord d'Amiens pour prendre le train à destination de Drancy, dans la nuit du 4 au 5 janvier. Ils furent, pour la plupart, déportés à Auschwitz-Birkenau, le 20 janvier, par le convoi no 66 et exterminés le 23. Une seule Amiénoise issue de ce convoi a survécu. Trois enfants juifs de la Somme furent déportés par ce convoi aucun d'eux n'est revenu,.
La population juive du département de l'Aisne, fut arrêtée en deux temps. Une rafle eu lieu le 17 juillet 1942, le même jour que la rafle du Vél' d'hiv', organisée par la Préfecture de la région de Laon et exécutée par la police ou la gendarmerie françaises. Les Juifs arrêtés furent pour la plupart déportés à Auschwitz-Birkenau.
Début janvier 1944, une seconde rafle fut organisée par les Allemands, les Juifs de l'Aisne furent internés à Drancy puis déportés à Auschwitz-Birkenau par les convois no 66 et 67. Entre 88 et 115 Juifs du département de l'Aisne auraient été déportés, parmi eux, 31 habitaient le Soissonnais, 4 seulement sont revenus.

#### La Libération
À partir 1942, les bombardements alliés sur la Picardie commencèrent, visant des objectifs militaires allemands, des nœuds ferroviaires etc.
L'opération Jéricho est le nom donné à un raid aérien de la Royal Air Force qui se déroula le 18 février 1944. Il avait pour but de libérer des Résistants incarcérés dans la prison d'Amiens. Cette opération, qui fit 98 morts, fut une action préparatoire à la Libération.
En mars 1944, Longueau, important nœud ferroviaire voisin d'Amiens, subit des bombardements d'une violence telle que la ville fut évacuée par ordre des autorités d'occupation. Vingt et un bombardements en trois jours. 1 132 immeubles furent partiellement ou totalement détruits. Toutes les installations ferroviaires furent détruites (sauf la gare de voyageurs).
La ville d'Amiens subit d'importants bombardements comme celui de la Pentecôte du 27 mai 1944 qui fit près de 400 tués parmi la population civile.
Le 30 août 1944, la ville de Beauvais était libérée par les Britanniques. Le lendemain 31 août, ce fut la ville d'Amiens qui fut libéré après plusieurs combats notamment pour le contrôle des ponts sur la Somme, les FFI réussirent à garder intact le pont Beauvillé, principal point de passage sur la Somme en allant vers le nord. Le 31 août en milieu de journée, à Albert, les résistants harcelèrent un détachement de SS qui avait pris position dans le centre-ville afin de protéger le repli de la 10e division de Panzer SS. La police et la gendarmerie se joignirent aux FFI de l'abbé Dumoulin. L'armée britannique arriva et libéra la ville vers 22 h.
Abbeville fut libérée le 3 septembre 1944 par les FFI et la 1re division blindée polonaise commandée par le général Maczek.
Dans les environs de Vadencourt (Aisne), près de Guise, la nuit du 13 au 14 juin 1944, des parachutistes allemands, des troupes SS d’Hirson et des policiers de la Gestapo de Saint-Quentin, réduisirent trois compagnies de Francs-tireurs et partisans (FTP), environ 400 hommes, venus à pied du Pas-de-Calais pour rejoindre les maquis des Ardennes.
Le 30 août 1944, Laon était libérée. Le même jour, entre Marle et Montcornet, dans le village de Tavaux se déroulait une tragédie: vingt civils étaient massacrés par des SS. Après le Débarquement de Normandie du 6 juin 1944, la Résistance accroche les troupes allemandes en retraite. Une opération de représailles est aussitôt lancée par des éléments des divisions SS « Adolf Hitler » et « Hitlerjugend ». Vingt civils, pour la plupart des vieillards ainsi que deux enfants, sont massacrés dans la partie est du village de Tavaux. Un résistant est tué, le village est presque entièrement détruit. II ne fut libéré que le lendemain, 31 août, par des résistants de la région de Saint-Erme et Sissonne, alors que l’armée américaine était à proximité.
Le drame de Tavaux mit fin aux activités d'un des groupes de résistants les plus actifs, du département de l'Aisne, sous les ordres du lieutenant FFI, Pierre Maujean.
En septembre 1944, plusieurs charniers furent mis au jour dans les environs d'Amiens : celui de l'hôpital Philippe Pinel à Dury, celui de Bertangles, celui d'Acheux-en-Amiénois et celui du Bois de Gentelles à Boves.

#### L'épuration

##### Le «Gang d'Albert»
Du 15 novembre 1944 au 22 avril 1949, sévit à Albert, dans les environs et jusqu'en Seine-Maritime, le « Gang d'Albert » formé d'une quinzaine d'anciens Résistants – dont certains avec un passé digne d'éloges – commit une série de vols à main armée, en argent et en nature, chez des agriculteurs et des commerçants qu'il soupçonnait de marché noir ou de collaboration avec l'ennemi pendant la guerre, allant jusqu'à tuer un marchand de bestiaux à Vauchelles-lès-Authie. Il s'attaqua également à la coopérative laitière d'Albert et aux bureaux de poste de Millencourt et Epehy. Enfin arrêtés, les malfaiteurs furent jugés par la cour d'assises de la Somme qui prononça trois condamnations à mort et des peines de prison de 2 à 15 ans de détention. Les trois condamnés à mort s'étant pourvu en cassation, l'affaire fut rejugée par la cour d'assises de l'Aisne en décembre 1951, une seule condamnation à mort fut cette fois prononcée et exécutée. Les deux autres comparses furent condamnés à la réclusion criminelle à perpétuité.

### IVeRépublique

#### La reconstruction
La plupart des villes de Picardie furent touchées par les destructions entre 1940 et 1944. Des plans de reconstruction élaborés pendant la guerre furent mis en œuvre dès la fin des hostilités. ce fut le cas pour Abbeville, Amiens, Beauvais, Creil, Compiègne, Laon comme pour des agglomérations de moindre importance comme Breteuil-sur-Noye, Grandvilliers, Formerie, Ham, Péronne, Roye, Airaines etc.

#### Vie politique
Département de la Somme : la vie politique du département de la Somme fut dominée pendant toute la IVe République et jusqu'au années 1980 par la personnalité de Max Lejeune, député-maire SFIO d'Abbeville et ministre ou secrétaire d’État à douze reprises de décembre 1946 à janvier 1959. Le PCF bien implanté depuis le Front populaire avait vu son influence croitre pendant la Résistance. De 1945 à 1958, les habitants de la Somme élurent deux députés communistes René Lamps et Louis Prot. En 1956, un député poujadiste, Émile Luciani fut élu.
Département de l'Oise : la vie politique de ce département fut marquée par une nette progression du PCF qui obtint deux députés de 1945 à 1956. Jusque 1950, la personnalité de Jean Biondi, député-maire SFIO de Creil et secrétaire d’État à deux reprises marqua le vie politique du département.
Département de l'Aisne :

### VeRépublique

#### La Guerre d'Algérie
La Guerre d'Algérie ne suscita guère de mouvement de protestation, Max Lejeune député-maire SFIO d'Abbeville et ministre étant farouchement pour l'Algérie française. Cependant, à Amiens, une manifestation de conscrits rappelés se déroula, le 24 mai 1956. Un grand meeting fut organisé au cirque d'Amiens, le 31 mai 1956, « Pour la paix en Algérie », par la Ligue des droits de l'homme. Des parents de soldats ou de rappelés se réunirent à Albert et distribuèrent des tracts. En 1962, des pieds noirs et des harkis furent rapatriés d'Algérie dans les trois départements picards. 600 Harkis furent hébergés à la citadelle de Doullens.
Le retour au pouvoir du général de Gaulle marqua une évolution de l'électorat qui glissa vers la droite. Dans la Somme, aux législatives de 1958, René Lamps député communiste d'Amiens fut battu dans une triangulaire au profit du gaulliste Fred Moore. Deux autres députés gaullistes furent élus dans les circonscriptions de Montdidier et de Péronne. Dans l'Oise, trois députés gaullistes furent élus dont l'avionneur Marcel Dassault. Le département de l'Aisne quant à lui élisait deux députés gaullistes en 1958 puis quatre en 1962.

#### La fin des Trente Glorieuses
Sur le plan économique, la période des Trente Glorieuses fut marquée en Picardie par un développement de l'activité industrielle par le développement ou l'implantation de sites de productions agro-alimentaires comme à Flaucourt et Estrées-Mons Péronne, Rosières-en-Santerre, Faverolles près de Montdidier, Vic-sur-Aisne, Noyon, Beauvais... des unités de production dans le secteur de l'équipement automobile à Amiens, Beauvais, Creil... la production de tracteurs à Beauvais ou de véhicules deux roues à moteur à Saint-Quentin. La Picardie était donc une région où l'activité industrielle dominait. Les grèves de mai-juin 1968 révélèrent les limites du modèle fordiste de production et les aspirations nouvelles des salariés en Picardie comme dans le reste de la France.
Les conséquences de ce vaste et profond mouvement de contestation allaient provoquer l'alternance politique de 1981. François Mitterrand arriva largement en tête dans les trois départements picards, à l'élection présidentielle de 1981 et aux élections législatives qui suivirent, la gauche remportait la plupart des sièges : 4 sur 5 dans l'Oise, 4 (dont 2 communistes) sur 5 dans la Somme, 5 (dont 2 communistes) sur 5 dans l'Aisne.

#### La désindustrialisation
Depuis le milieu des années 1970, la Picardie subit inexorablement un processus de désindustrialisation ; des secteurs entiers de la production industrielle ont presque totalement disparu : l'industrie de la machine-outil qui constituait le fleuron de l'activité économique de la ville d'Albert. La bonneterie du Santerre a pratiquement disparu des villes de Villers-Bretonneux, Moreuil, Rosières-en-Santerre ; l'industrie du velours a déserté Amiens. Dans la vallée du Thérain et à Beauvais, brosserie et textile n'existent quasiment plus. Le secteur de la métallurgie et de la construction mécanique est lui aussi sinistré surtout dans le bassin de Creil. Les régions de Chauny et de Saint-Quentin ainsi que la Thiérache ont vu quasiment disparaître l'activité textile, la construction mécanique et la fonderie. Il ne s'agit là que d'exemples les plus marquants, tout le tissu industriel de la région, jusque-là pourvoyeur d'emplois, est touché. Les industries d'équipements automobiles connaissent dans les années 2000 et 2010 d'importantes difficultés des usines ferment à Amiens et à Clairoix, les réductions d'emplois dans celles qui restent en activité sont fréquentes. Enfin, le secteur agro-industriel lui aussi connaît certaines difficultés, l'industrie sucrière a réduit ses sites de production dans les trois départements, tout comme l'industrie laitière quand ce n'est pas les usines qui sont démantelées clandestinement en un weekend comme à Péronne. Il s'ensuit un chômage de masse de travailleurs peu qualifiés qui provoque un profond malaise social.

#### Conséquences politiques de la dégradation de la situation économique et sociale
L'aggravation du chômage provoqua aux élections de 1986, un net virage à droite de l'électorat, un député Front national fut élu dans l'Oise au scrutin proportionnel. Depuis lors, les majorités de droite et de gauche alternent à la tête de la région et de chacun des trois départements qui envoient selon les scrutins une majorité de députés de l'un ou l'autre camp. Les électeurs sont de plus en plus nombreux à s'abstenir et le Front national recueille en % de plus en plus de suffrages.

#### Fin de la Picardie?
En vertu de la loi no 2015-991 du 7 août 2015 portant nouvelle organisation territoriale de la République, le conseil régional de Picardie a fusionné avec celui du Nord-Pas-de-Calais, au 1er janvier 2016, pour former la région Hauts-de-France (Nord-Pas-de-Calais-Picardie). De ce fait, la Picardie n'est plus une entité administrative autonome.